# Liste der Biografien/Ci
Liste der Biografien |
Portal Biografien |
Personensuche
# |
A |
B |
C |
D |
E |
F |
G |
H |
I |
J |
K |
L |
M |
N |
O |
P |
Q |
R |
S |
T |
U |
V |
W |
X |
Y |
Z |
?
 
Ca |
Cb |
Cc |
Ce |
Ch |
Ci |
Cj |
Ck |
Cl |
Cm |
Cn |
Co |
Cr |
Cs |
Ct |
Cu |
Cv |
Cw |
Cy |
Cz
Die Liste der Biografien führt alle Personen auf, die in der deutschsprachigen Wikipedia einen Artikel haben. Dieses ist eine Teilliste mit 1216 Einträgen von Personen, deren Namen mit den Buchstaben „Ci“ beginnt.

## Ci

### Cia
- Cía, Mauro (1919–1990), argentinischer Boxer und Filmschauspieler
- Cia, Michael (* 1988), italienischer Fußballspieler (Südtirol)
- Ciabattari, Jane, US-amerikanische Literaturkritikerin
- Ciabattari, Mark, US-amerikanischer Kulturhistoriker und Schriftsteller
- Ciabattoni, Agata (* 1971), italienische Informatikerin
- Ciabocco, Eleonora (* 2004), italienische Radrennfahrerin
- Ciaburri, Gennaro (1881–1970), italienischer Bakteriologe, Naturwissenschaftler und Allgemeinpraktiker
- Ciacca, Antonio (* 1969), US-amerikanischer Jazzmusiker (Piano)
- Ciaccheri, Nello (1893–1971), italienischer Radrennfahrer
- Ciacchi, Luigi (1788–1865), italienischer Kurienkardinal
- Ciacci, Matteo (* 1990), san-marinesischer Politiker
- Ciacci, Nicola (* 1982), san-marinesischer Fußballspieler
- Ciacci, Sante (* 1941), san-marinesischer Radrennfahrer
- Ciaccio, Damiano (* 1989), Schweizer Eishockeytorhüter
- Ciaccio, Peter (* 1975), italienischer methodistischer Theologe, Autor und Filmkritiker
- Ciach, Maria (1933–2009), polnische Speerwerferin
- Ciaffei, Francesco (1819–1894), italienischer Opernsänger (Tenor) und Gesangspädagoge
- Ciągliński, Jan (1858–1913), polnischer Maler
- Ciaia, Azzolino Bernardino della (1671–1755), italienischer Komponist
- Ciak, Héléna (* 1989), französische Basketballspielerin
- Cialdini, Enrico (1811–1892), italienischer Militär
- Cialdini, Robert (* 1945), US-amerikanischer PsychologeRobert Cialdini (* 1945)

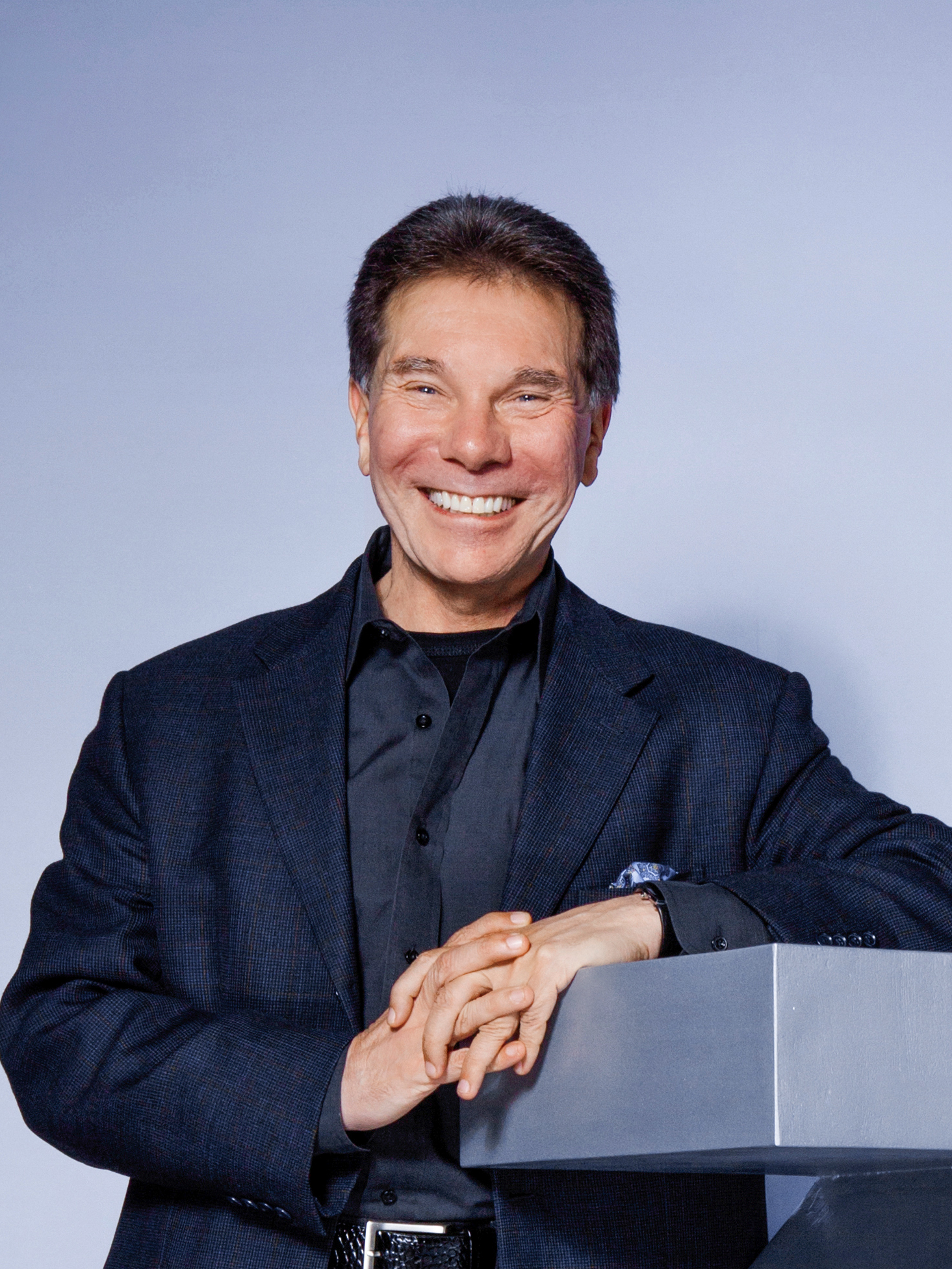
Robert Cialdini (* 1945)

- Cialente, Renato (1897–1943), italienischer Schauspieler
- Cialeo, Francesco Benedetto (1901–1985), italienischer Ordensgeistlicher und römisch-katholischer Bischof von Lyallpur
- Ciamaga, Gustav (1930–2011), kanadischer Komponist
- Ciamarra, Richard (* 1998), US-amerikanischer Tennisspieler
- Ciamician, Giacomo Luigi (1857–1922), italienischer Chemiker
- Ciampa, Leonardo (* 1971), italienisch-amerikanischer Musiker
- Ciampa, Letizia (* 1986), italienische Synchronsprecherin
- Ciampa, Tommaso (* 1985), US-amerikanischer Wrestler
- Ciampanelli, Filippo (* 1978), italienischer römisch-katholischer Geistlicher, Kurienbischof
- Ciampelli, Agostino (1566–1630), italienischer Maler
- Ciampi, Annalisa (* 1970), italienische Juristin und Hochschullehrerin
- Ciampi, Carlo Azeglio (1920–2016), italienischer Politiker, Staatspräsident Italiens (1999–2006)Carlo Azeglio Ciampi (1920–2016)

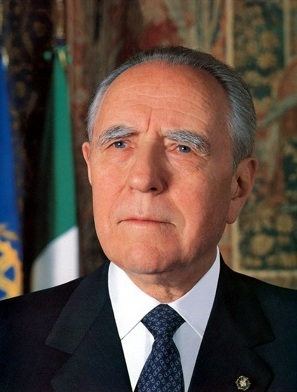
Carlo Azeglio Ciampi (1920–2016)

- Ciampi, Francesco (* 1690), italienischer Violinist und Komponist
- Ciampi, Piero (1934–1980), italienischer Cantautore
- Ciampi, Vincenzo Legrenzio (1719–1762), italienischer Komponist
- Ciampi, Yves (1921–1982), französischer Filmregisseur und Drehbuchautor
- Ciampichetti, Flavio (* 1988), argentinischer Fußballspieler
- Ciampini, Giovanni Giustino (1633–1698), italienischer Historiker und Archäologe
- Ciampitti, Juan (* 2000), argentinischer Sprinter
- Ciampoli, Domenico (1852–1929), italienischer Schriftsteller und Übersetzer
- Ciampoli, Giovanni Battista (1589–1643), italienischer Geistlicher und enger Freund von Galileo Galilei
- Ciámpoli, Tulia (1915–1981), argentinische Filmschauspielerin, Tänzerin, und Violinistin
- Ci’an (1837–1881), chinesische Hauptfrau des Qing-Kaisers Xianfeng und Kaiserinmutter
- Cian, Paolo (* 1966), italienischer Segler
- Cian, Vittorio (1862–1951), italienischer Senator, Romanist und Italianist
- Cianca, Alberto (1884–1966), italienischer Politiker und Journalist
- Cianchi, Andrea (* 1963), italienischer Mathematiker
- Ciancio, Ermanno Artale (1933–2003), italienischer Ordensgeistlicher, Bischof von Huánuco
- Cianciolo, Susan (* 1969), US-amerikanische Modedesignerin und Künstlerin
- Cianciulli, Leonarda (1893–1970), italienische SerienkillerinLeonarda Cianciulli (1893–1970)

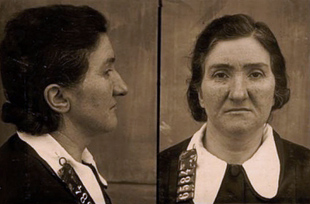
Leonarda Cianciulli (1893–1970)

- Ciancola, Luciano (1929–2011), italienischer Radrennfahrer
- Cianetti, Tullio (1899–1976), italienischer faschistischer Politiker
- Cianfrance, Derek (* 1974), US-amerikanischer Filmregisseur und Drehbuchautor
- Cianfriglia, Giovanni (1935–2024), italienischer Stuntman und Schauspieler
- Ciangottini, Valeria (* 1945), italienische Schauspielerin
- Ciani, Filippo (1778–1867), Schweizer Kaufmann, Bankier, Tessiner Grossrat und Staatsrat
- Ciani, Giacomo (1776–1868), Schweizer Politiker und Bankier, Tagsatzungsgesandter
- Ciani, Michaël (* 1984), französischer Fußballspieler
- Ciani, Sergio (1935–2015), italienischer Bodybuilder und Schauspieler
- Ciani, Suzanne (* 1946), US-amerikanische Musikerin, Sounddesignerin, Komponistin und Labelmanagerin
- Ciannelli, Eduardo (1889–1969), italienischer Schauspieler
- Ciannelli, Lewis E. (1923–1990), US-amerikanischer Schauspieler und Synchronsprecher
- Cianni, Eloisa (* 1932), italienische Schauspielerin und Schönheitskönigin
- Ciano, Costanzo (1876–1939), italienischer Admiral und Politiker
- Ciano, Edda (1910–1995), älteste Tochter Mussolinis, Ehefrau von Galeazzo Ciano
- Ciano, Galeazzo (1903–1944), italienischer Politiker
- Ciano, Martino (* 1978), Schweizer Boxer
- Ciantar, Adrian (* 1978), maltesischer Fußballspieler
- Ciantar, Ian (* 1975), maltesischer Fußballspieler
- Ciappi, Mario Luigi (1909–1996), italienischer Kurienkardinal der römisch-katholischen Kirche und päpstlicher Haustheologe
- Ciara (* 1985), US-amerikanische Hip-Hop- und R&B-SängerinCiara (* 1985)

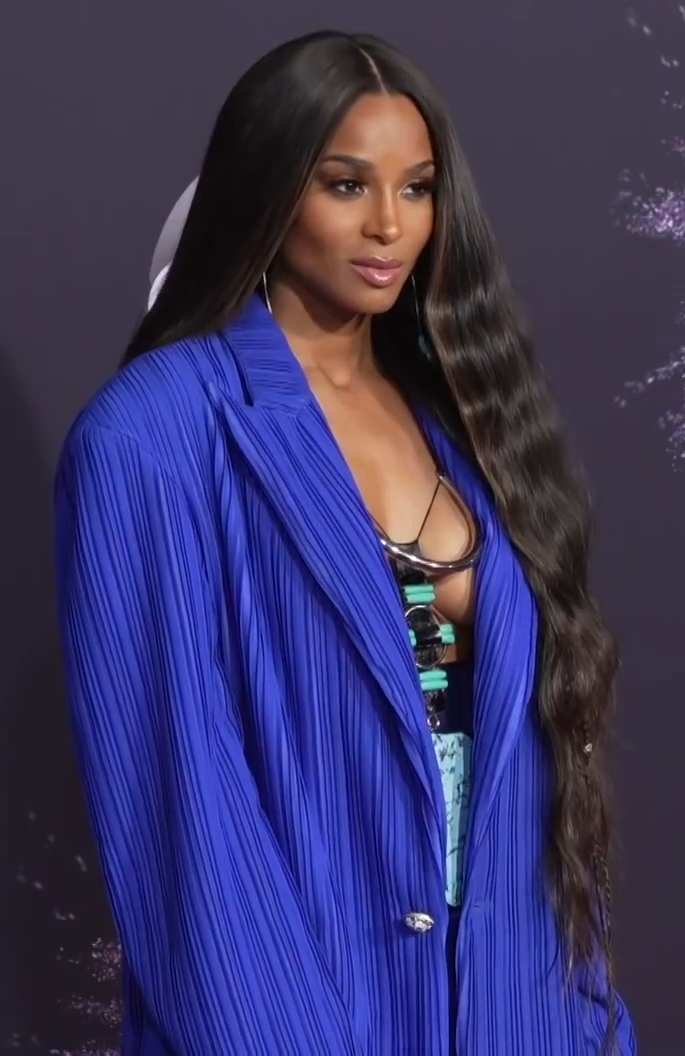
Ciara (* 1985)

- Ciarambino, Giulio (* 1957), italienischer Filmregisseur
- Ciaramicoli, Arthur, US-amerikanischer klinischer Psychologe
- Ciaramidaro, Maryke (* 1981), italienische Biathletin
- Ciaramitaro, Maurizio (* 1982), italienischer Fußballspieler
- Ciarán von Clonmacnoise (512–544), irischer Heiliger, Abt
- Ciarán von Saigir, Heiliger der katholischen Kirche
- Ciardi, Benedetta (* 1971), italienische Wissenschaftlerin am Max-Planck-Institut für Astrophysik
- Ciardi, Cesare (1818–1877), italienischer Flötist und Komponist
- Ciardi, Guglielmo (1842–1917), italienischer Maler
- Ciardi, John (1916–1986), US-amerikanischer Schriftsteller und Hochschullehrer
- Ciarfalio, Carl (* 1953), US-amerikanischer Schauspieler und Stuntman
- Ciarlet, Philippe (* 1938), französischer Mathematiker
- Ciarrapico, Antonio (* 1930), italienischer Diplomat
- Ciarrapico, Giacomo (* 1970), italienischer Filmregisseur
- Ciasca, Agostino (1835–1902), italienischer Theologe und Kurienkardinal der römisch-katholischen Kirche
- Ciasca, Antonia (1930–2001), italienische Archäologin
- Ciasca, Raffaele (1888–1975), italienischer Historiker, Jurist und christdemokratischer Politiker
- Ciattaglia, Sergio (* 1967), argentinischer Fußballspieler
- Ciatti, Fernand (1912–1989), luxemburgischer Boxer
- Ciatti, Marco (1955–2024), italienischer Kunsthistoriker
- Ciattini, Carlo (* 1951), italienischer römisch-katholischer Geistlicher und Bischof von Massa Marittima-Piombino
- Ciavarella, Teo (1960–2025), italienischer Jazzmusiker (Piano)
- Ciavarro, Massimo (* 1957), italienischer Schauspieler
- Ciavatta, Luciano (* 1955), san-marinesischer Politiker, Staatsoberhaupt von San Marino
- Ciavatta, Paolo (* 1984), italienischer Straßenradrennfahrer
- Ciavatta, Valeria (* 1959), san-marinesische Politikerin, Staatsoberhaupt von San Marino
- Ciążyński, Aleksander (1945–2021), polnischer Hockeyspieler
- Ciazynski, Frank (1943–2024), deutscher Schauspieler und SynchronsprecherFrank Ciazynski (1943–2024)

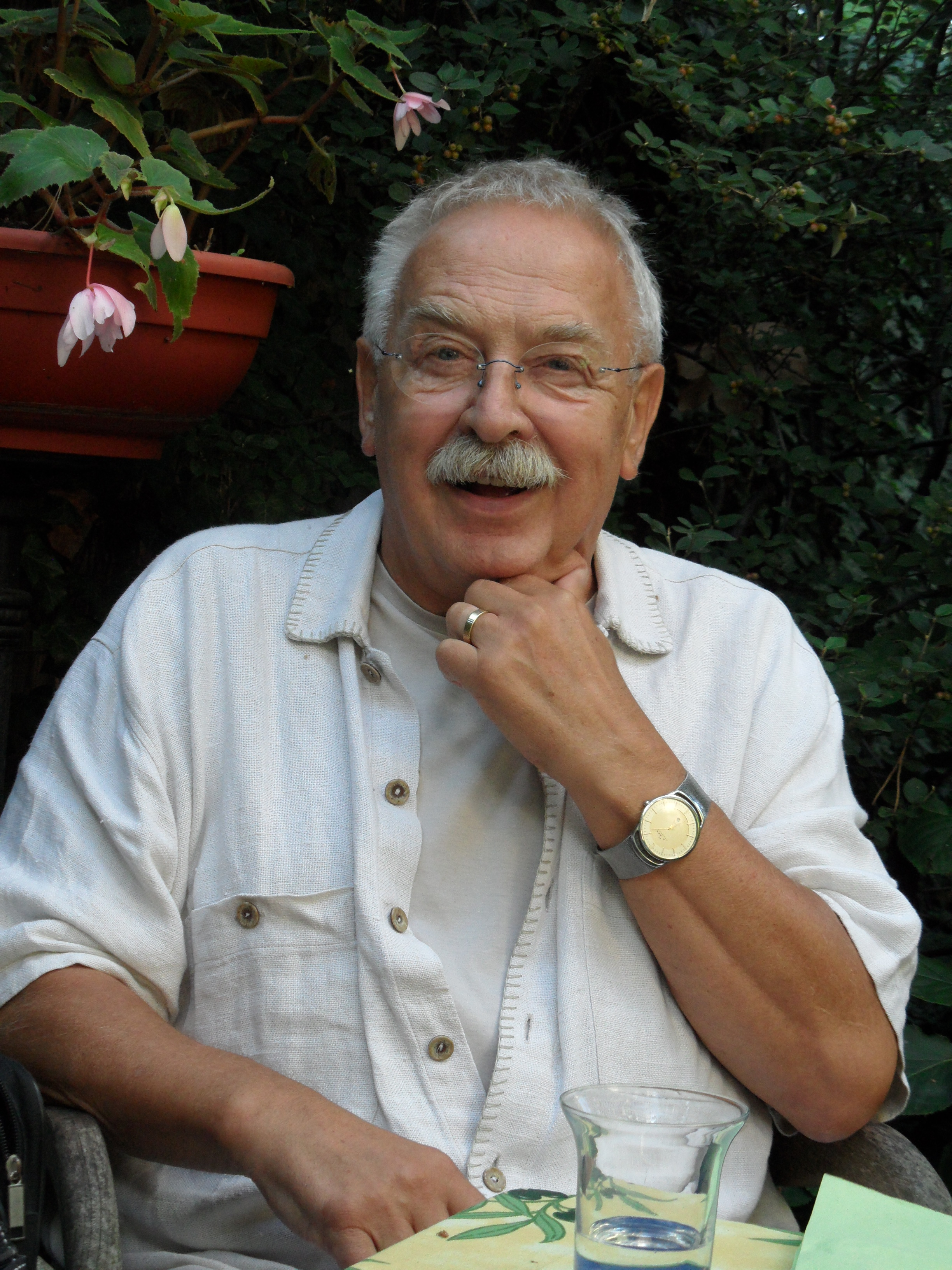
Frank Ciazynski (1943–2024)

### Cib
- Ciba, Kamila (* 1995), polnische Hürdenläuferin
- Ciba, Robert (* 1969), polnischer Boxer
- Cibák, Martin (* 1980), slowakischer Eishockeyspieler
- Cibber, Cajus Gabriel († 1700), dänischer Bildhauer und Architekt
- Cibber, Colley (1671–1757), britischer Theaterleiter, Impresario, Dramatiker und Dichter
- Cibber, Theophilus (1703–1758), englischer Schauspieler und Autor
- Cibbini, Katharina († 1858), österreichische Pianistin und Komponistin
- Cibicki, Paweł (* 1994), schwedisch-polnischer Fußballspieler
- Cibin, Camillo (1926–2009), päpstlicher PersonenschützerCamillo Cibin (1926–2009)

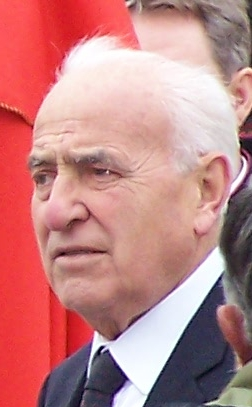
Camillo Cibin (1926–2009)

- Cibis, Andrzej (* 1987), deutscher Tanzsportler und Tanzsporttrainer
- Cibis, Anne (* 1985), deutsche Leichtathletin
- Cibis, Bernd (1922–1988), deutscher Schriftsteller
- Cibis, Bernhard (1946–2002), deutscher Objektkünstler, Maler, Zeichner und Grafiker
- Cibis, Kurt (1922–2005), deutscher Numismatiker
- Cibis, Paul (* 1979), deutscher Pianist
- Cibis, Robert (* 1973), deutscher Regisseur
- Cibișescu-Duran, Iulia (* 1966), rumänische Komponistin
- Cibo de’ Mari, Lorenzo († 1503), italienischer Geistlicher, Erzbischof von Benevent und Kardinal der Römischen Kirche
- Cibo, Alderano (1613–1700), italienischer Geistlicher, Kardinalstaatssekretär und Kardinaldekan
- Cibo, Angelo, Kardinal der Römischen Kirche
- Cibo, Camillo (1681–1743), italienischer Geistlicher, Bischof und Kardinal
- Cibo, Innocenzo (1491–1550), italienischer Kardinal
- Cibo, Leonardo, Kardinal der Römischen Kirche
- Cibo, Odoardo (1619–1705), Bischof
- Cibois, Alice (* 1973), französische Ornithologin
- Cibois, Sébastien (* 1998), französischer Fußballtorhüter
- Ciborowski, Robert (* 1967), polnischer Wirtschaftswissenschaftler
- Cibot, Édouard (1799–1877), französischer Maler
- Cibot, Pierre-Martial (1727–1780), französischer Jesuit, Missionar und Gelehrter in China
- Cibotti, Camillo (* 1954), italienischer Geistlicher, römisch-katholischer Bischof von Isernia-Venafro und Trivento
- Cibrián Fernández, Ubaldo Evaristo (1906–1965), spanischer römisch-katholischer Ordensgeistlicher, Prälat von Corocoro
- Cibrian, Eddie (* 1973), US-amerikanischer SchauspielerEddie Cibrian (* 1973)

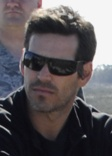
Eddie Cibrian (* 1973)

- Cibuľa, Ján (1932–2013), tschechoslowakisch-schweizerischer Arzt und Minderheitenpolitiker
- Cibulec, Tomáš (* 1978), tschechischer Tennisspieler
- Cibulka, Aleš (* 1977), tschechischer Moderator und Publizist
- Cibulka, Erich (* 1963), österreichischer Berater, Speaker und Autor
- Cibulka, Franz (1946–2016), österreichischer Komponist
- Cibulka, Hanns (1920–2004), deutscher Schriftsteller
- Cibulka, Heinz (* 1943), österreichischer Fotograf
- Cibulka, Josef (1886–1968), tschechischer katholischer Geistlicher und Kunsthistoriker
- Cibulka, Katharina (* 1975), österreichische Künstlerin
- Cibulka, Petr (* 1950), tschechischer Dissident und Aktivist
- Cibulková, Dominika (* 1989), slowakische Tennisspielerin
- Cibulková, Vilma (* 1963), tschechische Schauspielerin
- Cibuļskis, Oskars (* 1988), lettischer Eishockeyspieler
- Cibura, Maik (* 2002), deutscher SchauspielerMaik Cibura (* 2002)

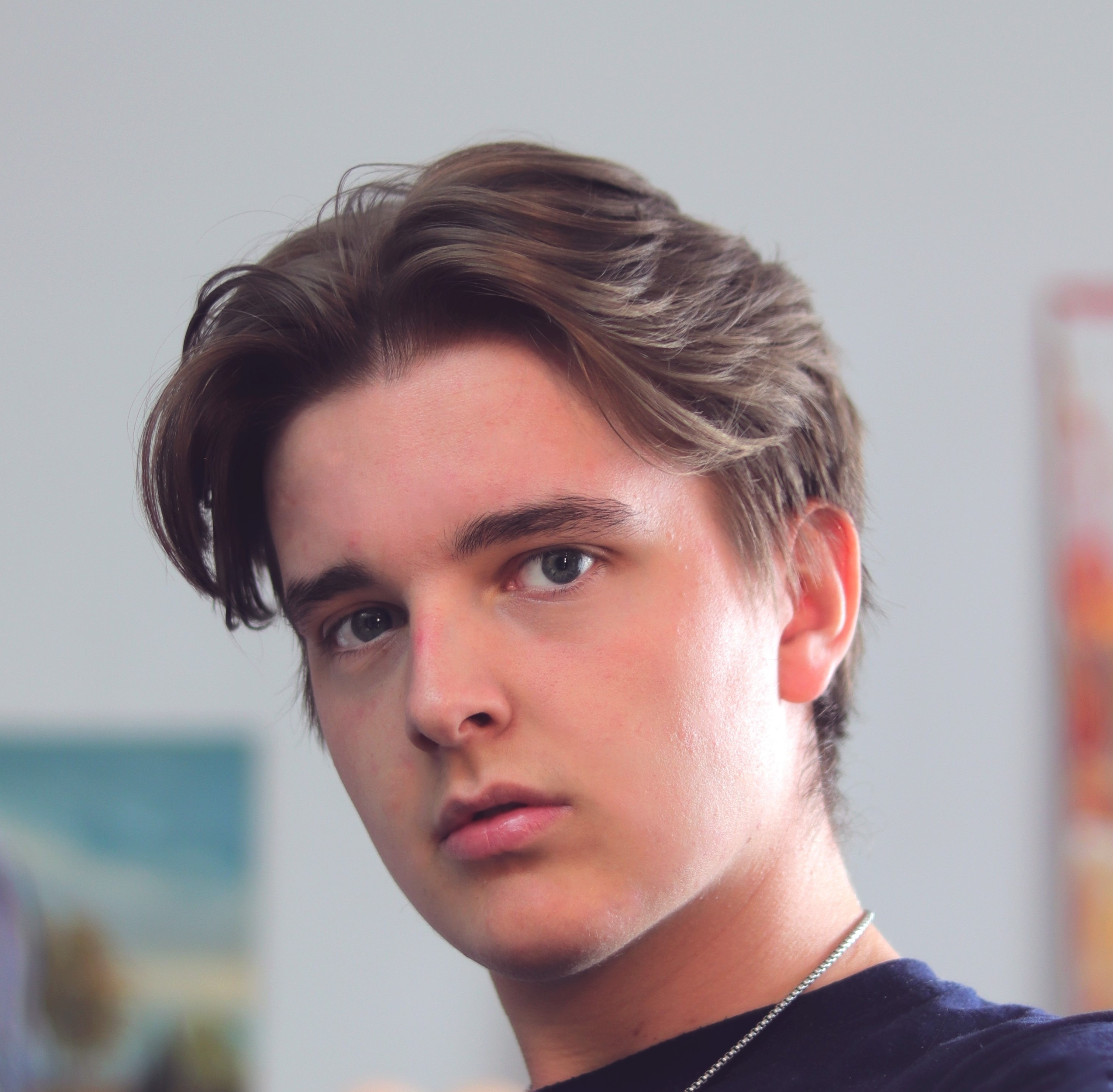
Maik Cibura (* 2002)

- Cibura, Manfred (* 1959), deutscher Schriftsteller

### Cic
- Čiča, Matea (* 1985), kroatische Badmintonspielerin
- Cicak, Slavko (* 1969), schwedischer Schachgroßmeister
- Cicala Zoagli, Giovanni Battista (1485–1566), 63. Doge der Republik Genua
- Cicâldău, Alexandru (* 1997), rumänischer Fußballspieler
- Cicanci, Olga (1940–2013), rumänische Neogräzistin, Historikerin und Paläographin
- Cicardini, Cesare (* 1969), italienischer Fotograf und Filmregisseur
- Cicaré, Augusto (1937–2022), argentinischer Hubschrauberkonstrukteur
- Cicarelli, Fernando (1905–1984), argentinischer Leichtathlet
- Ciccarelli, Alejandro (1811–1879), italienisch-chilenischer Maler
- Ciccarelli, Dino (* 1960), kanadischer Eishockeyspieler und -funktionär
- Ciccarelli, Michael (* 1996), kanadischer Snowboarder
- Cicchino, Cree (* 2002), US-amerikanische Schauspielerin und Tänzerin
- Cicci, Raymond (1929–2012), französischer Fußballspieler
- Cicciomessere, Roberto (1946–2023), italienischer Politiker (Partito Radicale), MdEP
- Cicco, Domenico de (* 1983), deutscher Reality-TV-Darsteller italienischer AbstammungDomenico de Cicco (* 1983)

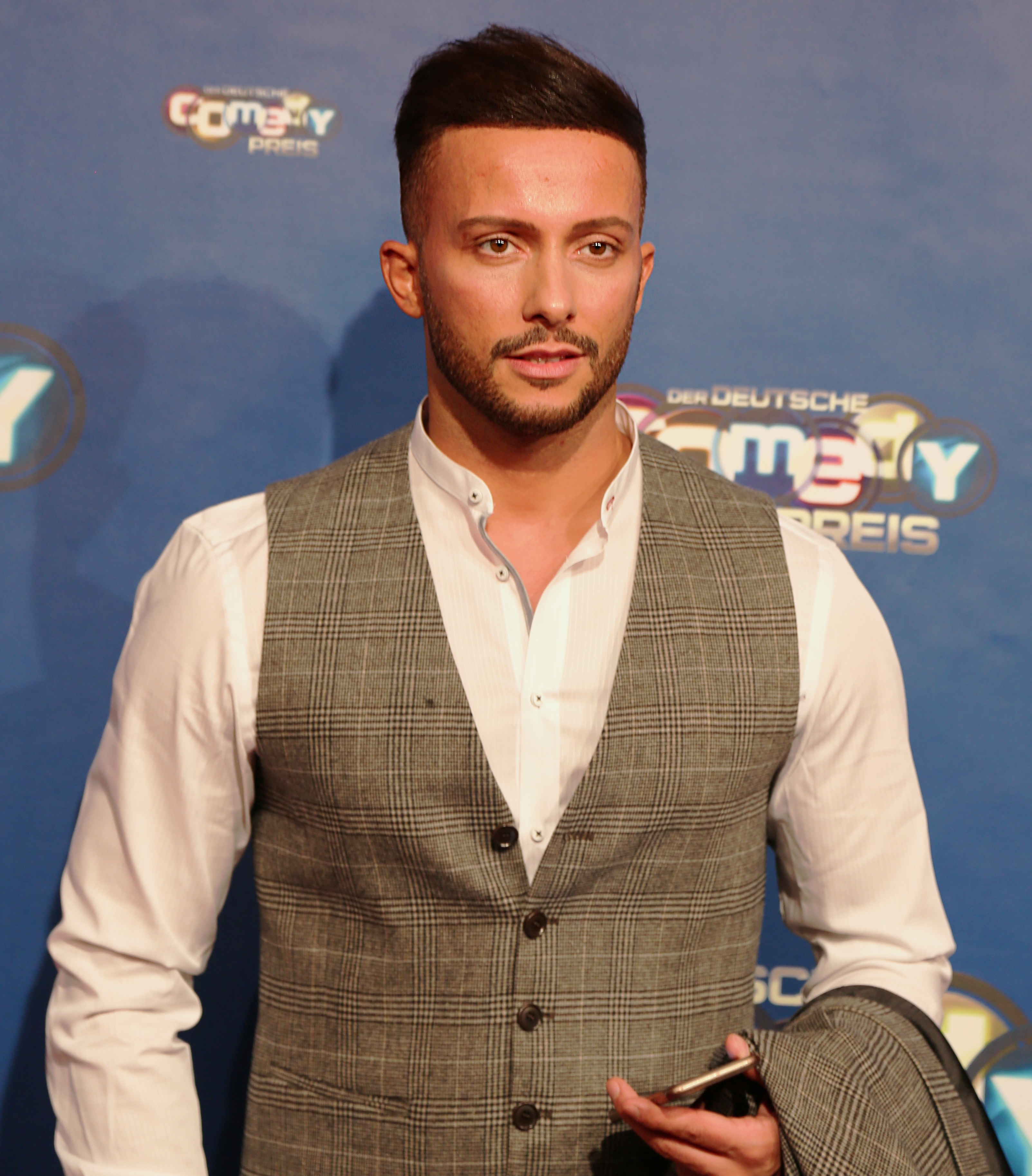
Domenico de Cicco (* 1983)

- Ciccolella, Francesco (* 1990), international tätiger österreichisch-italienischer Illustrator und Grafiker
- Ciccolella, Jude (* 1947), US-amerikanischer Schauspieler
- Ciccolini, Aldo (1925–2015), italienisch-französischer Pianist
- Ciccolini, Félix (1916–2010), französischer Politiker und Bürgermeister
- Ciccone, Angelo (* 1980), italienischer Bahn- und Straßenradrennfahrer
- Ciccone, Anna Maria (1891–1965), italienische Mathematikerin, Physikerin und Hochschullehrerin
- Ciccone, Diego (* 1987), Schweizer Fussballspieler
- Ciccone, Enrico (* 1970), italo-kanadischer Eishockeyspieler
- Ciccone, Giulio (* 1994), italienischer RadrennfahrerGiulio Ciccone (* 1994)

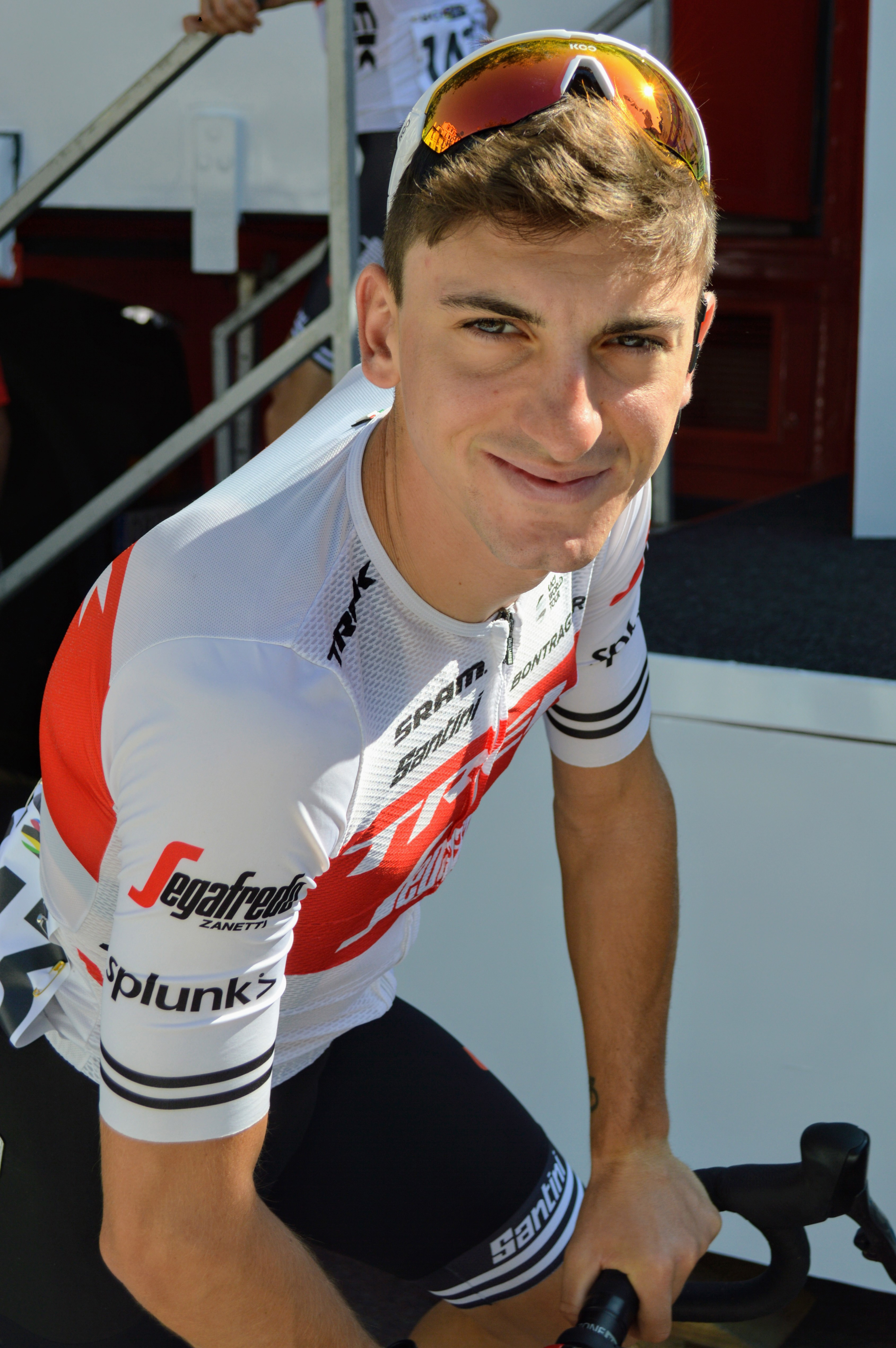
Giulio Ciccone (* 1994)

- Ciccoritti, Jerry (* 1956), kanadischer Filmregisseur
- Ciccotti, Ettore (1863–1939), italienischer Historiker und Politiker, Mitglied der Camera dei deputati, Senator auf Lebenszeit
- Cicé, Adélaïde-Marie Champion de (1749–1818), französische Ordensfrau und Gründerin der Gesellschaft vom Herzen Mariä
- Çiçek, Ali Ekber (1935–2006), türkischer Musiker
- Çiçek, Atabey (* 1995), türkischer Fußballtorhüter
- Çiçek, Cemil (* 1946), türkischer Politiker der Partei AKP
- Cicek, Deniz (* 1992), deutsch-türkischer Fußballspieler
- Çiçek, Dursun (* 1960), türkischer Militär, Marine-Oberst in der türkischen Armee
- Çiçek, İpek (* 1999), türkische Schauspielerin
- Çiçek, Julius Yeshu (1942–2005), Metropolit der syrisch-orthodoxen Diözese von Mitteleuropa und den Benelux-Ländern
- Çiçek, Mehmet Cansın (* 1992), türkischer Fußballspieler
- Çiçek, Mert (* 1998), türkischer Dreispringer
- Çiçek, Musa (* 1967), deutscher Taekwondoin türkischer Abstammung
- Cicek, Nick (* 2000), türkisch-kanadischer Eishockeyspieler
- Çiçek, Tolgahan (* 1995), türkisch-niederländischer Fußballspieler
- Çiçek, Tunahan (* 1992), schweizerisch-türkischer Fußballspieler
- Ciceri, Alessandro (1639–1703), italienischer Jesuitenmissionar
- Ciceri, Alessandro (1932–1990), italienischer Sportschütze
- Ciceri, Carlo Stefano Anastasio (1618–1694), Bischof und Kardinal der katholischen Kirche
- Ciceri, Francesco (1521–1596), italienischer Humanist und Hochschullehrer
- Ciceri, Giovanni Battista († 1715), italienischer Maler und Dekorateur
- Cicéri, Pierre-Luc-Charles (1782–1868), französischer Maler, Restaurator und Musiker
- Ciceri, Rita, italienische Psychologin und Hochschullehrerin
- Cícero Moreira, Jonathan (* 1986), brasilianischer Fußballspieler
- Cicero, Chic (* 1936), US-amerikanischer Autor
- Cicero, Eugen (1940–1997), rumänischer Jazz-Pianist
- Cicero, Marcus Tullius (106 v. Chr.–43 v. Chr.), römischer Politiker, Anwalt und Philosoph
- Cicero, Nando (1931–1995), italienischer Filmregisseur, Drehbuchautor und Schauspieler
- Cicero, Roger (1970–2016), deutscher Pop- und JazzmusikerRoger Cicero (1970–2016)

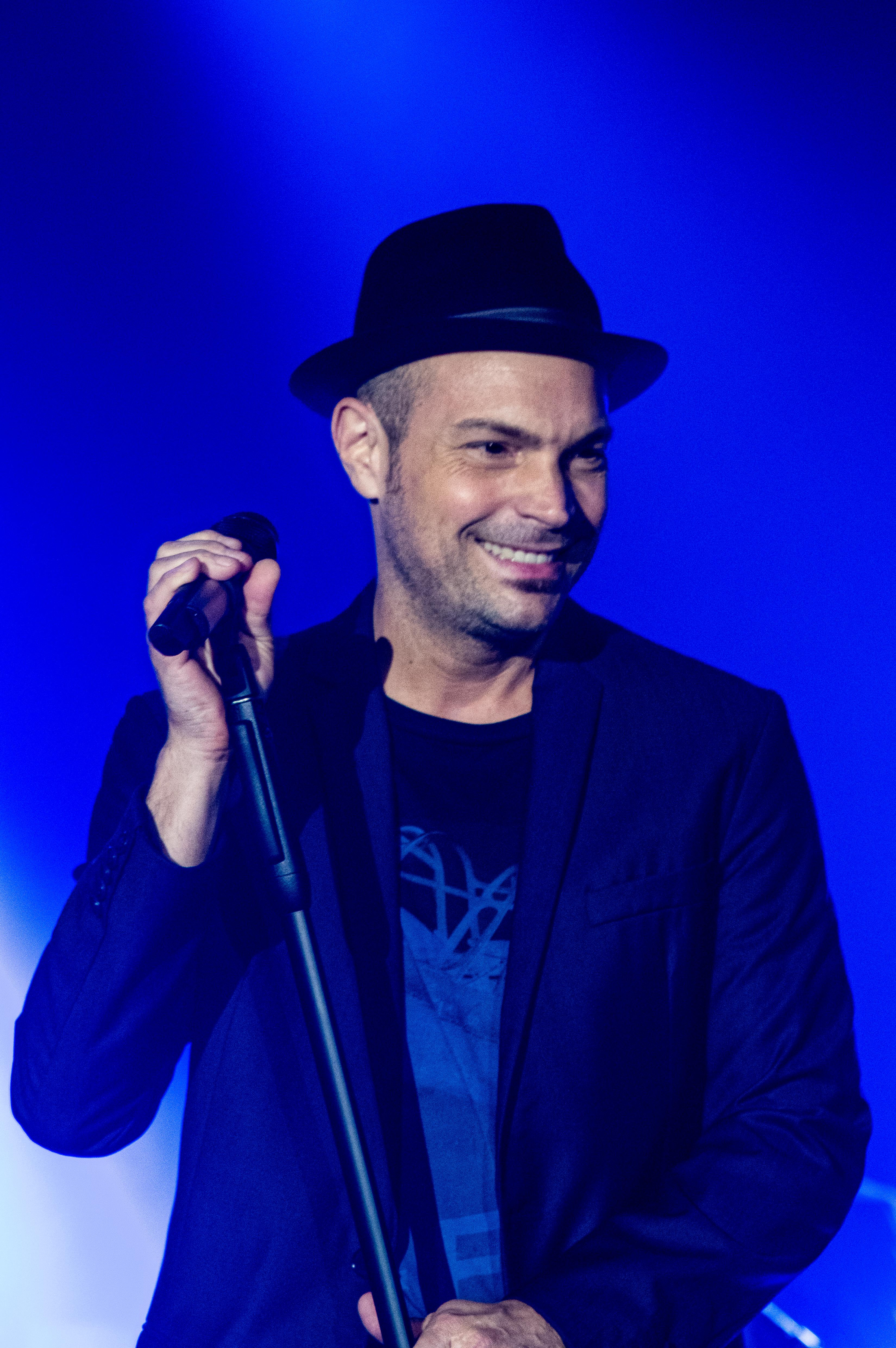
Roger Cicero (1970–2016)

- Cicerone, Ralph J. (1943–2016), US-amerikanischer Klimatologe
- Cicha, Karolina (* 1979), polnische Singer-Songwriterin
- Cicherillo, Bob (* 1965), US-amerikanischer Bodybuilder
- Cichero, Federico Pablo (* 1983), argentinischer Skilangläufer
- Cichin, Karl Johann Anton von (1723–1793), deutscher Bibliothekssekretär
- Cichocka, Angelika (* 1988), polnische Leichtathletin
- Cichocki, Feliks (1861–1921), polnischer Porträt- und Genremaler
- Cichocki, Jacek (* 1971), polnischer Politiker; Innenminister
- Cichocki, Janusz (* 1955), deutscher Schauspieler
- Cichon, Adam (* 1975), polnisch-deutscher Fußballspieler
- Cichoń, Aleksander (* 1958), polnisch-deutscher Ringer
- Cichon, Thomas (* 1976), deutsch-polnischer FußballspielerThomas Cichon (* 1976)

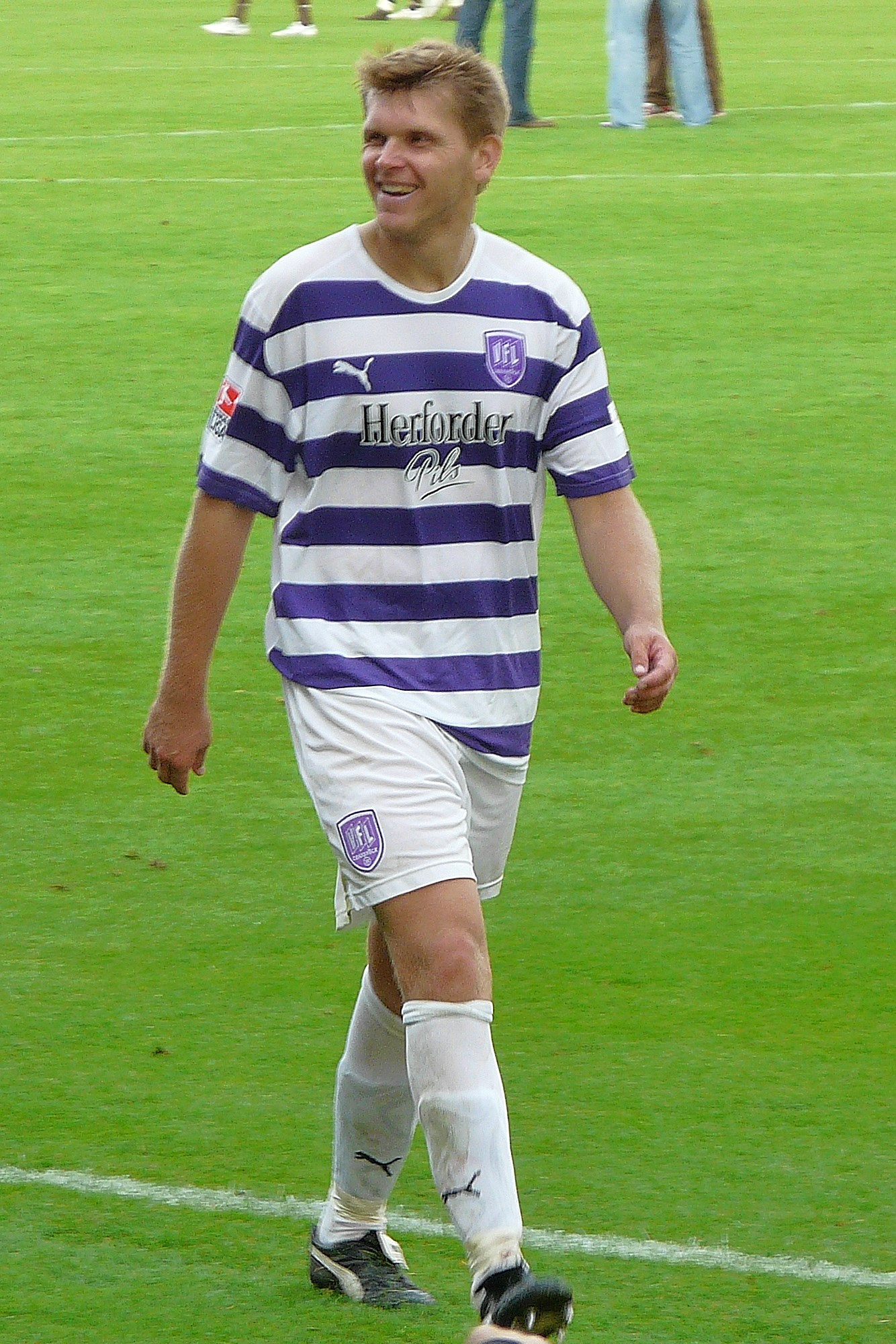
Thomas Cichon (* 1976)

- Cichopek, Katarzyna (* 1982), polnische Schauspielerin
- Cichorius, Carl (1888–1944), deutscher Verwaltungsjurist, Landrat in Elbing
- Cichorius, Conrad (1863–1932), deutscher Althistoriker und Klassischer Philologe
- Cichos, Lukas (* 1995), deutscher Fußballspieler
- Cichosz, Marek (1979–2012), polnischer Cyclocrossfahrer
- Cichowicz, Andreas (* 1961), deutscher Fernsehjournalist
- Cichowska, Gabriela (* 1984), polnische Illustratorin
- Cichowski, Rolf Rüdiger (* 1945), deutscher Sachbuchautor
- Cichutek, Klaus (* 1956), deutscher Biochemiker und Präsident des Paul-Ehrlich-Instituts
- Cichy, Bodo (1924–2003), deutscher Kunsthistoriker, Archäologe und Denkmalpfleger
- Cichy, Cornelia, deutsche Ruderin
- Cichy, Johann (1932–2019), deutscher Fußballspieler
- Cichy, Leszek (* 1951), polnischer BergsteigerLeszek Cichy (* 1951)

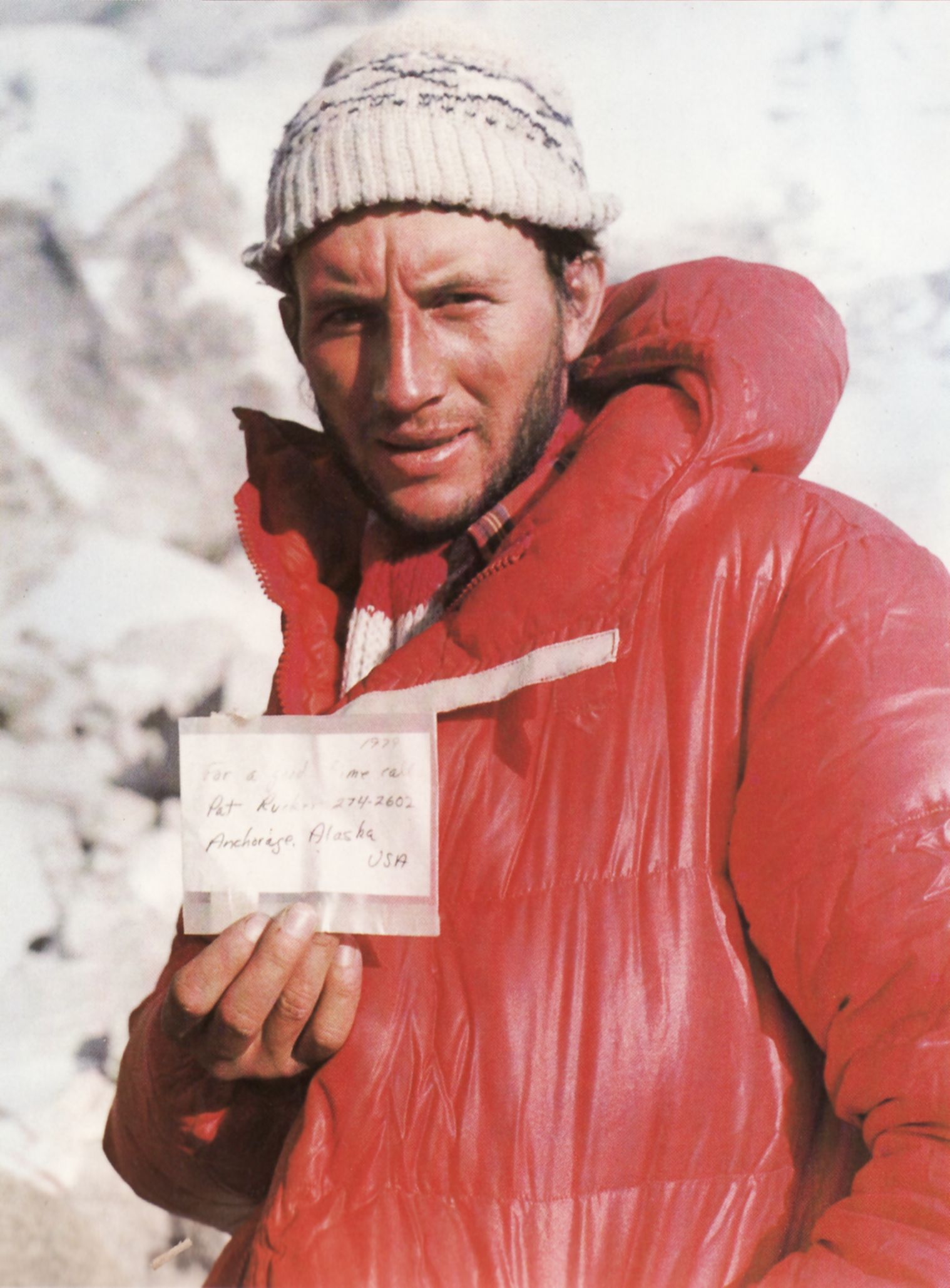
Leszek Cichy (* 1951)

- Cichy, Michał (* 1967), polnischer Schriftsteller und Publizist
- Cichy, Stefan (* 1939), polnischer Geistlicher, Bischof von Legnica
- Cici, Necdet (* 1913), türkischer Fußballspieler
- Čičić, Damir (* 1994), serbischer Popsänger, Songwriter, Multiinstrumentalist und Produzent
- Cicierega, Neil (* 1986), US-amerikanischer Komiker, Filmproduzent und Musiker
- Cicijelj, Perica (* 1991), kroatische Fußballspielerin
- Cicilia, Diangelo (* 1971), antillianisch-niederländischer Gitarrist
- Ciciliano, Antonio (1932–2015), italienischer Segler
- Cicilline, David (* 1961), US-amerikanischer Politiker der Demokratischen Partei
- Cicinelli, Matteo (* 1998), italienischer Pentathlet
- Cicinho (* 1980), brasilianischer Fußballspieler
- Cico, Carla (* 1961), italienische Managerin
- Cicogna, Emmanuele Antonio (1789–1868), venezianischer Büchersammler, Gelehrter, Autor, Übersetzer
- Cicogna, Pasquale (1509–1595), 88. Doge von Venedig
- Cicognani, Amleto Giovanni (1883–1973), italienischer Kurienkardinal, Kardinalstaatssekretär der katholischen Kirche (1961–1969)
- Cicognani, Bruno (1879–1971), italienischer Schriftsteller
- Cicognani, Gaetano (1881–1962), italienischer Kardinal, apostolischer Nuntius und Pro-Präfekt der apostolischen Signatur
- Cicognara, Leopoldo (1767–1834), italienischer Kunsthistoriker, Kunstphilosoph und Bibliograph
- Cicognini, Alessandro (1906–1995), italienischer Filmkomponist
- Cicognini, Giacinto Andrea (1606–1649), italienischer Dramatiker und Librettist
- Cicognini, Jeanine (* 1986), Schweizer Badmintonspielerin, später für Italien startend
- Cicolari, Greta (* 1982), italienische Volleyball- und Beachvolleyballspielerin
- Ciconia, Johannes († 1412), niederländischer Komponist des Mittelalters
- Cicoria, Nathan (* 1978), kanadischer Skeletonsportler und Trainer
- Cicot, Christine (* 1964), französische Judoka
- Cicourel, Aaron Victor (1928–2023), US-amerikanischer Soziologe
- Cicu, Salvatore (* 1957), italienischer Politiker
- Cicurel, Ilana (* 1972), französische Journalistin, Bildungsexpertin, Juristin und Politikerin (LREM), MdEP
- Cicuttini, Luigi (1906–1973), italienischer Geistlicher

### Cid
- Cid Cortés, Antonio (* 1954), spanischer Bocciaspieler
- Cid Rim (* 1985), österreichischer Schlagzeuger und MusikproduzentCid Rim (* 1985)

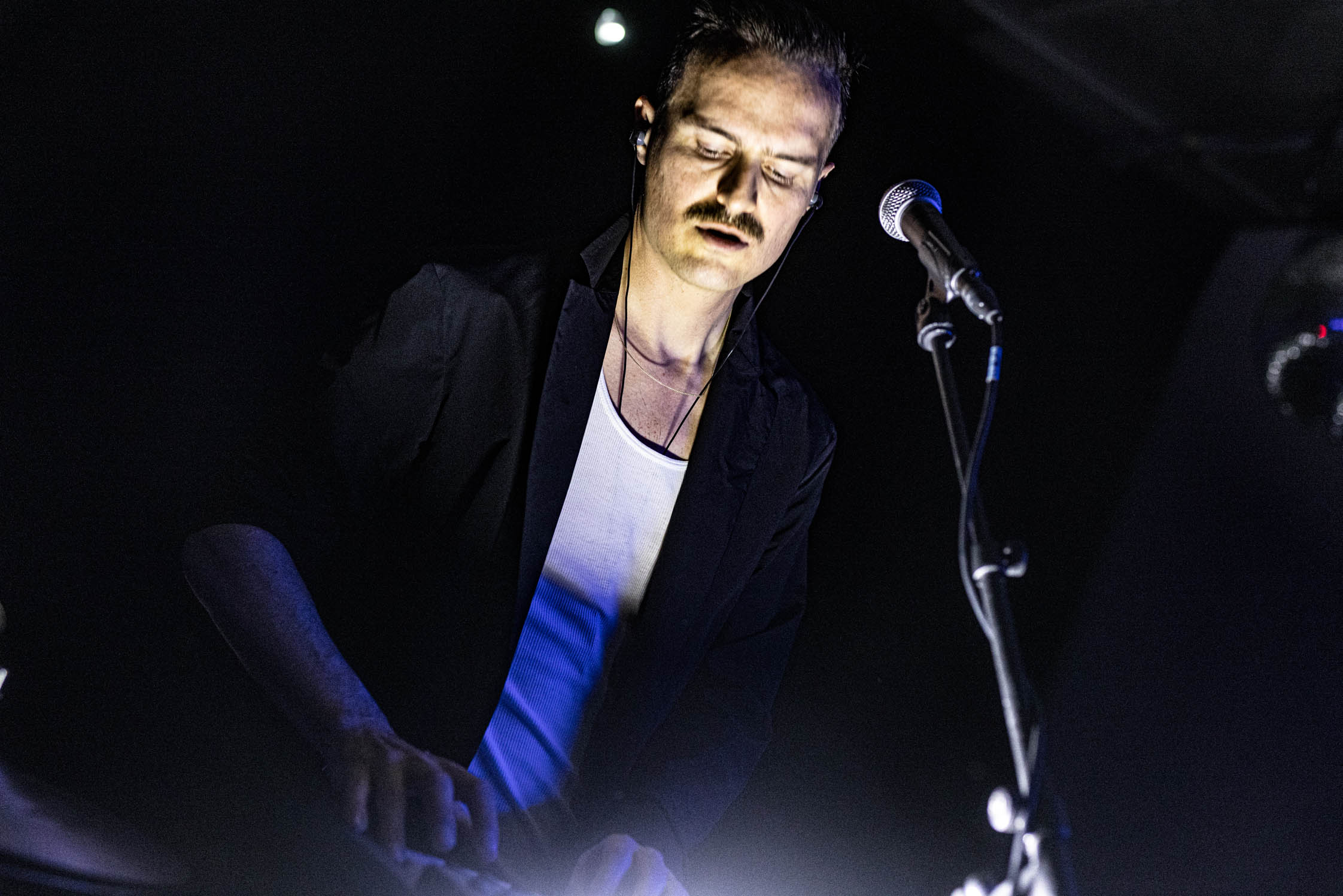
Cid Rim (* 1985)

- Cid Subervi, Roberto (* 1993), dominikanischer Tennisspieler
- Cid, Aina (* 1994), spanische Ruderin
- Cid, Celeste (* 1984), argentinische Filmschauspielerin
- Cid, Gérald (* 1983), französischer Fußballspieler
- Cid, José (* 1942), portugiesischer Sänger und Komponist
- Cidade, Hernâni (1887–1975), portugiesischer Romanist und Lusitanist
- Cidor, Chanan (1905–1985), israelischer Diplomat
- Cidor-Citroën, Ruth (1906–2002), deutsch-israelische Künstlerin
- Cidoríková, Miriam (* 1999), slowakische Sprinterin
- Cidzikas, Petras (1944–2019), litauischer Dissident

### Cie
- Ciechan, Józef (1908–1989), polnischer Bildhauer
- Ciechanover, Aaron (* 1947), israelischer Biochemiker
- Ciechanski, Nicolaus Bogislaus von (1737–1828), polnisch-litauischer Kleinadliger, Modell-Inspektor und Mechanikus an der Universität Göttingen
- Ciechowski, Grzegorz (1957–2001), polnischer Rockmusiker und Filmkomponist
- Ciechowski, Ulf (* 1967), deutscher Fußballspieler
- Ciecierski, Tomasz (1945–2024), polnischer Maler
- Cieciszowski, Kasper Kazimierz (1745–1831), Erzbischof von Minsk-Mahiljou, römisch-katholischer Metropolit von Russland
- Ciekański, Stefan (* 1958), polnischer Radrennfahrer
- Cielecka, Magdalena (* 1972), polnische Schauspielerin
- Cieleska, Jean-Marie (1928–1998), französischer Radrennfahrer
- Cieliebak, Kai (* 1966), deutscher Mathematiker
- Cielo, César (* 1987), brasilianischer Schwimmer
- Ciely, Tiffany (* 1987), belgische Sängerin
- Cienciala, Anna M. (1929–2014), polnisch-US-amerikanische Historikerin
- Cienfuegos, Camilo (1932–1959), kubanischer RevolutionärCamilo Cienfuegos (1932–1959)

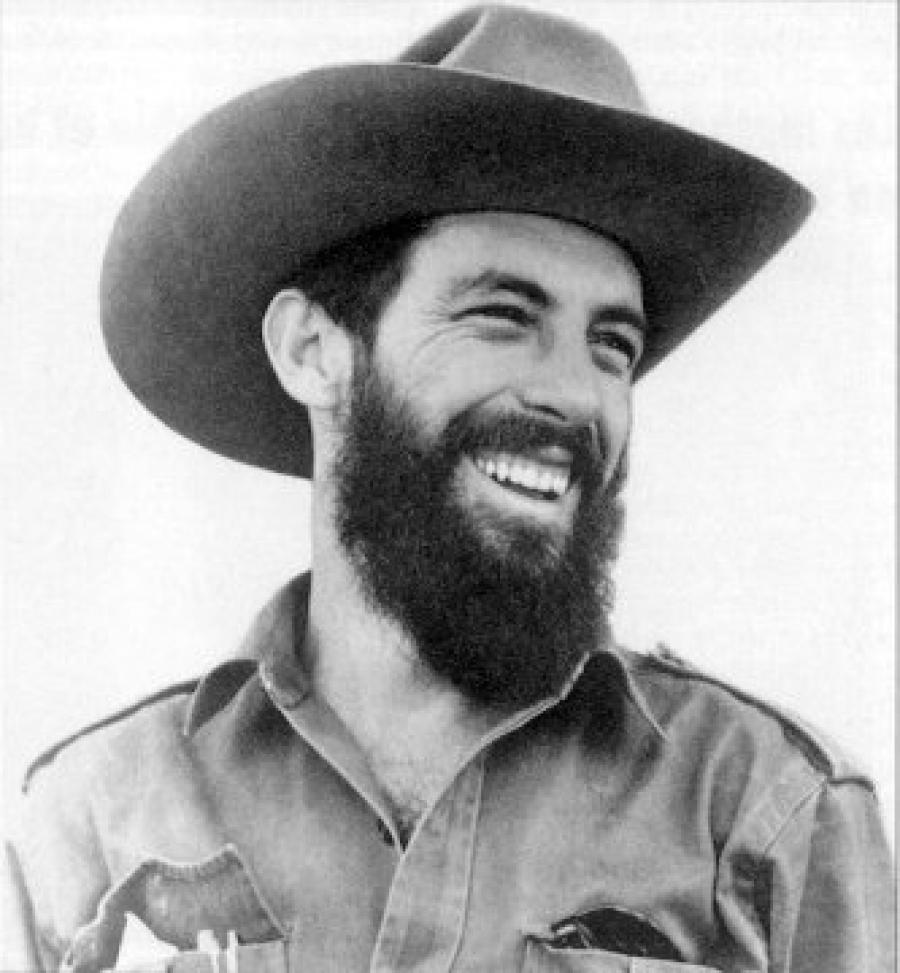
Camilo Cienfuegos (1932–1959)

- Cienfuegos, Francisco (* 1963), spanischer Lyriker und Autor
- Cienfuegos, Javier (* 1990), spanischer Hammerwerfer
- Cienfuegos, José († 1825), Gouverneur von Kuba
- Cienfuegos, Mauricio (* 1968), salvadorianischer Fußballspieler
- Cienik, Radovan (* 1978), slowakischer Biathlet
- Cieniuch, Mieczysław (* 1951), polnischer General, Chef des Generalstabs der Polnische Streitkräfte
- Cienkowski, Leon (1822–1887), polnisch-russischer Botaniker und Protozoologe
- Cieński, Marcin (* 1976), polnischer Maler
- Ciepiela, Jan (* 1989), polnischer Sprinter
- Ciepły, Olgierd (1936–2007), polnischer Hammerwerfer
- Ciepły, Teresa (1937–2006), polnische Leichtathletin und Olympionikin
- Cierco Gomes, Teresa Maria Resende (* 1970), portugiesische Politikwissenschaftlerin und Hochschullehrerin
- Ciereszko, Henryk (* 1955), polnischer römisch-katholischer Geistlicher, Weihbischof in Białystok
- Cierniak, Jürgen (* 1956), deutscher Jurist und Richter am Bundesgerichtshof
- Čiernik, Ivan (* 1977), slowakischer Eishockeyspieler
- Čierny, Jozef (* 1974), slowakischer Eishockeyspieler
- Čierny, Ladislav (* 1974), slowakischer Eishockeyspieler
- Cierocki, Josef (1886–1960), deutscher Politiker (CDU), MdL
- Cierpik, Camille (* 1985), französische Triathletin
- Cierpinski, Falk (* 1978), deutscher Marathonläufer und Triathlet
- Cierpinski, Waldemar (* 1950), deutscher Marathonläufer und OlympiasiegerWaldemar Cierpinski (* 1950)

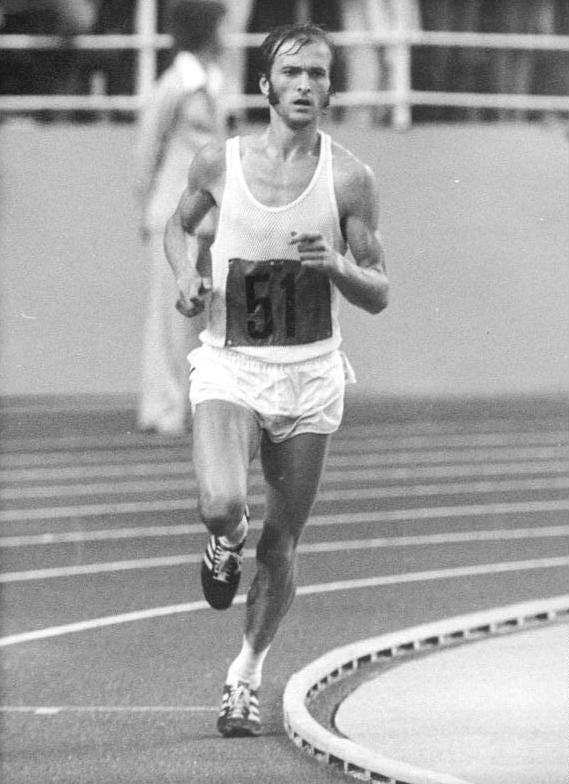
Waldemar Cierpinski (* 1950)

- Cierpiszewski, Tim (* 1978), deutscher zeitgenössischer Künstler
- Cierpka, Christoph (* 1963), deutscher Synchronregisseur
- Cierpka, Manfred (1950–2017), deutscher Psychiater, Psychoanalytiker und Familientherapeut
- Cierva y Hoces, Juan de la (1929–2020), spanischer Erfinder und Ingenieur
- Cierva, Juan de la (1895–1936), spanischer Luftfahrtpionier
- Ciervo, Costantino (* 1961), italienischer Künstler
- Cierzniak, Radosław (* 1983), polnischer Fußballtorhüter
- Ciesciutti, Johann (1906–1997), österreichischer Bauarbeiter, Schriftsteller und Lyriker
- Ciesek, Sandra (* 1978), deutsche Medizinerin und Virologin
- Ciesielska, Symela (* 1990), polnische Fußballspielerin
- Ciesielski, Andreas (1945–2010), deutscher Verleger, Journalist und Fotograf
- Ciesielski, Bogislaw von (1801–1872), preußischer General der Infanterie
- Ciesielski, Krzysztof (* 1974), polnischer Straßenradrennfahrer
- Ciesielski, Roman (1924–2004), polnischer Bauingenieur
- Ciesielski, Zbigniew (1934–2020), polnischer Mathematiker
- Ciesiulewicz, Tadeusz (1936–1997), polnischer Maler und Illustrator
- Ciesla, Burghard (1958–2020), deutscher Historiker
- Ciesla, Claudia (* 1987), deutsche Filmschauspielerin und Fotomodel
- Cieśla, Piotr (* 1955), polnischer Handballspieler
- Cieslak, Johannes (1914–2003), deutscher Ofensetzer
- Cieslak, Jürgen (1942–2025), deutscher Ofensetzer und ehrenamtlicher Denkmalpfleger
- Cieślak, Katarzyna (1956–1997), polnische Kunsthistorikerin
- Cieślak, Michał (* 1968), polnischer Ruderer
- Cieślak, Michał (* 1989), polnischer Boxer
- Cieślar, Adam (* 1992), polnischer Nordischer Kombinierer
- Cieślar, Jan (* 1967), polnischer lutherischer Geistlicher, Bischof der Diözese Warschau der Evangelisch-Augsburgischen Kirche in Polen
- Cieślar, Maria, polnische Bogenbiathletin
- Cieślar, Mieczysław (1950–2010), polnischer Geistlicher, Lutherischer Bischof der Diözese Warschau
- Cieślar, Paulina (* 2002), polnische Skispringerin
- Cieslarczyk, Hans (1937–2020), deutscher Fußballspieler und -trainer
- Cieslarová, Jana (* 1971), tschechische Orientierungsläuferin
- Cieslewicz, Bruno (1890–1959), deutscher Manager
- Cieślewicz, Łukasz (* 1987), polnischer Fußballspieler
- Cieślewicz, Roman (1930–1996), polnisch-französischer Grafiker
- Cieslik, Dietmar (* 1950), deutscher Fußballspieler
- Cieslik, Florian (* 1975), deutscher Lyriker und Slam-Poet
- Cieślik, Gerard (1927–2013), polnischer Fußballspieler
- Cieslik, Hubert (1914–1998), deutscher, in Japan wirkender römisch-katholischer Ordensgeistlicher (Jesuit) und Hochschullehrer
- Cieslik, Jürgen (* 1939), deutscher Journalist und Autor
- Cieślik, Leszek (* 1955), polnischer Politiker, Mitglied des Sejm
- Cieslik, Lisa (* 1955), deutsche Performancekünstlerin
- Cieslik, Marianne, deutsche Verlegerin, Grafikerin und Autorin
- Cieślik, Marzena (* 1981), polnische Schönheitskönigin, Miss Polonia 2006Marzena Cieślik (* 1981)

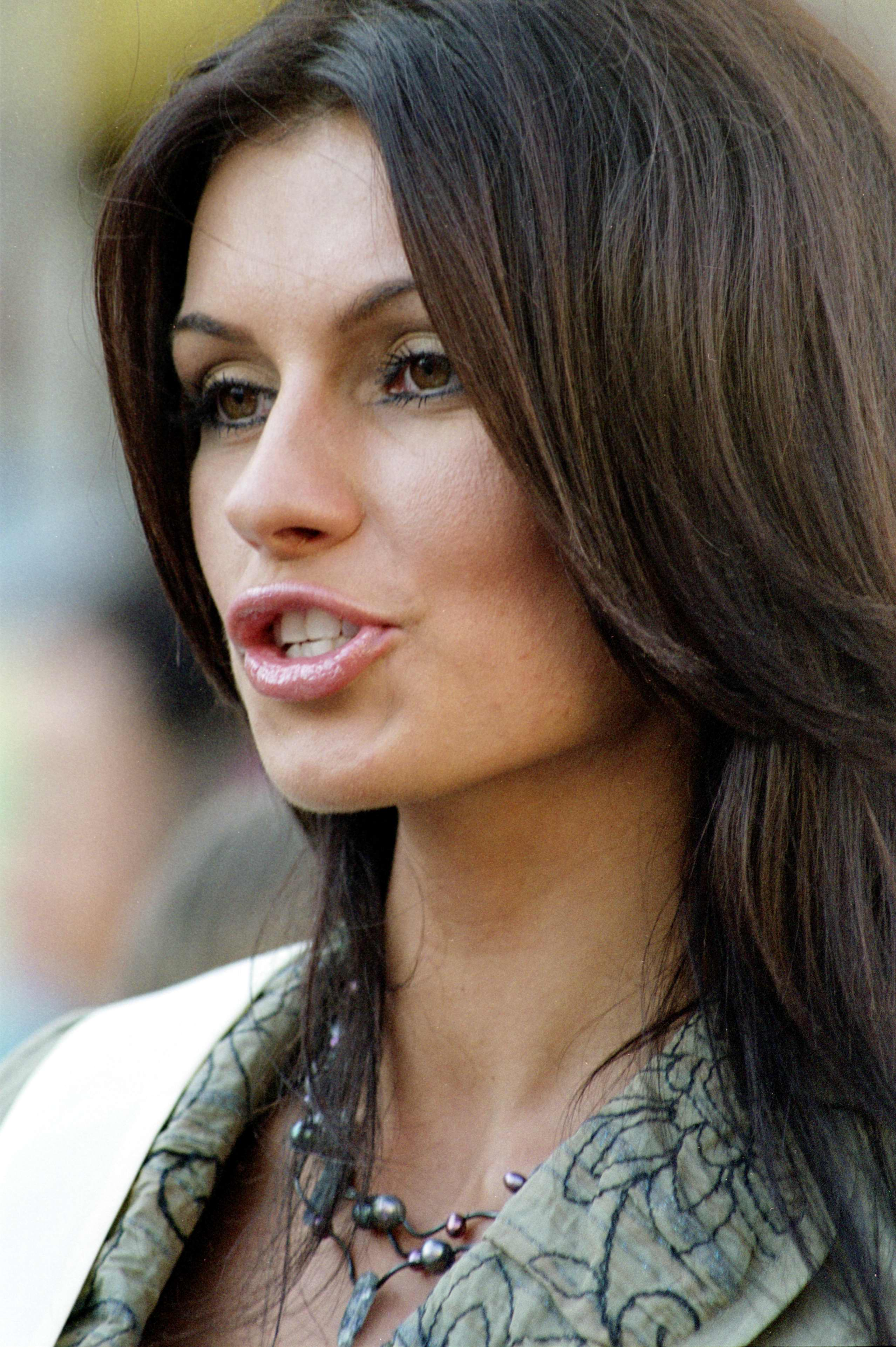
Marzena Cieślik (* 1981)

- Cieślik, Paweł (* 1940), polnischer römisch-katholischer Geistlicher, emeritierter Weihbischof in Koszalin-Kołobrzeg
- Cieślik, Paweł (* 1986), polnischer Straßenradrennfahrer
- Cieslik, Udo (1942–2004), deutscher Fußballspieler
- Cießow, Günter (1934–2024), deutscher Go-Spieler
- Cieszkowski, August (1814–1894), polnischer Philosoph, Ökonom und politischer Aktivist
- Cieszyński, Antoni (1882–1941), polnischer Arzt, Zahnarzt und Chirurg
- Cieszynski, Steffen (* 1989), deutscher Handballspieler
- Cieszyński, Wawrzyniec († 1650), polnischer Barockmaler
- Cieszyński, Władysław (1891–1939), polnischer Journalist und sozialer Aktivist
- Cieza de León, Pedro de († 1554), spanischer Conquistador, Chronist und Historiker Perus
- Ciezki, Jürgen (1952–2021), deutscher Gewichtheber
- Ciężki, Maksymilian (1898–1951), polnischer Kryptoanalytiker
- Ciężkowska, Małgorzata (* 2004), polnische Beachvolleyballspielerin

### Cif
- Cifariello, Antonio (1930–1968), italienischer Schauspieler
- Cifelli, Jim (* 1961), US-amerikanischer Jazzmusiker (Komponist, Arrangeur, Trompeter, Flügelhornist)
- Ciferri, Franco, italienischer Filmschaffender
- Cifire, Angela (* 1959), sambische Politikerin, Gesundheitsministerin
- Cífka, Ján (1909–1978), tschechoslowakischer Skisportler
- Cífka, Stanislav (* 1987), tschechischer E-Sportler, Schach- und Pokerspieler
- Cífková, Nora (1920–2017), tschechoslowakisch-australische Schauspielerin
- Cifolelli, Stefan, belgischer Opernsänger (Tenor)
- Cifra, Antonio (1584–1629), italienischer Kapellmeister und Komponist
- Cifre de Colonya, Guillem (1852–1908), spanischer Sozialreformer, Reformpädagoge sowie Schul- und Sparkassengründer
- Cifrić, Amina, bosnische Stabhochspringerin
- Çift, Yunus Emre (* 2003), türkischer Fußballspieler
- Çiftçi, Batuhan (* 1997), türkischer Boxer
- Çiftçi, Hikmet (* 1998), türkisch-deutscher Fußballspieler
- Ciftci, Muhamed (* 1973), islamischer Lehrer und Prediger
- Çiftçi, Nadir (* 1992), türkisch-niederländischer Fußballspieler
- Çiftçi, Serkan (* 1989), österreichisch-türkischer Fußballspieler
- Çiftçi, Uğur (* 1992), türkischer Fußballspieler
- Çiftlik, Bülent (* 1972), deutscher Politiker (SPD), MdHB
- Çiftpınar, Sadık (* 1993), türkischer Fußballspieler
- Cifuentes Gómez, Alfredo (1890–1989), chilenischer Geistlicher und römisch-katholischer Erzbischof von La Serena
- Cifuentes Parada, Roberto (* 1957), chilenischer Schachspieler
- Cifuentes, Cristina (* 1964), spanische Politikerin
- Cifuentes, Daniel (* 1980), spanischer Fußballspieler
- Cifuentes, Esteban (1914–1938), spanischer Fußballspieler
- Cifuentes, José (* 1999), ecuadorianischer Fußballspieler
- Cifuentes, Santos (1870–1932), kolumbianischer Komponist und Musikpädagoge

### Cig
- Çığ, Muazzez İlmiye (1914–2024), türkische SumerologinMuazzez İlmiye Çığ (1914–2024)

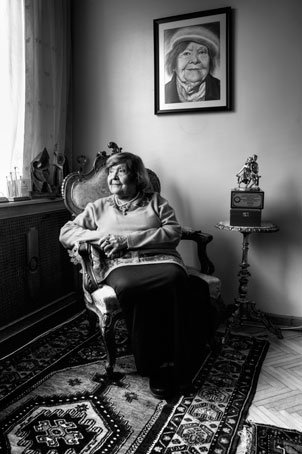
Muazzez İlmiye Çığ (1914–2024)

- Çığacı, Gözde (* 1991), türkische Schauspielerin
- Cigala Fulgosi, Giuseppe (1910–1977), italienischer Militär, Offizier der italienischen Marine
- Cigala, Diego el (* 1968), spanischer Flamenco-Sänger
- Cigalazade Yusuf Sinan Pascha (1545–1605), osmanischer Beamter, General und Admiral
- Cigale, Matej (1819–1889), slowenischer Sprachforscher, Übersetzer und Jurist
- Cigalini, Mattia (* 1989), italienischer Jazzmusiker
- Cigana, Joseph (1932–2022), italienisch-französischer Radrennfahrer
- Cigana, Massimo (* 1974), italienischer Radfahrer und Triathlet
- Ciganda, Santiago (* 1994), uruguayischer Fußballspieler
- Cigániková, Simona (* 1998), slowakische Volleyballspielerin
- Cigaņiks, Andrejs (* 1997), lettischer Fußballspieler
- Ciganović, Milan (1888–1927), bosnisch-serbischer Terrorist
- Cigarini, Luca (* 1986), italienischer Fußballspieler
- Cíger, Zdeno (* 1969), slowakischer Eishockeytrainer und ehemaliger -spieler
- Cíger-Hronský, Jozef (1896–1960), slowakischer Schriftsteller
- Ciğerci, Tolcay (* 1995), türkisch-deutscher Fußballspieler
- Ciğerci, Tolga (* 1992), deutschtürkischer FußballspielerTolga Ciğerci (* 1992)

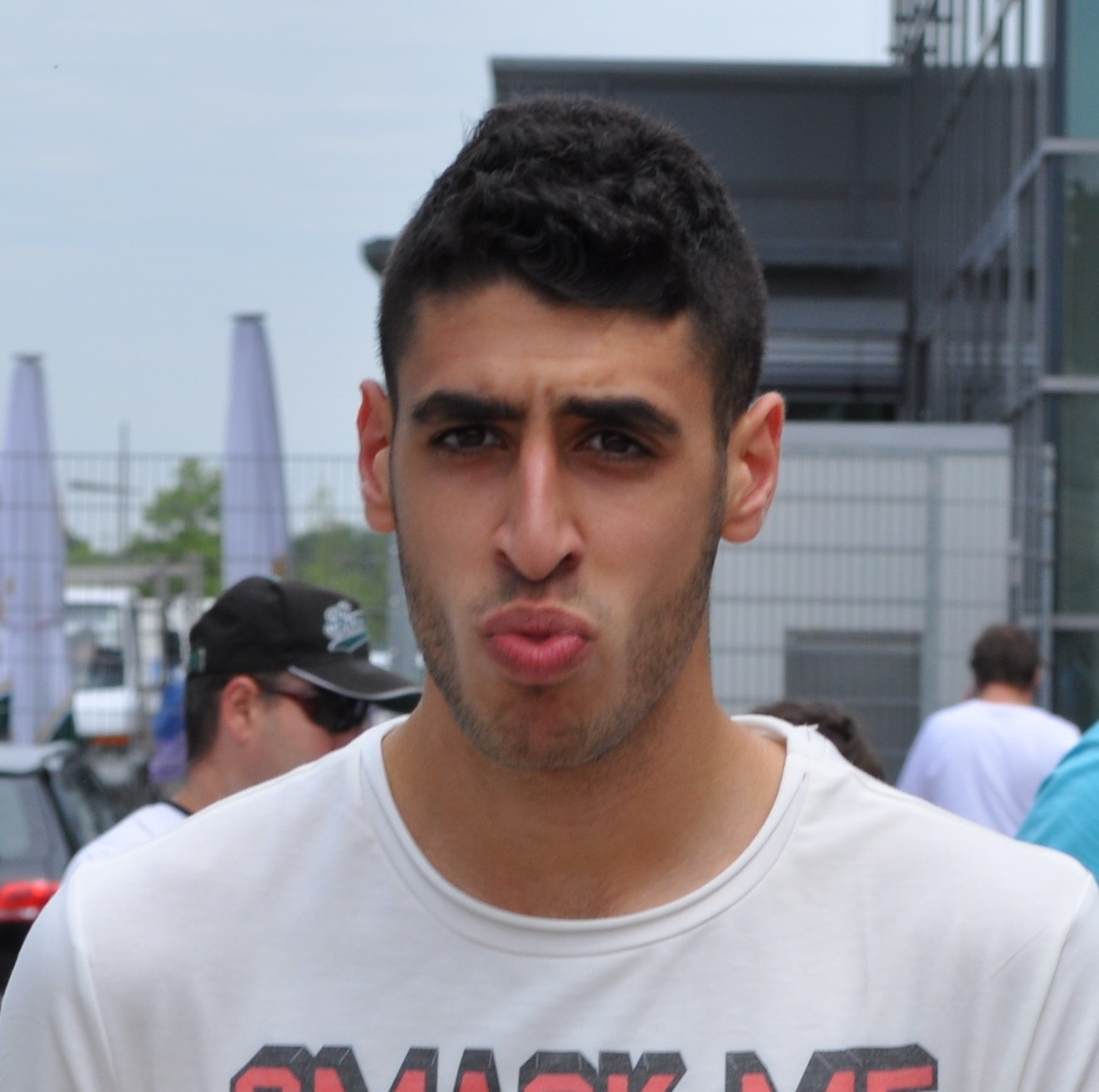
Tolga Ciğerci (* 1992)

- Cigi (* 1975), italienischer Rapper
- Ciglar, Benjamin (* 1987), kroatischer Fußballspieler
- Cigler, Johann (* 1937), österreichischer Mathematiker und Hochschulprofessor
- Cigliano, Giuseppe (1854–1906), italienischer römisch-katholischer Geistlicher, Weihbischof in Neapel
- Cigna, Gina (1900–2001), italienisch-französische Opernsängerin (Sopran) und Gesangslehrerin
- Cigna-Santi, Vittorio Amedeo, italienischer Librettist
- Cignacco, Eva (* 1961), Schweizer Hebamme
- Cignani, Carlo (1628–1719), italienischer Maler
- Cignaroli, Gianbettino (1706–1770), italienischer Maler
- Cignelli, Lino (1931–2010), italienischer Ordensgeistlicher, Bibelwissenschaftler und Linguist
- Cignoni, Diana, deutsch-US-amerikanische Schauspielerin und preisgekrönte Filmemacherin
- Cigoj, Krunoslav (1949–2015), jugoslawischer Opernsänger (Tenor)
- Cigoli, Emilio (1909–1980), italienischer Schauspieler und Synchronsprecher
- Cigoli, Ludovico (1559–1613), italienischer Maler
- Cigolla, Igor (* 1963), italienischer Skirennläufer
- Cigolla, Luigi (1942–2025), italienischer Politiker
- Čigriejienė, Vida Marija (* 1936), litauische Politikerin und Ärztin
- Ciguli (1957–2014), bulgarischer Tschalga-Sänger und Akkordeonist

### Cih
- Čiháček, Pavel (* 1987), tschechischer Skibobfahrer
- Čihák, Jaroslav (1891–1944), tschechoslowakischer General und Widerstandskämpfer
- Cihan, Veysel (* 1976), türkischer Fußballspieler
- Cihaner, İlhan (* 1968), türkischer Oberstaatsanwalt
- Cîhanî, Perwîz (* 1955), kurdischer Schriftsteller und Romancier
- Cihi, Julian, japanisch-amerikanischer Schauspieler und Synchronsprecher
- Cihlář, Jaroslav (1924–2014), tschechoslowakischer Radrennfahrer
- Cihlář, Tomáš (* 1987), tschechischer Fußballspieler
- Cihlář, Zdeněk (* 1973), tschechischer Fußballspieler

### Cij
- Cijan, Alexander (* 1994), österreichischer Eishockeyspieler
- Cijan, Thomas (* 1960), österreichischer Eishockeyspieler
- Cijntje, Angelo (* 1980), niederländischer Fußballspieler
- Cijs, Maria van (1656–1692), niederländische Ordensfrau

### Cik
- Cik, Lukas (* 2002), kroatischer Leichtathlet
- Čika, kroatische Benediktiner-Nonne, Klostergründerin und Äbtissin
- Cikalleshi, Sokol (* 1990), albanischer Fußballspieler
- Cikán, Miroslav (1896–1962), tschechischer Filmregisseur
- Cikán, Ondřej (* 1985), österreichischer Schriftsteller
- Cikan, Walter (1944–2025), deutscher Musikproduzent und Musiktherapeut
- Cikatić, Branko (1954–2020), kroatischer Kickboxer
- Çıkırıkçı, Orhan (* 1967), türkischer Fußballspieler und -trainer
- Čikiriz, Nataša (* 1995), serbische Volleyballspielerin
- Cikker, Ján (1911–1989), slowakischer Komponist
- Cikl, Martin (* 1987), tschechischer Skispringer
- Čikoš, Erik (* 1988), slowakischer Fußballspieler
- Čikoš, Natalie (* 1994), kroatisch-US-amerikanische Fußballspielerin
- Cikoski, John (1940–2022), Sinologe und Spezialist für klassisches Chinesisch
- Cikowski, Stanisław (1899–1959), polnischer Fußballspieler
- Cikrle, Vojtěch (* 1946), tschechischer Geistlicher, emeritierter römisch-katholischer Bischof von Brünn
- Cikusa Jelicic, Djordje (* 2005), spanischer Handballspieler
- Cikusa Jelicic, Petar (* 2005), spanischer Handballspieler

### Cil
- Çil, Furkan (* 1993), türkischer Fußballspieler
- Çil, Hasan (* 1966), deutscher Soziologe, Publizist und Übersetzer türkischer Herkunft
- Cilaurren, Leonardo (1912–1969), spanischer Mittelfeldspieler
- Cilea, Francesco (1866–1950), italienischer Komponist und Musiklehrer
- Cíleková, Laura (* 2005), slowakische Tennisspielerin
- Çileli, Serap (* 1966), deutsche Frauenrechtlerin türkischer Abstammung
- Cilenšek, Johann (1913–1998), deutscher Komponist und Vizepräsident der Akademie der Künste der DDR
- Cilenti, Enzo (* 1974), britischer Schauspieler italienischer Abstammung
- Cilento, Diane (1932–2011), australische SchauspielerinDiane Cilento (1932–2011)

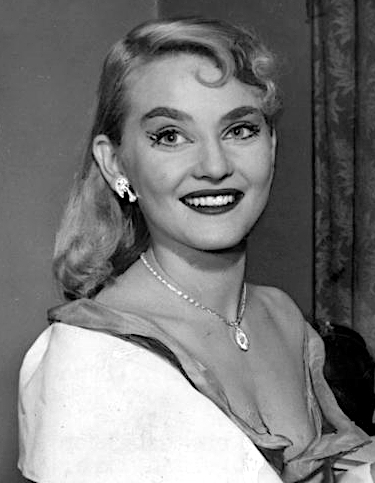
Diane Cilento (1932–2011)

- Ćilerdžić, Andrej (* 1961), serbisch-orthodoxer Geistlicher
- Cilevičs, Boriss (* 1956), lettischer Ingenieur und Politiker, Mitglied der Saeima, MdEP
- Cilia, Gelasius von († 1721), deutscher Augustinermönch
- Cilia, Joe (1937–2017), maltesischer Fußballspieler und -trainer
- Cília, Luís (* 1943), portugiesischer Musiker, Liedermacher und Filmkomponist
- Cilia, Trevor (* 1983), maltesischer Fußballspieler
- Ciliax, Otto (1891–1964), deutscher Marineoffizier, zuletzt Admiral im Zweiten Weltkrieg
- Ciliax, Otto H. (1939–2016), deutscher Marineoffizier (Flottillenadmiral)
- Ciliberti, Antonio (1935–2017), italienischer Geistlicher, emeritierter Erzbischof von Catanzaro-Squillace
- Ciliberto, Ciro (* 1950), italienischer Mathematiker
- Čilić, Josip (* 1953), jugoslawischer Fußballspieler
- Čilić, Marin (* 1988), kroatischer TennisspielerMarin Čilić (* 1988)

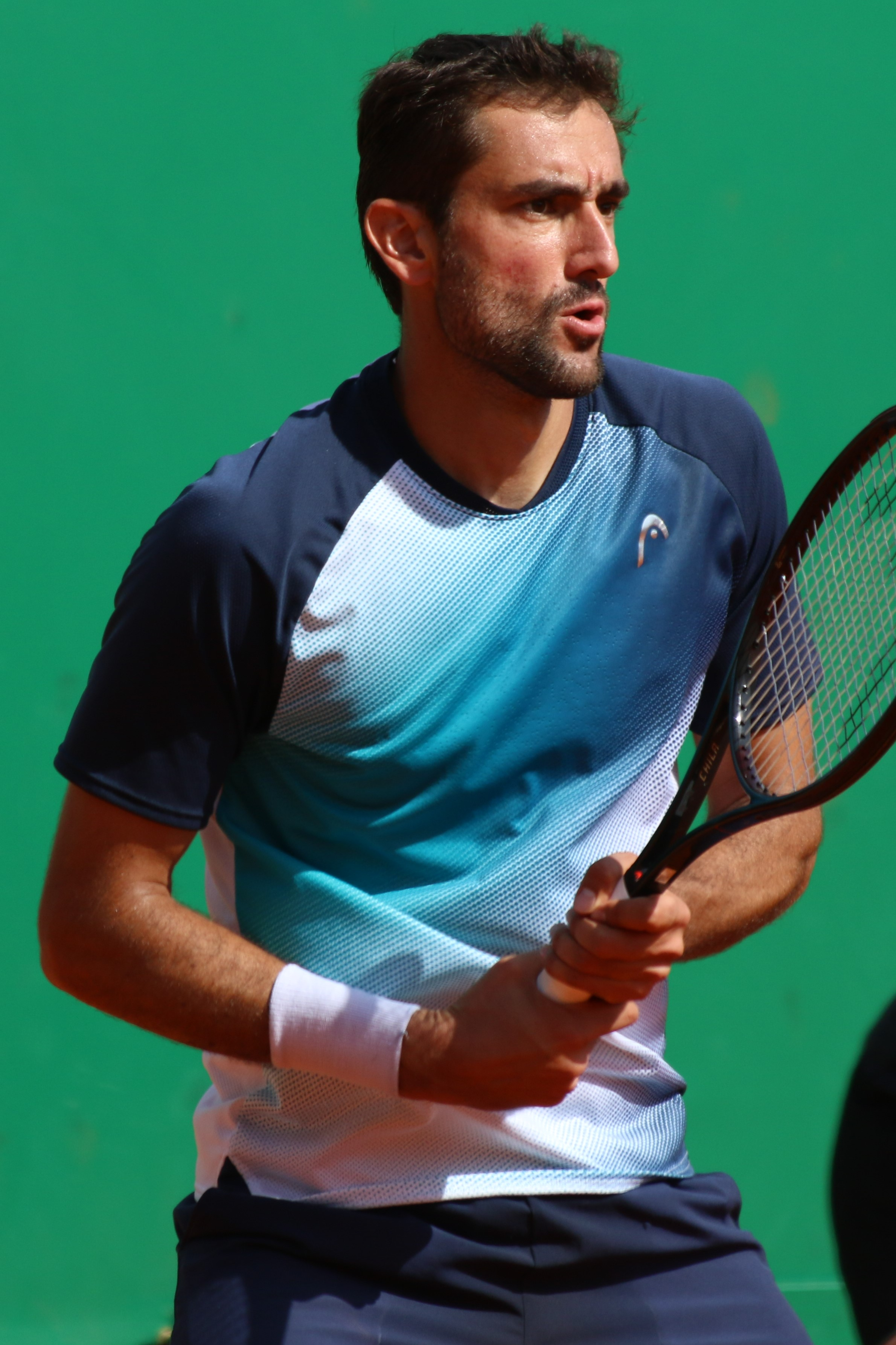
Marin Čilić (* 1988)

- Ciliga, Ante (1898–1992), jugoslawischer Politiker
- Çilingir, Erşen (* 1983), türkischer Fußballtorhüter
- Cilingir, Ismail (* 1976), deutsch-türkischer Kickboxer
- Čilinskas, Kęstutis (1946–2011), litauischer Rechtsanwalt, Menschenrechtler und Politiker
- Cilla, Max (* 1944), französischer Jazz- und Weltmusiker (Flöte, Komposition)
- Ciller, Alois (* 1883), deutscher Politiker und Schriftsteller
- Çiller, Tansu (* 1946), türkische Politikerin und Ökonomin
- Cillerová, Milena (* 1945), tschechoslowakische Skilangläuferin
- Cillessen, Jasper (* 1989), niederländischer Fußballtorwart
- Cilley, Bradbury (1760–1831), US-amerikanischer Politiker
- Cilley, Jonathan (1802–1838), US-amerikanischer Politiker
- Cilley, Joseph (1791–1887), US-amerikanischer Politiker
- Cillia, Rudolf de (* 1950), österreichischer Sprachwissenschafter und Professor an der Universität Wien im Ruhestand
- Cillien, Adolf (1893–1960), deutscher Theologe und Politiker (CDU), MdL, MdB
- Cillien, Jos (1911–1984), luxemburgischer Kunstturner
- Cilliers, Sarel Arnoldus (1801–1871), Voortrekkeranführer und Prediger
- Čillík, Igor (* 1967), slowakisch-deutscher Eishockeyspieler
- Čillík, Rudolf (1931–2022), tschechoslowakischer Skilangläufer
- Cillo Pagotto, Aldo de (1949–2020), brasilianischer Ordensgeistlicher, römisch-katholischer Erzbischof von Paraíba
- Cillóniz, Carlos (1910–1972), peruanischer Fußballspieler
- Cilmi, Gabriella (* 1991), australische PopsängerinGabriella Cilmi (* 1991)

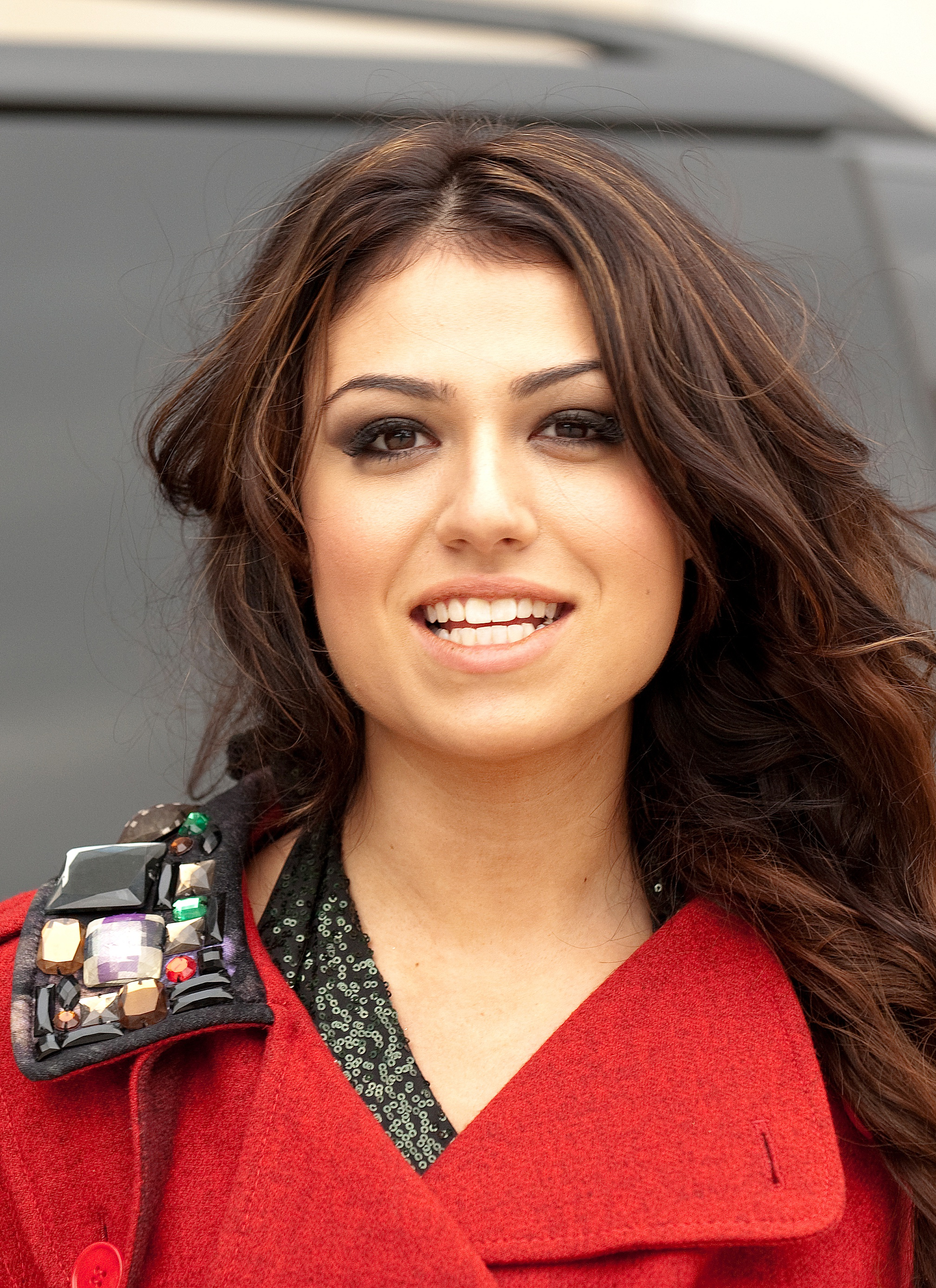
Gabriella Cilmi (* 1991)

- Cilnius Proculus, Gaius, Konsul 100
- Cilnius Secundus, Lucius, römischer Offizier (Kaiserzeit)
- Çiloğlu, Bilal (* 1998), türkischer Judoka
- Çiloğlu, Fahrettin (* 1956), türkischer Schriftsteller georgischer Herkunft

### Cim
- Cima, Andrea, italienischer Komponist und Organist
- Cima, Damiano (* 1993), italienischer Radrennfahrer
- Cima, Giovanni Battista, italienischer Maler
- Cima, Giovanni Paolo († 1630), italienischer Komponist und Organist
- Cima, José Enrique (* 1950), spanischer Radrennfahrer
- Cima, Tullio (1595–1678), italienischer Notar, Komponist und Kapellmeister
- Cimabue, italienischer MalerCimabue

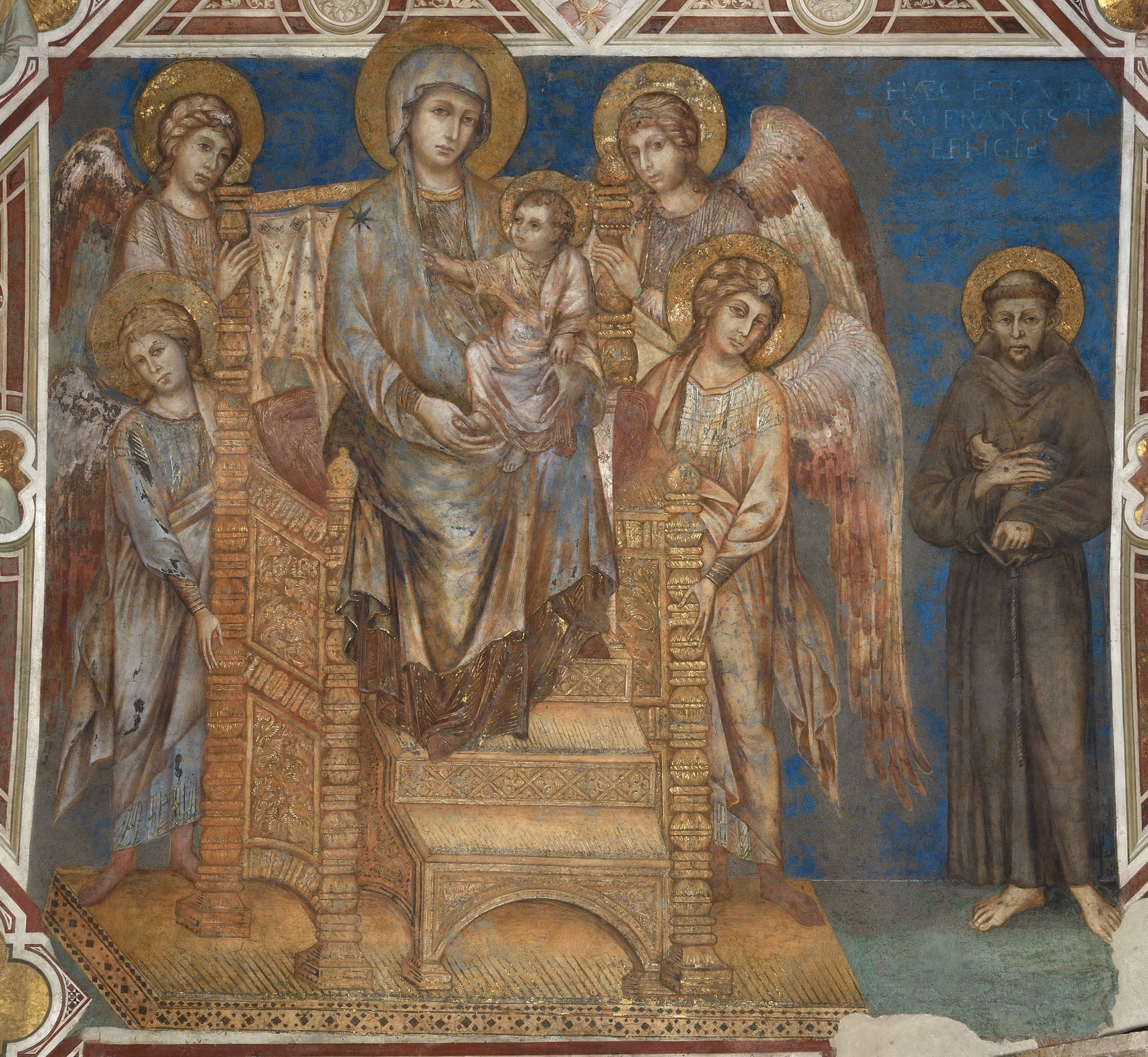
Cimabue

- Cimadomo, Philippe (* 1959), französischer Autorennfahrer
- Cimador, Giambattista (1761–1805), italienischer Komponist, Musiker, Sänger und Musikverleger
- Ciman, Laurent (* 1985), belgischer Fußballspieler
- Cimander, Martin (* 1981), deutscher Fußballspieler und -trainer
- Cimander, Waldemar (* 1955), polnischer Fußballtorhüter
- Cimara, Giovanni (1889–1970), italienischer Schauspieler
- Cimara, Luigi (1891–1962), italienischer Schauspieler
- Cimarolli, Brigitta (* 1958), österreichisches Fotomodell und Schauspielerin
- Cimarosa, Domenico (1749–1801), italienischer Komponist klassischer MusikDomenico Cimarosa (1749–1801)

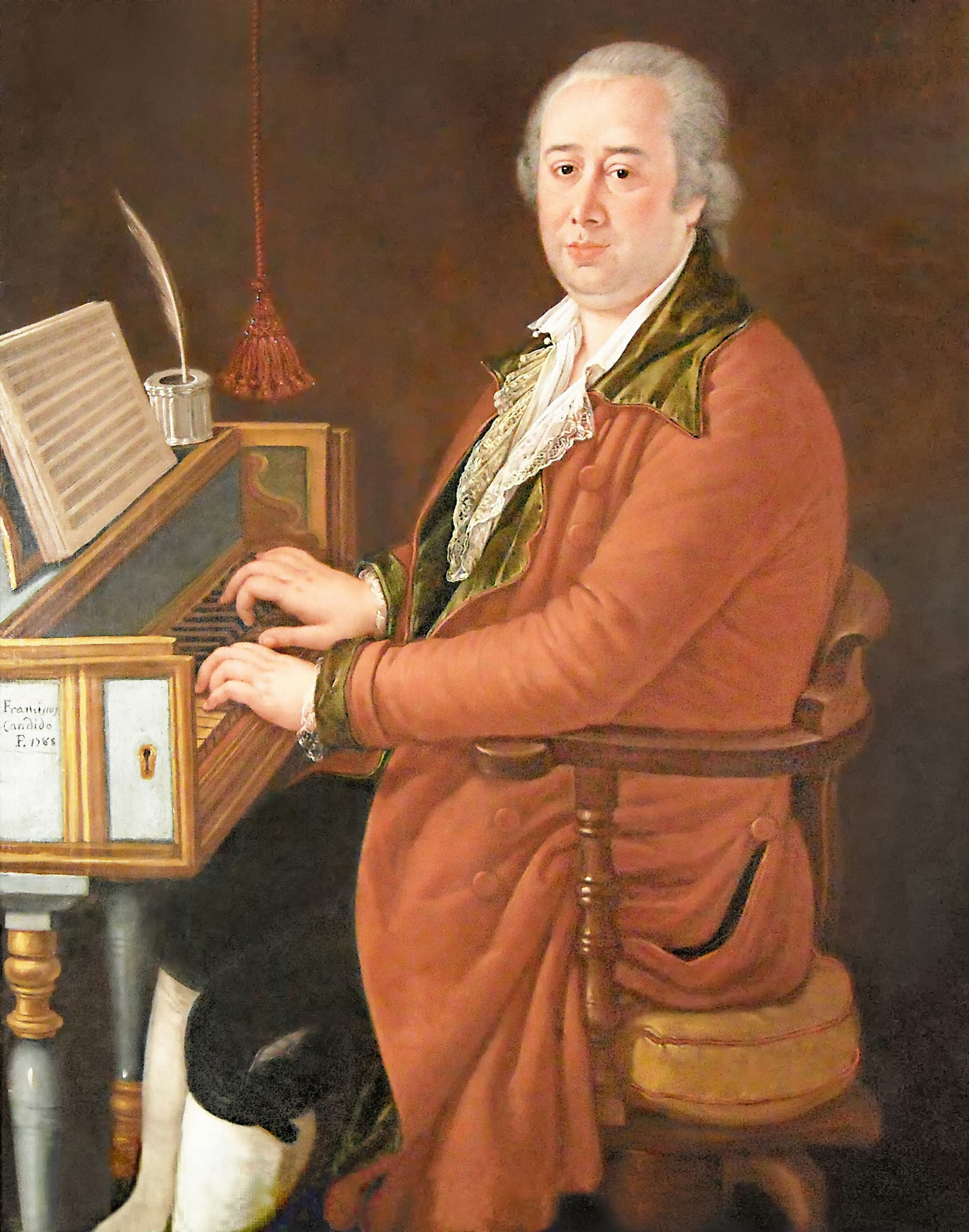
Domenico Cimarosa (1749–1801)

- Cimarosa, Michele (1929–1993), italienischer Schauspieler
- Cimarosa, Tano (1922–2008), italienischer Schauspieler und Filmregisseur
- Cimarosto, Sigismondo (1777–1847), venezianischer Franziskaner und Autor
- Cimatoribus, Carla, italienisch-deutsche Ingenieurin
- Cimatti, Benedetta (* 1989), italienische Schauspielerin
- Cimatti, Marco (1912–1982), italienischer Radrennfahrer
- Cimatti, Vincenzo (1879–1965), italienischer Ordensgeistlicher, Pädagoge, Komponist und Missionar in Japan
- Cimbal, Otto (1840–1912), deutscher Pflanzenzüchter
- Cimbal, Walter (1877–1964), deutscher Psychiater und Neurologe
- Cimbala, Stephen J. (* 1943), US-amerikanischer Politikwissenschaftler und Hochschullehrer
- Čimbaras, Petras (* 1967), litauischer Politiker (Seimas)
- Cimber, Matt (* 1936), US-amerikanischer Filmregisseur, Produzent und Drehbuchautor
- Cimbolas, Matas (* 1993), litauischer Pokerspieler
- Čimbur, Igor (* 1989), kroatischer Badmintonspieler
- Cimburga von Baden (1450–1501), Markgräfin von Baden
- Cimburgis von Masowien († 1429), Herzogin von Österreich; Stammmutter aller späteren HabsburgerCimburgis von Masowien († 1429)

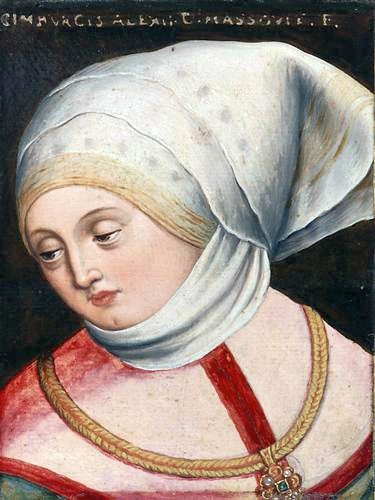
Cimburgis von Masowien († 1429)

- Cimdars, Petrus (1524–1584), deutscher lutherischer Theologe
- Cimdarsius, Joachim (1553–1618), deutscher Dichter
- Cimen, Daniyel (* 1985), deutscher Fußballspieler
- Çimen, Hakkı (* 1957), deutscher Buchautor türkischer Abstammung
- Çimen, Nesimi (1931–1993), alevitischer Volkssänger
- Çimen, Sabiha (* 1986), türkische Fotografin
- Ciment, Jill (* 1953), US-amerikanische Schriftstellerin
- Cimera, Robert (* 1887), österreichischer Fußballspieler
- Cimera, Wolfgang (* 1966), deutscher Filmproduzent und Geschäftsführer der Network Movie GmbH
- Cimetta, Robert (* 1970), kanadischer Eishockeyspieler
- Cimichella, Adrien André Maria (1921–2004), italienisch-kanadischer katholischer Bischof
- Cimignani, Yanis (* 2002), französisch-burkinischer Fußballspieler
- Cimino, Leonardo (1917–2012), US-amerikanischer Schauspieler
- Cimino, Michael (1939–2016), US-amerikanischer Filmregisseur, Filmproduzent und AutorMichael Cimino (1939–2016)

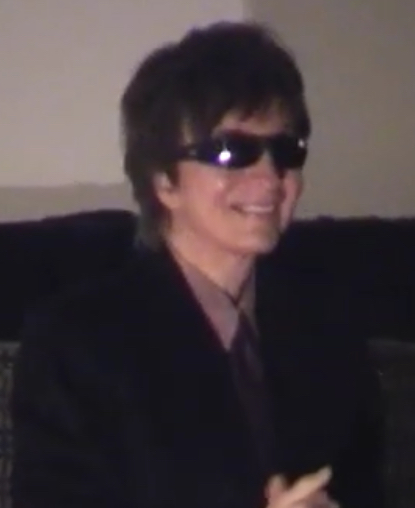
Michael Cimino (1939–2016)

- Cimino, Michael (* 1999), US-amerikanischer Schauspieler
- Cimino, Rodolfo (1927–2012), italienischer Comicautor
- Cimino, Serafino (1873–1928), italienischer Ordensgeistlicher, römisch-katholischer Erzbischof und Diplomat des Heiligen Stuhls
- Cimiotti, Emil (1927–2019), deutscher Bildhauer
- Cimirot, Gojko (* 1992), bosnisch-herzegowinischer Fußballspieler
- Cimmers, Alfrēds (* 1909), lettischer Fußballspieler
- Cimmino, Gabriele (* 1971), italienischer Poolbillardspieler
- Cimmino, Nicoletta (* 1974), Schweizer Journalistin
- Cimolai, Davide (* 1989), italienischer Radrennfahrer
- Cimolino, Ulrich (* 1964), deutscher Sachbuchautor, Feuerwehrmann
- Cimoszewicz, Włodzimierz (* 1950), polnischer Politiker, Mitglied des Sejm
- Cimpan, Cornel (* 1971), US-amerikanischer Pokerspieler
- Cimpanelli, Roberto, italienischer Filmproduzent und Filmregisseur
- Cîmpeanu, Sorin (* 1968), rumänischer Agrarwissenschaftler und Politiker
- Cimpoia, Gheorghe (* 1939), rumänischer Biathlet
- Çimşir, Hüseyin (* 1979), türkischer Fußballspieler
- Cimşit, Mustafa (* 1972), deutscher Religionswissenschaftler, Pädagoge, Seelsorger und Imam
- Čimžar, Tadej (* 1992), slowenischer Eishockeyspieler
- Cimze, Jānis (1814–1881), livländischer Pädagoge und Musiker

### Cin
- Cin, Hülya (* 1995), deutschtürkische Fußballspielerin
- Cin, Mario Dal (* 1940), deutscher Informatiker, Physiker und Hochschullehrer
- Cin, Miray (* 2001), deutschtürkische Fußballspielerin
- Cina, Dominique (* 1962), Schweizer Fußballspieler
- Cinà, Federico (* 2007), italienischer Tennisspieler
- Cina, Jan (* 1988), tschechischer Schauspieler, Synchronsprecher und Sänger
- Cina, Jean-Michel (* 1963), Schweizer Politiker (CVP)Jean-Michel Cina (* 1963)

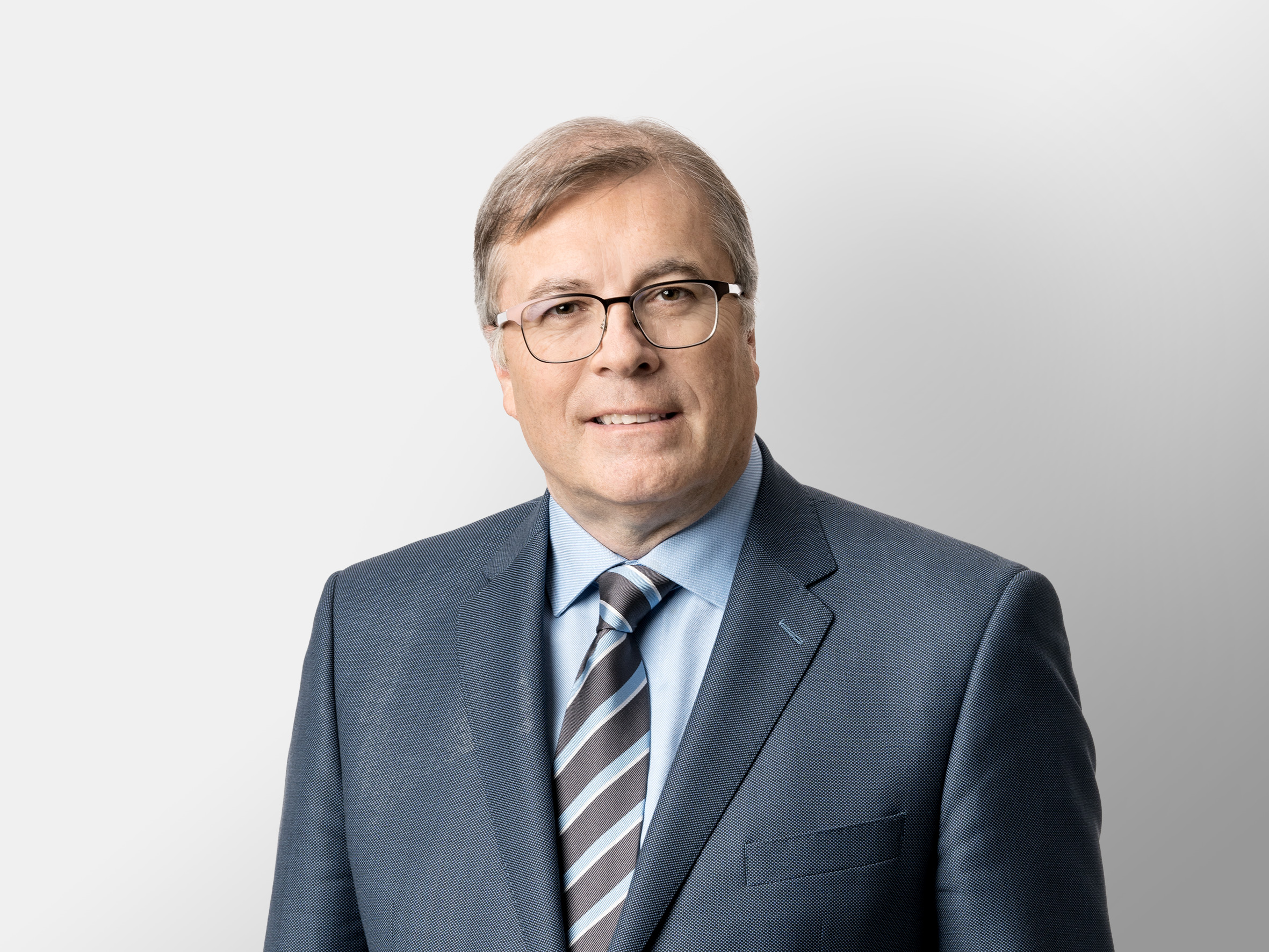
Jean-Michel Cina (* 1963)

- Cina, Michael (* 1993), Schweizer Jazz- und Improvisationsmusiker (Schlagzeug, Vibraphon)
- Cina, Mirella, Schweizer Fussballspielerin
- Cina[…], antiker römischer Toreut
- Çınar, Cemre Melis (* 1991), türkische Schauspielerin
- Cinar, Ezgi, türkisch-schweizerische Modedesignerin, Kreativdirektorin und Unternehmerin
- Çınar, Hüseyin İlker (* 1970), Theologe und Islamwissenschaftler
- Çınar, Josef (* 1984), deutscher Fußballspieler
- Çınar, Orkan (* 1996), türkisch-deutscher Fußballspieler
- Çınar, Özlem (* 1974), türkische Schauspielerin
- Çinar, Safter (* 1946), deutsch-türkischer Gewerkschaftsfunktionär, Migrationsbeauftragter des DGB, Übersetzer
- Çınar, Serkan (* 1976), türkischer Fußballschiedsrichter
- Çınar, Şevki (* 1995), türkischer Fußballspieler
- Çınar, Vasıf (1896–1935), kurdischstämmiger türkischer Lehrer, Journalist, Politiker und Diplomat
- Çinari, Eraldo (* 1996), albanischer Fußballspieler
- Cinatti, Ruy (1915–1986), portugiesischer Dichter, Anthropologe und Agronom
- Cinauskas, Vytautas Aleksandras (1930–2005), litauischer Politiker, Mitglied des Seimas
- Çinaz, Şamil (* 1986), türkisch-deutscher Fußballspieler
- Cincera, Ernst (1928–2004), Schweizer Politiker (FDP)Ernst Cincera (1928–2004)

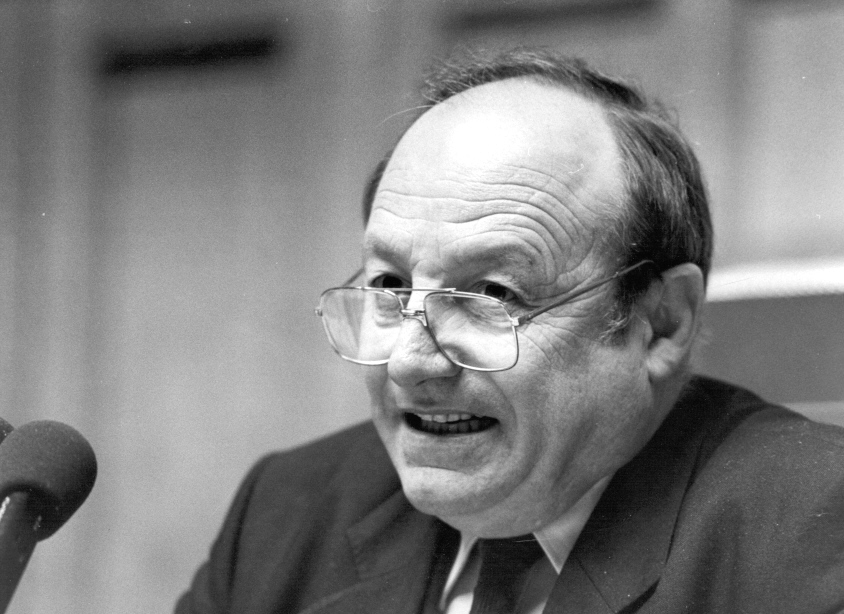
Ernst Cincera (1928–2004)

- Cinches, Miguel (1932–2010), philippinischer Ordensgeistlicher und römisch-katholischer Bischof von Surigao
- Cinciarini, Andrea (* 1986), italienischer Basketballspieler
- Cinciarini, Daniele (* 1983), italienischer Basketballspieler
- Cincibilus, König des Regnum Noricum
- Cincinato, Romulo († 1593), italienischer Maler
- Cincinnius, Johannes († 1555), westfälischer Humanist
- Cincius Alimentus, Lucius, römischer Historiker und Politiker
- Cincius, Lucius, römischer Grammatiker und juristischer Schriftsteller
- Cincotta, Stefano (* 1991), guatemaltekisch-deutscher Fußballspieler
- Cincotti, Peter (* 1983), US-amerikanischer Songwriter, Sänger und Pianist
- Cincunegui, Héctor (1940–2016), uruguayischer Fußballspieler
- Cinderella, Joe (1927–2012), US-amerikanischer Jazzgitarrist und Arrangeur
- Cindolo, Giuseppe (* 1945), italienischer Leichtathlet
- Cindoruk, Hüsamettin (* 1933), türkischer Rechtsanwalt und Politiker (Demokrat Parti)
- Cindric, Austin (* 1998), US-amerikanischer Automobilrennfahrer
- Cindrić, Luka (* 1993), kroatischer Handballspieler
- Cindrić, Marko (* 1984), kroatischer Schauspieler
- Cine, Lewis (* 1999), haitianisch-amerikanischer American-Football-Spieler
- Cinel, Onur (* 1985), deutscher FußballtrainerOnur Cinel (* 1985)

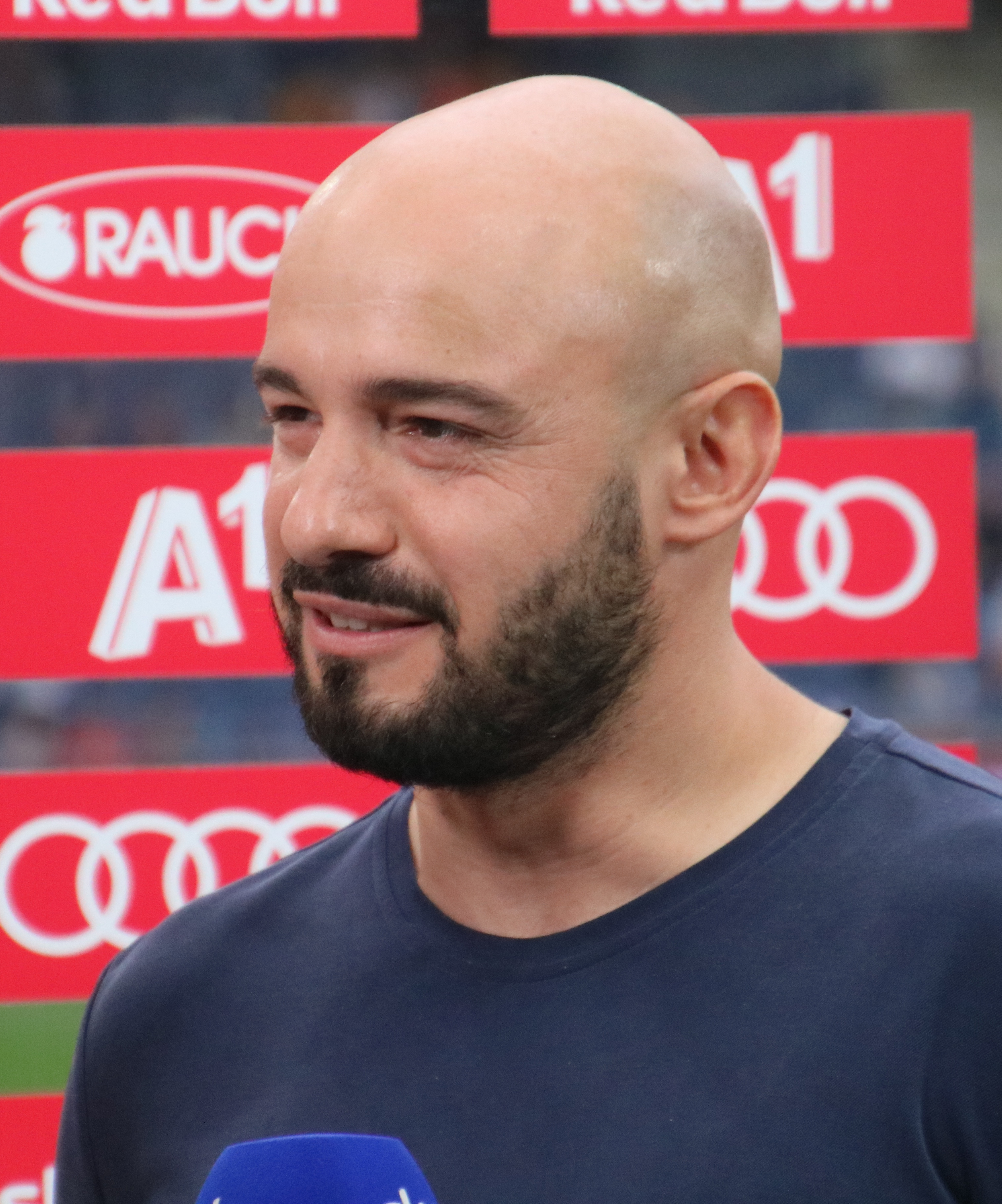
Onur Cinel (* 1985)

- Cinelli Calvoli, Giovanni (1626–1706), italienischer Arzt, Gelehrter und Bibliograph
- Cinelli, Cino (1916–2001), italienischer Radrennfahrer und Fahrradproduzent
- Cinelu, Mino (* 1957), französischer Jazz- und Pop-Schlagzeuger
- Çinemre, Hakan (* 1994), türkischer Fußballspieler
- Cinense y Abera, Emilio (1911–1978), philippinischer Geistlicher, Erzbischof von San Fernando
- Cingesar, Darko (* 1990), slowenischer Handballspieler
- Cingetorix, Fürst der Treverer
- Cingetorix, König von Kent
- Cingirt, Kemal (* 1989), türkischer Fußballspieler
- Cingius Severus († 197), römischer Politiker der Kaiserzeit
- Cingolani, Mario (1883–1971), italienischer Politiker (DC)
- Cingolani, Roberto (* 1961), italienischer Physiker und PolitikerRoberto Cingolani (* 1961)

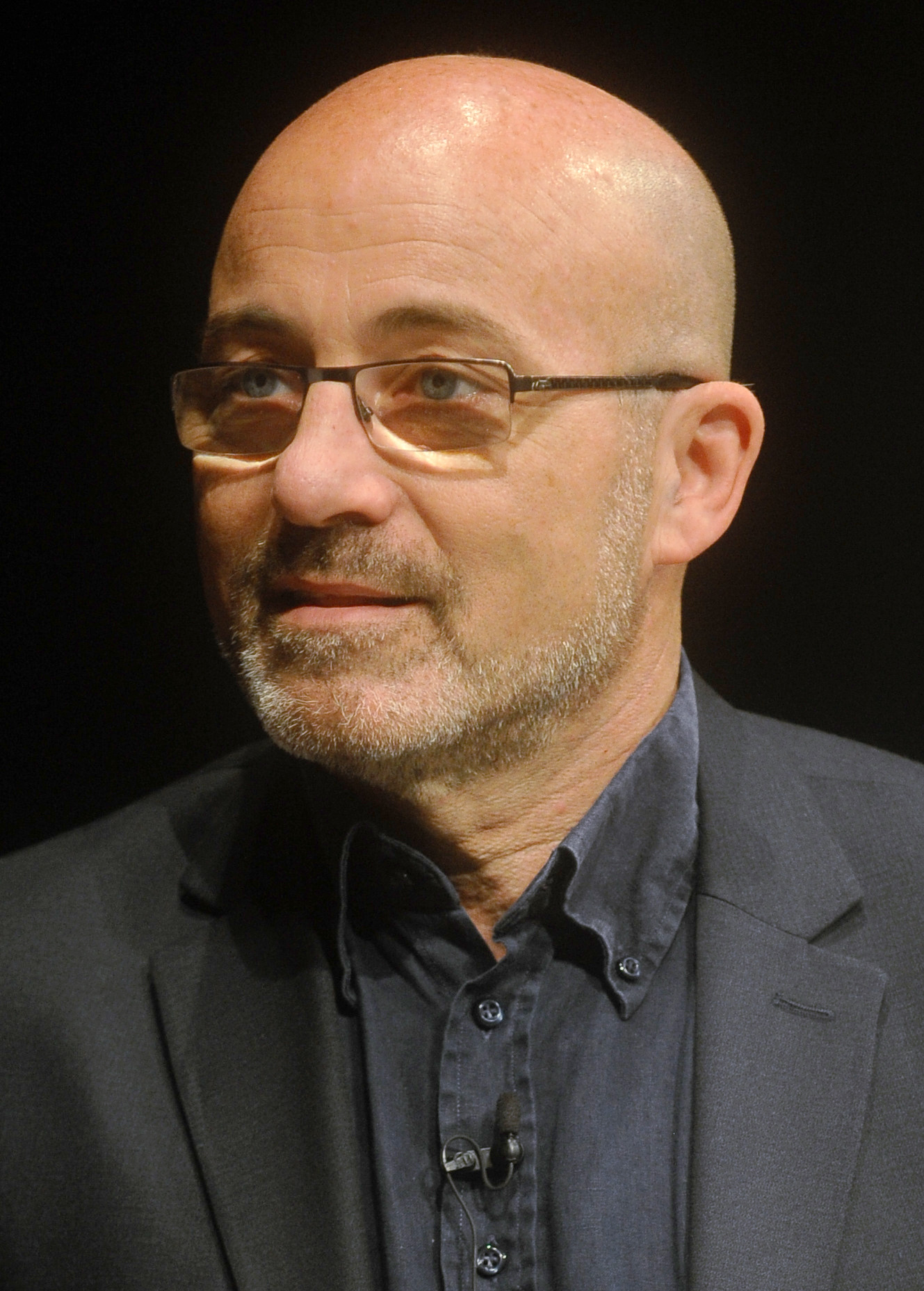
Roberto Cingolani (* 1961)

- Cingonius Varro († 68), römischer Politiker der Kaiserzeit
- Cingöz, Temel (1941–1991), türkischer Brigadegeneral der Gendarmerie
- Cingria, Alexandre (1879–1945), Schweizer Maler und Glasmaler
- Cingria, Charles-Albert (1883–1954), Schweizer Schriftsteller
- Cingroš, Johann (1841–1906), böhmischer Steinmetzmeister
- Cini, Brian (* 1996), maltesischer Snookerspieler
- Cini, Cristina (* 1969), italienische Fußballschiedsrichterassistentin
- Cini, Dominic, maltesischer Sänger, Songwriter und Musikproduzent
- Cini, Giovanni († 1565), italienischer Architekt, Bildhauer und Steinmetz der Renaissance
- Cini, Joe (* 1936), maltesischer Fußballspieler
- Cini, Vittorio (1885–1977), italienischer Unternehmer und Politiker
- Cini, Yenz (* 1994), maltesischer Fußballtorwart
- Cinibulk, Martin (* 1975), deutsch-tschechischer Eishockeyspieler
- Cinieri, Dino (* 1955), französischer Politiker, Mitglied der Nationalversammlung
- Cinieri, Francesco, italienischer Filmschaffender
- Ciniglio, Ciro (* 1933), englischer Badmintonspieler
- Ciniglio, Francesco (* 1989), italienischer Jazzmusiker (Schlagzeug)
- Cink, Ondřej (* 1990), tschechischer Radrennfahrer
- Cink, Stewart (* 1973), US-amerikanischer Golfer
- Cinkara, Hüseyin (* 1985), deutscher Boxer in der Schwergewichtsklasse
- Cinks, Ronalds (* 1990), lettischer Eishockeyspieler
- Cinkuss, Ivars (* 1969), lettischer Dirigent
- Çinlar, Erhan (* 1941), türkisch-US-amerikanischer Mathematiker und Hochschullehrer an der Princeton University
- Cinna Magnus, Gnaeus Cornelius, römischer Politiker zur Zeit des Augustus
- Cinna, Gaius Helvius († 44 v. Chr.), römischer Dichter
- Cinna, Lucius Cornelius († 84 v. Chr.), römischer Politiker
- Cinnamon, Gerry (* 1984), schottischer Singer-Songwriter
- Cino da Pistoia, italienischer Jurist und Dichter
- Cino, Beppe (* 1947), italienischer Filmregisseur und Drehbuchautor
- Cino, Giuseppe (1645–1722), italienischer Baumeister und Chronist
- Cino, Maria (* 1957), US-amerikanische Politikerin
- Cinotti, Norma (* 1996), italienische Fußballspielerin
- Cinq-Mars, Henri Coiffier de Ruzé, Marquis de (1620–1642), französischer Höfling
- Cinq-Mars, Jacques (1942–2021), kanadischer Archäologe
- Cinquanta, Ottavio (1938–2022), italienischer Sportfunktionär
- Cinquantini, Angelica (* 1998), italienische Schauspielerin
- Cinque, Guglielmo (* 1948), italienischer Sprachwissenschaftler und Professor für Linguistik an der Università Ca’ Foscari di Venezia
- Cinque, Lorenzo (* 1991), italienischer Fußballspieler
- Cinquegrana, August (1940–1999), US-amerikanischer Filmregisseur, Filmproduzent und Filmschaffender
- Cinquetti, Gigliola (* 1947), italienische SängerinGigliola Cinquetti (* 1947)

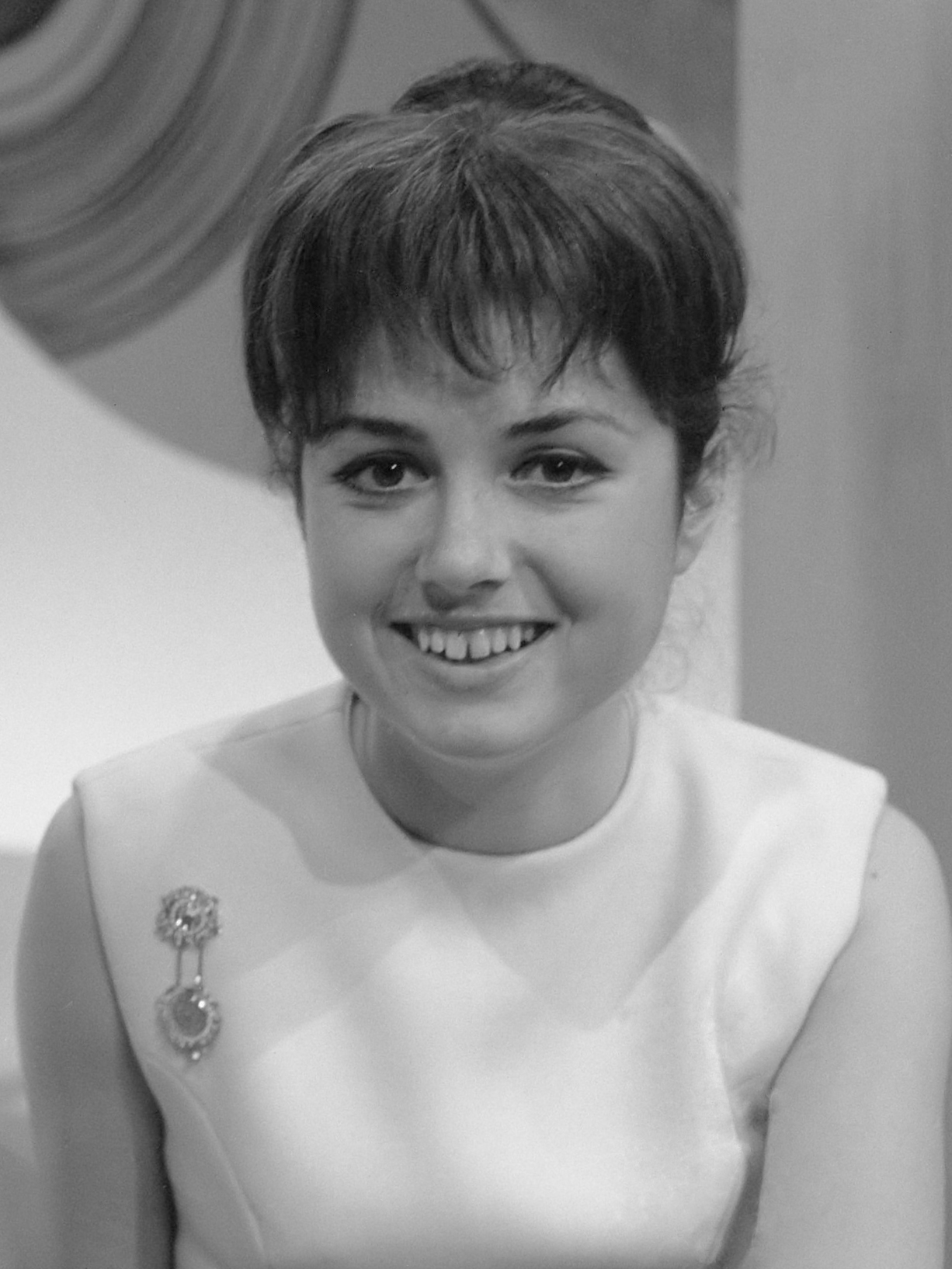
Gigliola Cinquetti (* 1947)

- Cinquevalli, Paul (1859–1918), deutscher Jongleur
- Cinquin, Emmanuelle (1908–2008), belgisch-französische Ordensschwester
- Cinquini, Renato, italienischer Filmeditor
- Cinquini, Roberto (1924–1965), italienischer Filmeditor
- Cinteză, Mircea (* 1950), rumänischer Mediziner und Politiker, Senator und Gesundheitsminister
- Cinti-Damoreau, Laure (1801–1863), französische Opernsängerin und Gesangspädagogin
- Çintımar, Muhammet İrfan (* 1997), türkischer Skispringer
- Cintl, Gerd (1938–2017), deutscher Ruderer und Olympiasieger
- Cinto, Sandra (* 1968), brasilianische Bildhauerin, Malerin, Zeichnerin und Installationskünstlerin
- Cintra Frías, Leopoldo (* 1941), kubanischer Korpsgeneral und Politiker
- Cintra, André (* 1979), brasilianischer Snowboarder
- Cintra, Luís Filipe Lindley (1925–1991), portugiesischer Linguist und Philologe
- Cintra, Luís Miguel (* 1949), portugiesischer Theaterregisseur und Schauspieler
- Cintra, Manuel Pedro da Cunha (1906–1999), brasilianischer Geistlicher, römisch-katholischer Bischof von Petrópolis
- Cintrón, Conchita (1922–2009), peruanisch-portugiesische Stierkämpferin
- Cintrón, Jeyvier (* 1995), puerto-ricanischer Boxer
- Cintrón, Kermit (* 1979), puerto-ricanischer Boxer
- Cintron, Marc (* 1990), puerto-ricanischer Fußballspieler
- Cintura, Iolanda (* 1972), mosambikanische Chemikerin und Politikerin (FRELIMO)
- Cintusmus (Toreut, 2. Jahrhundert), antiker römischer Toreut
- Cintusmus (Toreut, 1. Jahrhundert), antiker römischer Toreut
- Cinuzzi, Alessandro (1458–1474), italienischer Page
- Cinzano, Francesco, italienischer Unternehmer

### Cio
- Cioabă, Florin (1954–2013), rumänischer RomavertreterFlorin Cioabă (1954–2013)

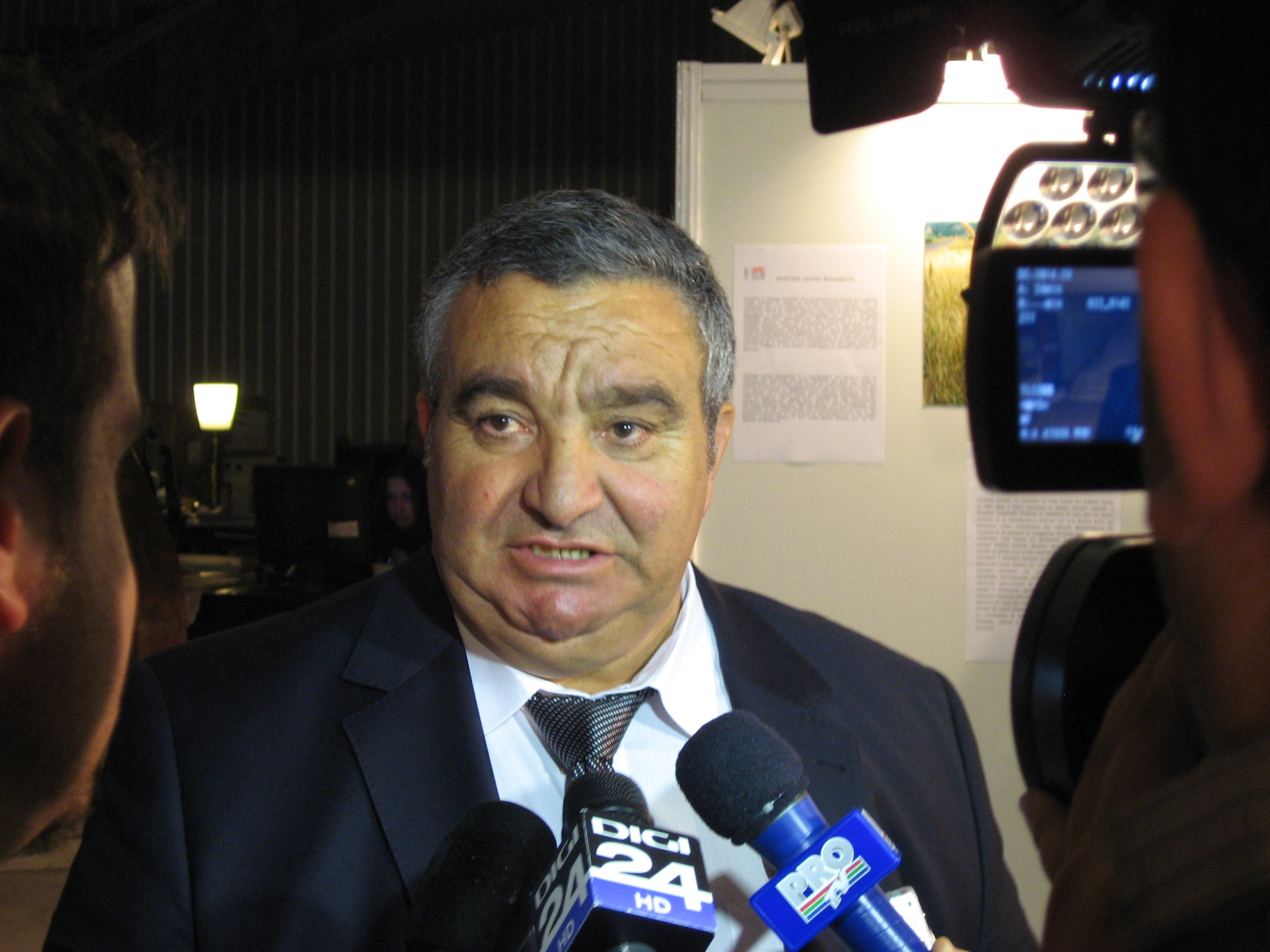
Florin Cioabă (1954–2013)

- Cioacă, Andreea, rumänische Biathletin
- Cioancă, Alin Florin (* 1995), rumänischer Skilangläufer
- Cioară, Gheorghe (1924–1993), rumänischer Politiker (PCR) und Diplomat
- Cioban, Sergiu (* 1988), moldauischer Radrennfahrer
- Ciobanu, Daniela (* 1995), moldawische Tennisspielerin
- Ciobanu, Dimitria (* 1993), moldauische Biathletin
- Ciobanu, Ilarion (1931–2008), rumänischer Schauspieler und Rugbyspieler
- Ciobanu, Iurie (* 1976), sowjetisch-moldauischer Opernsänger (Tenor)
- Ciobanu, Lina (* 1929), rumänische Politikerin (PCR)
- Ciobanu, Maia (* 1952), rumänische Komponistin
- Ciobanu, Maria, moldauische Sommerbiathletin
- Ciobanu, Mihaela (* 1973), rumänisch-spanische Handballspielerin
- Ciobanu, Mihai (* 1953), moldauischer Folkloresänger
- Ciobanu, Nelly (* 1974), moldauische Sängerin
- Ciobanu, Petru (* 1993), moldauischer Boxer
- Ciobanu, Ramona (* 1984), rumänische Wasserspringerin
- Ciobanu, Tamara (1914–1990), moldauische Opern- und Volkssängerin
- Ciobotariu, Liviu (* 1971), rumänischer Fußballspieler und -trainer
- Ciobotea, Daniel (* 1951), rumänisch-orthodoxer PatriarchDaniel Ciobotea (* 1951)

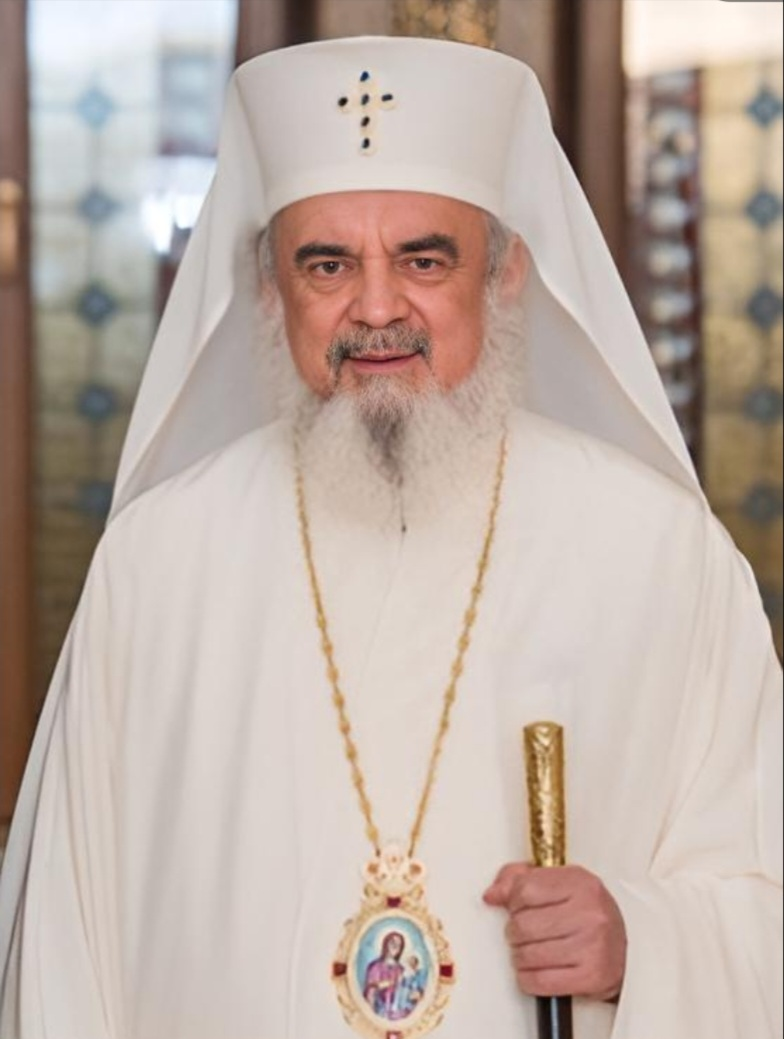
Daniel Ciobotea (* 1951)

- Cioc, Mihai (* 1961), rumänischer Judoka
- Ciocâltea, Victor (1932–1983), rumänischer Schachspieler
- Ciocan, Alexandru (* 1978), rumänischer Radrennfahrer
- Ciocan, Constantin (* 1943), rumänischer Radrennfahrer
- Ciocan, Ilie (* 1913), rumänischer SupercentenarianIlie Ciocan (* 1913)

Ilie Ciocan (* 1913)

- Ciocan, Iulian (* 1968), moldauischer Schriftsteller
- Ciocarelli, Werner O. (1925–2020), Schweizer Manager und Politiker
- Ciocca Vasino, Adriano (* 1949), italienischer römisch-katholischer Geistlicher, Prälat von São Félix
- Ciocca, Angelo (* 1975), italienischer Politiker, MdEP
- Ciocca, Aníbal (1915–1981), uruguayischer Fußballspieler
- Cioccari, Carlo (1829–1891), Schweizer Sekundarlehrer, Arzt, Dichter und Publizist
- Cioccari-Solichon, Angelica (1827–1912), schweizerische Sekundarlehrerin, Journalistin und Vizedirektorin des Manzoni-Instituts
- Ciocchi del Monte, Antonio Maria (1462–1533), italienischer Kardinal
- Ciochetti, Jennifer (* 1984), kanadische Bobfahrerin
- Ciochină, Raluca (* 1983), rumänische Tennisspielerin
- Ciochină, Șerban (1939–2023), rumänischer Dreispringer
- Ciochirca, Christian-Petru (* 1989), österreichischer Fußballschiedsrichter
- Ciochon, Russell L. (* 1948), US-amerikanischer Paläontologe
- Cioci, Marco (* 1975), italienischer Autorennfahrer
- Ciocioi, Gheorghiță (* 1964), rumänischer Ethonolge, Publizist und Übersetzer
- Ciocoi, Aureliu (* 1968), moldauischer Diplomat
- Ciocoiu, Emil (1948–2020), rumänischer Maler
- Ciofani, Walter (* 1962), französischer Leichtathlet
- Cioffi, Charles (* 1935), US-amerikanischer Schauspieler
- Cioffi, Frank (1928–2012), britischer Philosoph
- Cioffi, Halle (* 1969), US-amerikanische Tennisspielerin
- Cioffi, John (* 1956), US-amerikanischer Elektroingenieur
- Ciofi, Patrizia (* 1967), italienische lyrische Koloratursopranistin
- Ciolac, Gheorghe (1908–1965), rumänischer Fußballspieler
- Ciolacu, Marcel (* 1967), rumänischer Politiker (PSD)
- Ciolek, Gerald (* 1986), deutscher RadrennfahrerGerald Ciolek (* 1986)

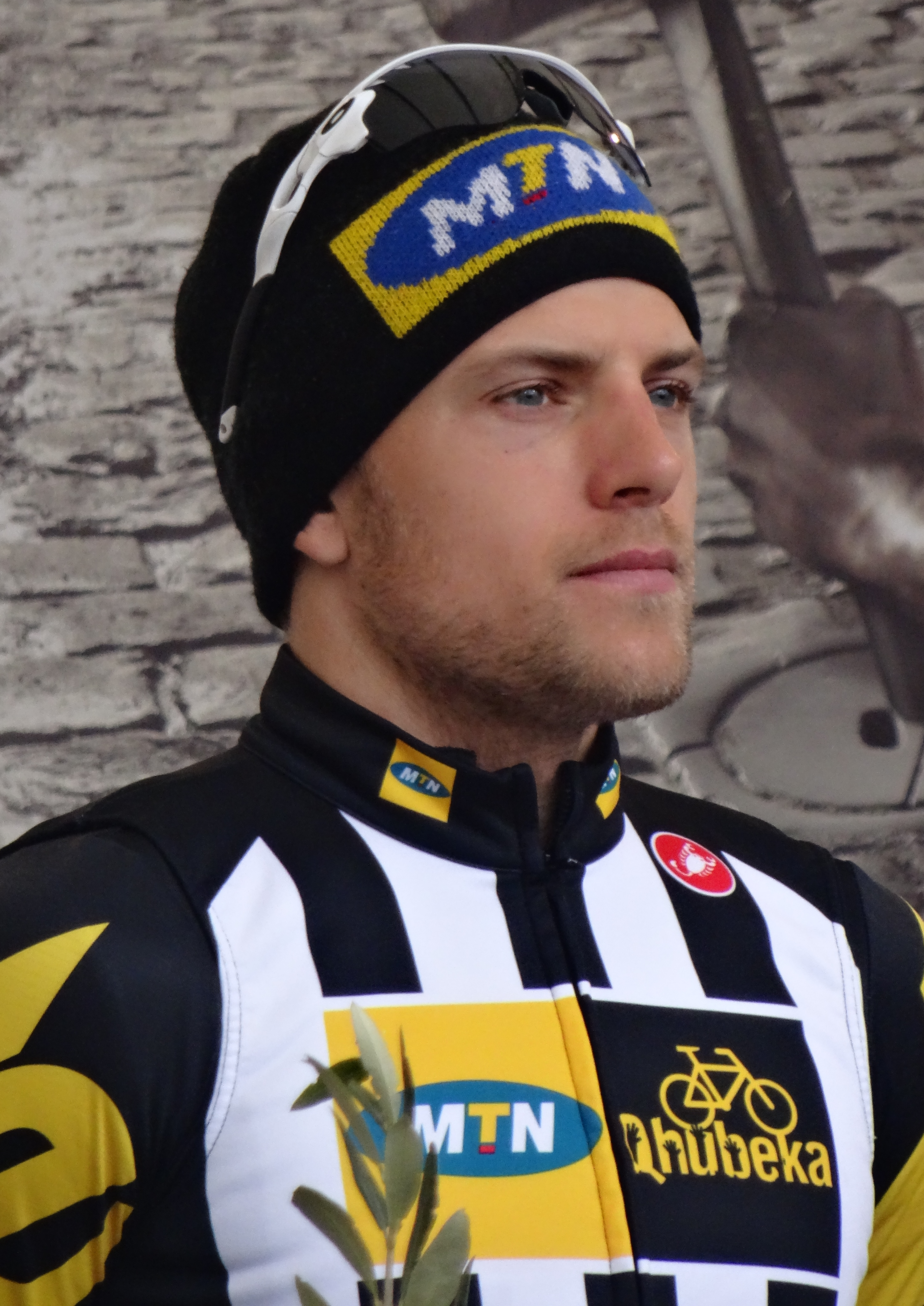
Gerald Ciolek (* 1986)

- Ciołek, Włodzimierz (* 1956), polnischer Fußballspieler
- Cioli, Telesforo Giovanni (1907–2002), italienischer Geistlicher, römisch-katholischer Bischof von Arezzo-Cortona-Sansepolcro
- Ciołkosz, Adam (1901–1978), polnischer Politiker im Exil (PPS)
- Ciołkoszowa, Lidia (1902–2002), polnische Publizistin und Politikerin im Exil (PPS)
- Ciollaro, Fabio (* 1961), italienischer Geistlicher und römisch-katholischer Bischof von Cerignola-Ascoli Satriano
- Ciolli, Marcello (1928–2014), italienischer Radrennfahrer
- Cioloș, Dacian (* 1969), rumänischer Agrarökonom und Politiker
- Ciompi, Luc (* 1929), Schweizer PsychiaterLuc Ciompi (* 1929)

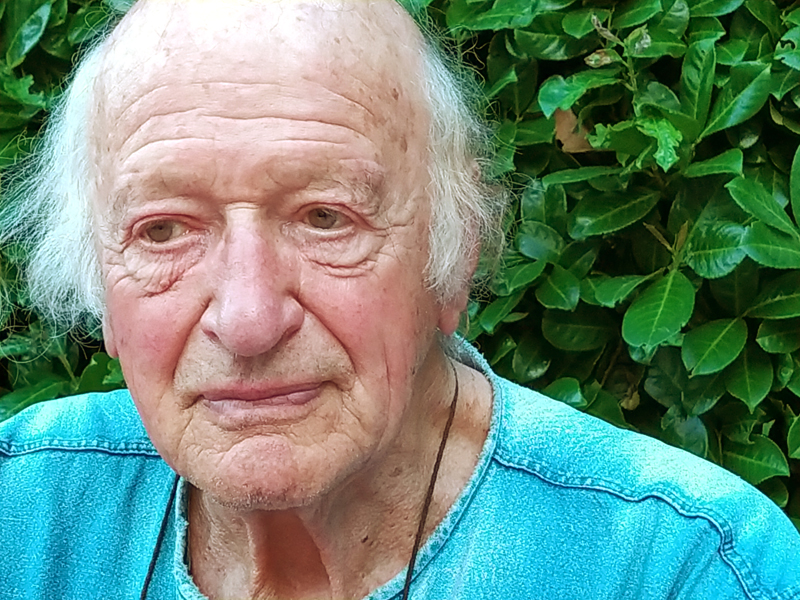
Luc Ciompi (* 1929)

- Cioncan, Maria (1977–2007), rumänische Leichtathletin
- Cionek, Thiago (* 1986), polnisch-brasilianischer Fußballspieler
- Cioni, Daniele (1959–2021), italienischer Sportschütze
- Cioni, Dario (* 1974), italienischer Radsportler
- Cioni, Maik (* 1979), deutsch-italienischer Radrennfahrer und Wasserballspieler
- Cioni, Renato (1929–2014), italienischer Opernsänger (Tenor)
- Ciontos, Ricarda (* 1968), deutsche Schauspielerin, Kuratorin, Projektmanagerin
- Cioppa, Giuseppe Della (1886–1958), italienischer Geistlicher
- Cioran, Emil (1911–1995), rumänischer PhilosophEmil Cioran (1911–1995)

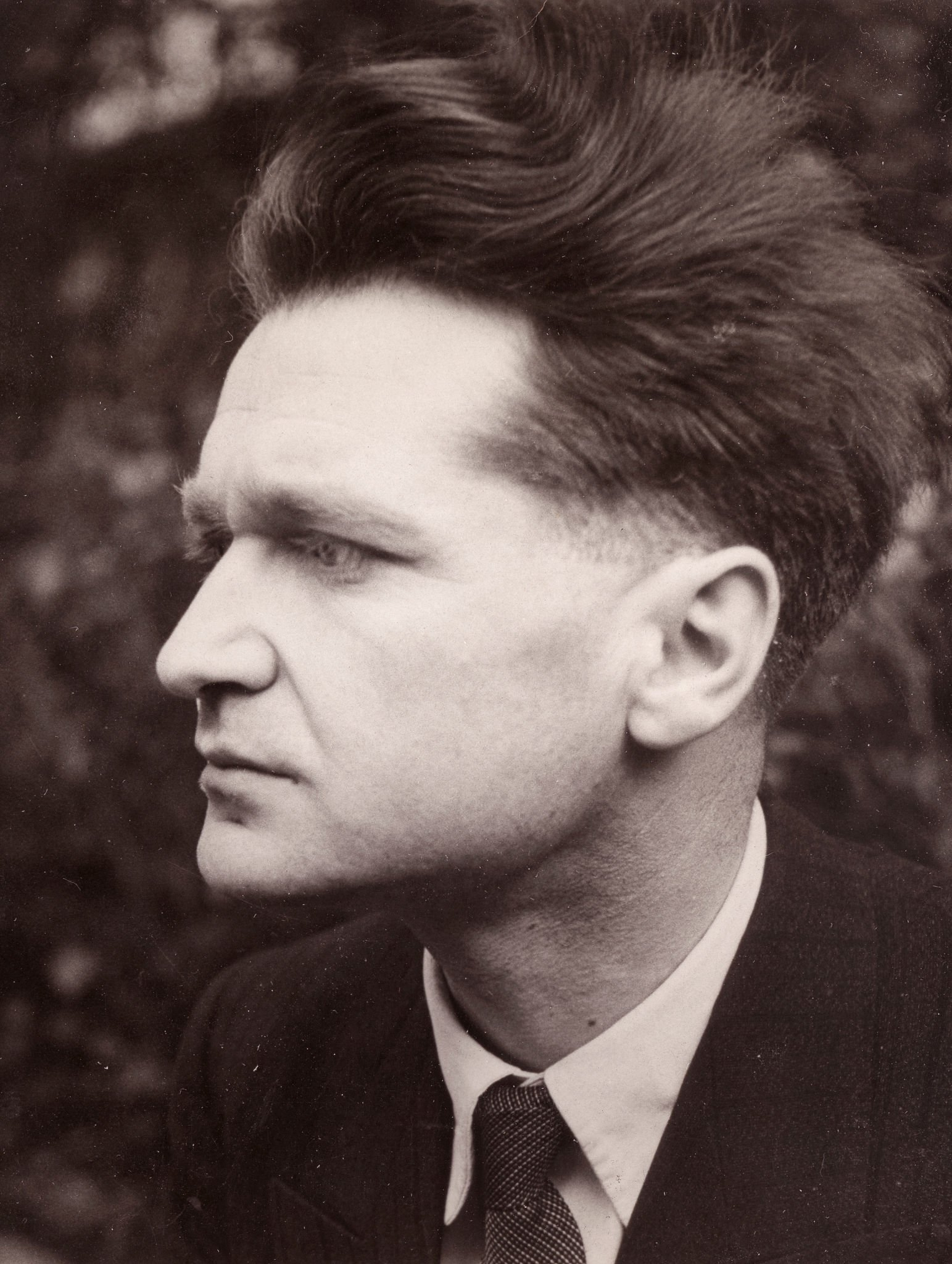
Emil Cioran (1911–1995)

- Cioranescu, Alexandre (1911–1999), rumänischer Autor, Romanist, Komparatist und Historiker mit französischer Staatsangehörigkeit
- Ciorbă, Mariana (* 1976), rumänische Fußballspielerin
- Ciorbea, Victor (* 1954), rumänischer Politiker
- Ciorcilă, Patrick (* 1996), rumänischer Tennisspieler
- Ciorciolini, Marcello (1922–2011), italienischer Drehbuchautor und Filmregisseur
- Ciornei, Silvia (* 1970), rumänische Politikerin und MdEP für Rumänien
- Cioroianu, Adrian (* 1967), rumänischer Politiker, MdEP
- Cioroiu, Nicolae (1908–1974), rumänischer Diplomat
- Cioroslan, Dragomir (* 1954), rumänischer Gewichtheber
- Ciortea, Tudor (1903–1982), rumänischer Komponist
- Ciosescu, Ion (1935–2014), rumänischer Fußballspieler
- Ciosu, Emilia (* 1971), rumänische Tischtennisspielerin
- Ciot, Jean-David (* 1967), französischer Politiker, Mitglied der Nationalversammlung
- Ciot, Melania-Gabriela (* 1975), rumänische Politikwissenschaftlerin und Politikerin (PSD)
- Cioti, Constantin (* 1983), rumänischer Tischtennisspieler
- Ciotoi, Dan (* 1956), rumänischer Sänger und Gitarrist
- Ciotta, Giovanni de (1824–1903), ungarischer Politiker, Podestà von Fiume und Reichstagsabgeordneter
- Ciotti, Éric (* 1965), französischer Politiker, Mitglied der NationalversammlungÉric Ciotti (* 1965)

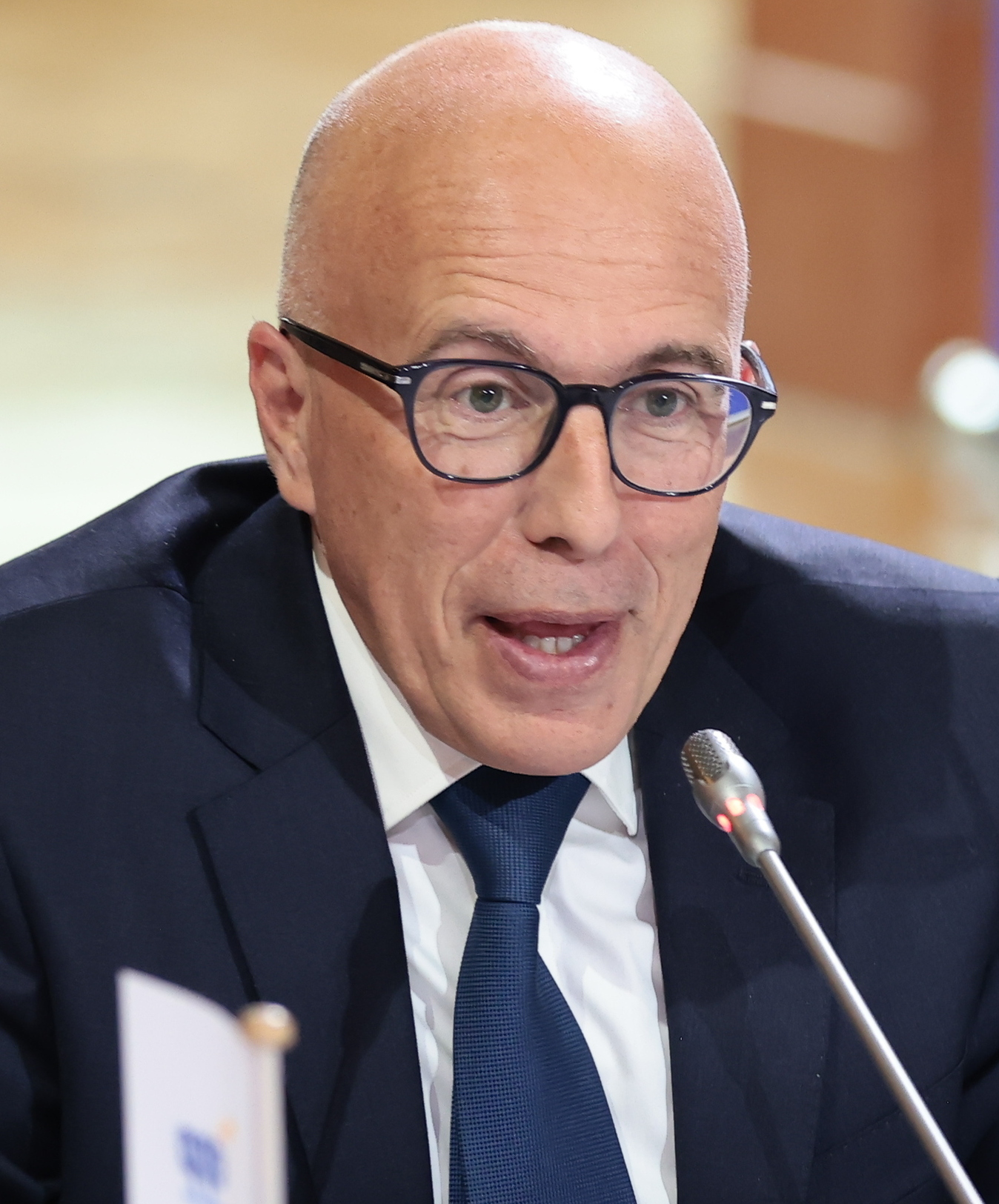
Éric Ciotti (* 1965)

- Ciotti, Luigi (* 1945), italienischer Priester und Mafiagegner
- Ciotti, Nicola (* 1976), italienischer Hochspringer
- Ciotti, Sandro (1928–2003), italienischer Sportjournalist und Radiomoderator
- Cioz (* 1992), italienischer Produzent und DJ

### Cip
- Číp, Radek (* 1992), tschechischer Eishockeyspieler
- Číp, Tomáš (* 1989), tschechischer Handballspieler
- Cipa, Carlos (* 1990), deutscher Pianist und Komponist
- Cipa, Walter (* 1928), deutscher Industriemanager
- Cipariu, Timotei (1805–1887), rumänischer Priester, Philologe und Politiker
- Çipe, İsmail (* 1995), türkischer Fußballtorhüter
- Cipelli, Roberto (* 1958), italienischer Jazzmusiker
- Čipera, Josef (1850–1911), tschechischer Politiker, Realschullehrer und Theaterintendant
- Cipere, Dumitru (* 1957), rumänischer Boxer
- Cipes, Greg (* 1980), US-amerikanischer Schauspieler und Synchronsprecher
- Çipi, Geri (* 1976), albanischer Fußballspieler
- Ćipiko, Ivo (1869–1923), serbischer Schriftsteller kroatischer Herkunft
- Cipin, Alois (1913–1985), österreichischer Politiker (ÖVP), Landtagsabgeordneter
- Cipius, antiker römischer Toreut
- Cipius Am[…], antiker römischer Toreut
- Cipius Au[…], antiker römischer Toreut
- Cipius Hilarius, Gnaeus, antiker römischer Toreut
- Cipius Hymnus, Publius, antiker römischer Toreut
- Cipius Isocrysus, Publius, antiker römischer Toreut
- Cipius Nicomachus, Publius, antiker römischer Toreut
- Cipius Pamphilius, Publius, antiker römischer Toreut
- Cipius Polybius, Publius, antiker römischer Toreut
- Cipius Princeps, Publius, antiker römischer Toreut
- Cipius Saturinus, Publius, antiker römischer Toreut
- Cipius Tantalus, Lucius, antiker römischer Toreut
- Çiplak, Fatih (* 1994), türkischer Fußballspieler
- Cipolini, Luiz Antônio (* 1962), brasilianischer Geistlicher und römisch-katholischer Bischof von Marília
- Cipolini, Pedro Carlos (* 1952), brasilianischer Geistlicher und römisch-katholischer Bischof von Santo André
- Cipolla, Bruno (* 1952), italienischer Rudersportler
- Cipolla, Carlo M. (1922–2000), italienischer Wirtschaftshistoriker und Schriftsteller
- Cipolla, Claudio (* 1955), italienischer Geistlicher, römisch-katholischer Bischof von Padua
- Cipolla, Flavio (* 1983), italienischer Tennisspieler
- Cipolla, Glorianda (* 1946), italienische Skirennläuferin
- Cipolla, Jason (* 1972), kanadischer Eishockeyspieler und -trainer
- Cipolla, Michele (1880–1947), italienischer Mathematiker
- Cipolletti, María Susana, argentinische Ethnologin und Anthropologin
- Cipollina, Jean (1903–1981), italienischer Ruderer
- Cipollina, John (1943–1989), US-amerikanischer Rockmusiker, Gitarrist
- Cipollina, Mario (* 1954), US-amerikanischer Rockmusiker
- Cipollini, Cesare (1958–2023), italienischer Radrennfahrer
- Cipollini, Mario (* 1967), italienischer RadrennfahrerMario Cipollini (* 1967)

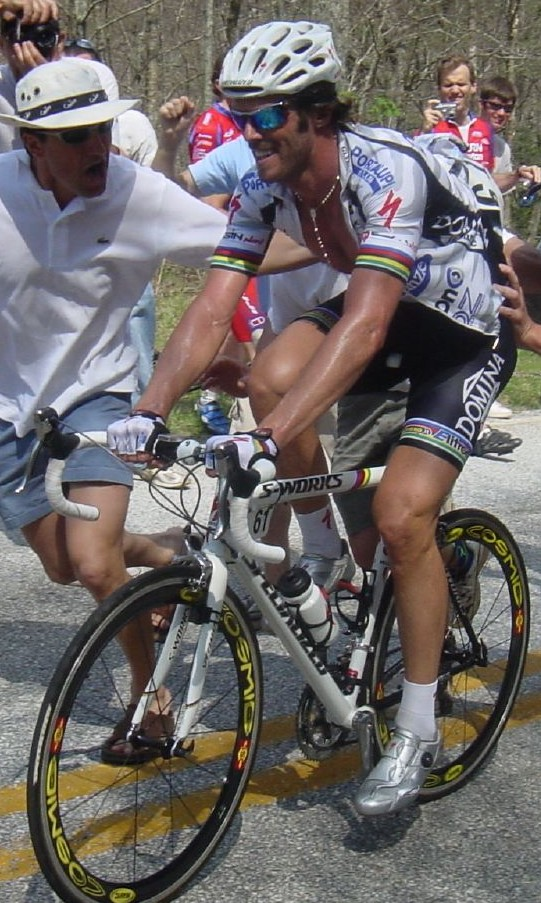
Mario Cipollini (* 1967)

- Cipollone, Emidio (* 1960), italienischer Geistlicher, Erzbischof von Lanciano-Ortona
- Cipollone, Federico (* 1994), italienischer Volleyballspieler
- Cipollone, Pete (* 1971), US-amerikanischer Ruderer
- Cipollone, Ulderic (1868–1927), römisch-katholischer Priester
- Cipolloni, Angelo (* 1970), italienischer Leichtathlet
- Cipot, Tio (* 2003), slowenischer Fußballspieler
- Cipowicz, Hans (* 1989), deutscher Volleyballspieler
- Cipra, Milo (1906–1985), jugoslawischer Komponist und Hochschullehrer
- Ciprandi, Ercole, italienischer Opernsänger (Tenor)
- Ciprès, Morgan (* 1991), französischer Eiskunstläufer
- Cipres, Zoe (* 1997), US-amerikanische Schauspielerin und Model
- Cipressa, Andrea (* 1963), italienischer Florettfechter
- Cipressa, Erica (* 1996), italienische Florettfechterin
- Cipressi, Stefano (* 1982), italienischer Kanuslalomathlet
- Ciprì, Daniele (* 1962), italienischer Filmregisseur und Kameramann
- Ciprian, Gheorghe (1883–1968), rumänischer Dramatiker
- Cipriani Gadient, Tiziana (* 1995), Schweizer Eishockeyspielerin
- Cipriani Thorne, Juan Luis (* 1943), peruanischer Geistlicher, emeritierter Erzbischof von Lima und Kardinal der römisch-katholischen Kirche
- Cipriani, Adolfo (1857–1941), italienischer Bildhauer
- Cipriani, Amilcare (1844–1918), italienischer Sozialist, Anarchist und Patriot
- Cipriani, Arrigo (* 1932), italienischer Gastwirt, Autor und Immobilienunternehmer
- Cipriani, Arthur (1875–1945), Politiker und Gewerkschaftsführer im kolonialen Trinidad und Tobago
- Cipriani, Danny (* 1987), englischer Rugby-Union-SpielerDanny Cipriani (* 1987)

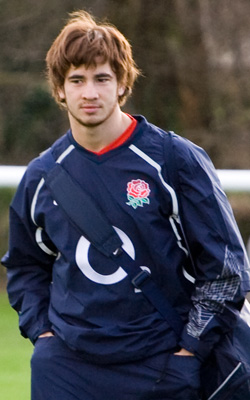
Danny Cipriani (* 1987)

- Cipriani, Enrica (* 1988), italienische Skirennläuferin
- Cipriani, Francesco Maria (1773–1843), italienischer Prälat
- Cipriani, Giovanni Battista (1727–1785), italienischer Maler des Klassizismus, Radierer und Kupferstecher
- Cipriani, Giuseppe (* 1965), italienischer Automobilrennfahrer
- Cipriani, Mario (1909–1944), italienischer Radrennfahrer
- Cipriani, Stelvio (1937–2018), italienischer Filmkomponist
- Cipriani, Ugo (1897–1960), italienischer Bildhauer
- Cipriano, Gene (1928–2022), US-amerikanischer Jazz- und Studiomusiker
- Cipriano, Joey (* 2001), US-amerikanischer Schauspieler
- Cipriano, Juan (* 1952), philippinischer Skirennläufer
- Cipriano, Marquinhos (* 1999), brasilianischer Fußballspieler
- Cipriano, Rocco (* 1968), Schweizer Kampfsportler
- Cipriota, Luz (* 1985), argentinische Schauspielerin, Model und ehemalige Sportgymnastin
- Cipro, František (1947–2023), tschechischer Fußballspieler und -trainer
- Cipruss, Aigars (* 1972), lettischer Eishockeyspieler
- Ciprys, Radoslav (* 1987), slowakischer Fußballspieler
- Cipulis, Mārtiņš (* 1980), lettischer Eishockeyspieler

### Cir
- Cirac Sasturain, Juan Ignacio (* 1965), spanischer Physiker und HochschullehrerJuan Ignacio Cirac Sasturain (* 1965)

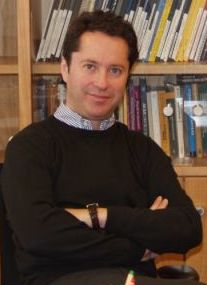
Juan Ignacio Cirac Sasturain (* 1965)

- Cirade, Laurent (* 1963), französischer Kabarettist und Musiker
- Çırak, Zehra (* 1960), deutsche Dichterin
- Ciranni, Alessandro (* 1996), belgischer Fußballspieler
- Cirarda Lachiondo, José María (1917–2008), spanischer Geistlicher und römisch-katholischer Erzbischof von Pamplona
- Cirasola, Nico (1951–2023), italienischer Kulturschaffender und Filmregisseur
- Cirba, Romas (* 1969), litauischer Fußballspieler
- Čirba, Sigitas (* 1966), litauischer Politiker
- Circene, Ingrīda (* 1956), lettische Politikerin und Ärztin
- Circignani, Antonio, italienischer Maler des Manierismus und Frühbarock
- Circignani, Niccolò, italienischer Maler des Manierismus
- Cirella, Joe (* 1963), kanadischer Eishockeyspieler und -trainer
- Cirelli, Anthony (* 1997), kanadischer Eishockeyspieler
- Cirelli, Vincent, Spezialeffektkünstler
- Cirener, Gabriele (* 1966), deutsche Juristin, Richterin am Bundesgerichtshof
- Cirer Carbonell, Francinaina (1781–1855), mallorquinische Vinzentinerin, Selige
- Cirera, Daniel (* 1976), schwedischer Sänger und Komponist
- Ciresa, Hans (1886–1950), österreichischer Politiker (SPÖ), Vorarlberger Landtagsabgeordneter
- Ciresa, Meinhard (* 1964), österreichischer Rechtsanwalt
- Ciriaci, Pier Luigi (1946–2009), italienischer Filmschaffender
- Ciriaci, Pietro (1885–1966), italienischer Geistlicher, Kurienkardinal der römisch-katholischen Kirche
- Ciriaco, Javier Di (* 1973), argentinischer Singer/Songwriter, Tango Sänger und ehemaliger Rock Vocalist
- Ciriacy-Wantrup, Siegfried von (1906–1980), deutschamerikanischer Agrarökonom und Hochschullehrer
- Ciriani, Henri (* 1936), französischer Architekt
- Ćirić Bagarić, Lucija (* 2004), kroatische Tennisspielerin
- Ćirić, Aleksandar (* 1977), serbischer Wasserballspieler
- Ćirić, Dragan (* 1974), jugoslawischer Fußballspieler
- Ćirić, Dragoljub (1935–2014), jugoslawischer Schachgroßmeister
- Ćirić, Maja (* 1989), serbische Leichtathletin
- Ćirić, Nikola (* 1983), serbischer Tennisspieler
- Ćirić, Saša (* 1968), mazedonischer Fußballspieler
- Cîrîcu, Anatolii (* 1988), moldauischer Gewichtheber
- Ciriello, Chris (* 1985), australischer Hockeyspieler
- Cirigliano, Luca (* 1981), Schweizer Jurist und Gewerkschaftsfunktionär
- Cirile, Jim (* 1964), US-amerikanischer Filmschauspieler, Drehbuchautor und Filmproduzent
- Cirillo, Bruno (* 1977), italienischer Fußballspieler
- Cirillo, Domenico (1739–1799), italienischer Botaniker, Arzt und Politiker
- Cirillo, Dominick (1929–2024), US-amerikanischer MafiosoDominick Cirillo (1929–2024)

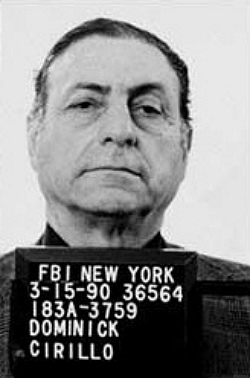
Dominick Cirillo (1929–2024)

- Cirillo, Lanfranco (* 1959), russischer Architekt italienischer Herkunft
- Cirillo, Roberto (* 1971), Schweizer Manager
- Cirillo, Wally (1927–1977), US-amerikanischer Jazz-Pianist
- Cirilo, Yarisleidis (* 2002), kubanische Kanutin
- Cirimwami Nkuba, Peter († 2025), kongolesischer Militär
- Cirinnà, Monica (* 1963), italienische Politikerin
- Cirino Pomicino, Paolo (* 1939), italienischer Politiker, Mitglied der Camera dei deputati, MdEP
- Cirino, Bruno (1936–1981), italienischer Schauspieler
- Cirino, Franco (1926–1979), italienischer Filmregisseur
- Cirino, Ilaria (* 1971), italienische Filmregisseurin
- Cirino, Marcelo (* 1992), brasilianischer Fußballspieler
- Cirino, Natale (1894–1962), italienischer Schauspieler
- Cirio, Alberto (* 1972), italienischer Politiker
- Círio, Armando (1916–2014), brasilianisch-italienischer Ordensgeistlicher, römisch-katholischer Erzbischof von Cascavel
- Cirio, Francesco (1836–1900), italienischer Unternehmer und Gründer der Konservenfirma Cirio
- Cirit, Janberk (* 2006), österreichischer Handballspieler
- Ćiritović, Petar (* 1978), kroatischer Schauspieler und Ökonom
- Čirjak, Frane (* 1995), kroatischer Fußballspieler
- Cirjenics-Kovacsics, Anikó (* 1991), ungarische Handballspielerin
- Ćirka, Ivan (* 1977), serbischer Fußballspieler
- Cirkel, Geert (* 1978), niederländischer Ruderer
- Cirkic, Belmin (* 1998), österreichischer Fußballspieler
- Ćirković, Aleksandar (* 2001), serbischer Fußballspieler
- Ćirković, Lazar (* 1992), serbischer Fußballspieler
- Ćirković, Milivoje (* 1977), serbischer Fußballspieler
- Ćirković, Miroslav (* 2000), bosnischer Fußballspieler
- Ćirković, Sima (1929–2009), jugoslawischer bzw. serbischer Historiker
- Cirksena, Almuth (1465–1522), ostfriesische Grafentochter
- Cirksena, Enno, ostfriesischer Häuptling von Norden (Niedersachsen), Greetsiel, Berum und Pilsum
- Cirkut (* 1986), kanadischer Musikproduzent und SongwriterCirkut (* 1986)

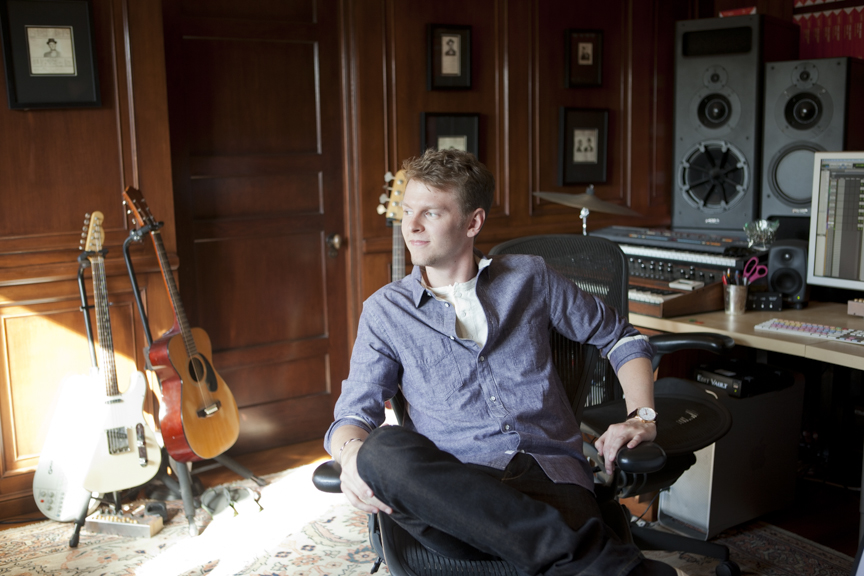
Cirkut (* 1986)

- Cîrneală, Alexandru (* 1989), rumänischer Schauspieler
- Ciro di Pers (1599–1663), italienischer Dichter
- Cirolini, Francesco (* 1973), österreichischer Theater- und Filmschauspieler
- Cirone, Jason (1971–2024), italo-kanadischer Eishockeyspieler und -trainer sowie Inlinehockeyspieler
- Cironka, Saulius (* 1964), litauischer Politiker
- Cirot, Georges (1870–1946), französischer Historiker, Romanist, Hispanist und Literaturwissenschaftler
- Cirotte, Astrid (* 2003), französische Tennisspielerin
- Çırpan, Hatı (1882–1956), türkische Bäuerin und Abgeordnete
- Cirpan, Vildan (* 1991), deutsche Schauspielerin
- Çırpanlı, Defne (* 2004), türkische Tennisspielerin
- Cirpinius, Lucius, römischer Offizier (Kaiserzeit)
- Cirri, Antoine (* 1952), belgischer Jazzmusiker
- Cirri, Giovanni Battista (1724–1808), italienischer Cellist, Kapellmeister und Komponist
- Cirrincione, Andrea (1607–1683), italienischer Architekt
- Cirrus, antiker römischer Keramiker
- Cirsovius, Johann Carl (1745–1813), deutscher Jurist und Gründer der Kieler Spar- und Leihkasse
- Cirsovius, Leopold August (1706–1770), deutscher Jurist und Landsyndikus
- Cirsovius, Leopold Iwan (1815–1895), deutscher Organist, Lehrer und Orgelforscher
- Cîrstea, Florina Ioana (* 1992), rumänische Biathletin
- Cîrstea, Sorana (* 1990), rumänische TennisspielerinSorana Cîrstea (* 1990)

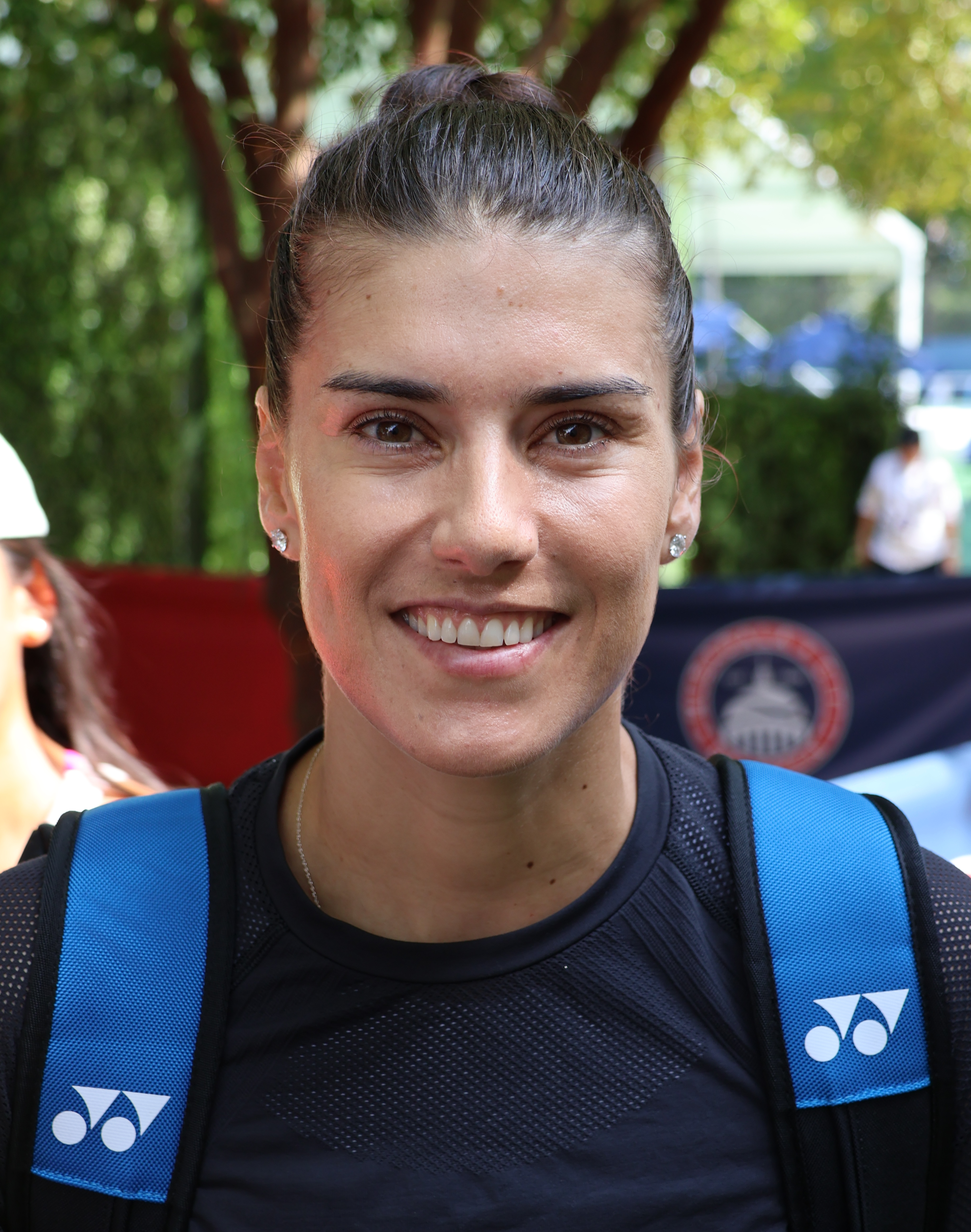
Sorana Cîrstea (* 1990)

- Ciruelo, Pedro (1470–1554), spanischer Mathematiker, Theologe und Hochschullehrer
- Cīrule, Patricija (* 2001), lettische Leichtathletin
- Cirulli, Giacomo (* 1952), italienischer Geistlicher, römisch-katholischer Bischof von Teano-Calvi, Alife-Caiazzo und Sessa Aurunca
- Cirulli, Giuseppina (* 1959), italienische Leichtathletin
- Ciry, Michel (1919–2018), französischer Maler, Grafiker, Autor und Komponist

### Cis
- Cisar, Alex (* 2000), slowenischer Biathlet
- Cisar, Alexandru Theodor (1880–1954), römisch-katholischer Bischof von Jassy und Erzbischof von Bukarest
- Císař, Čestmír (1920–2013), tschechischer Politiker
- Cisar, Franz (1908–1943), österreichischer Fußballspieler
- Císař, Josef (* 1916), tschechoslowakischer Skispringer
- Cisár, Marián (* 1978), slowakischer Eishockeyspieler
- Cisar, Raphael (* 1991), österreichischer Schauspieler und Regisseur
- Císařovská, Natálie (* 1988), tschechische Filmregisseurin, Dokumentarfilmerin und Drehbuchautorin
- Ciscar y Ciscar, Gabriel (1760–1829), spanischer Gelehrter, Marineoffizier und Regent
- Cischeck, Peter (* 1957), deutscher Jazzmusiker (Kontrabass)
- Cisco, Andre (* 2000), US-amerikanischer American-Football-Spieler
- Cisco, Giulio (1920–1999), italienischer Journalist und Schriftsteller
- Ciscomani, Juan (* 1982), US-amerikanischer Politiker der Republikanischen Partei
- Cisek, Oscar Walter (1897–1966), rumäniendeutscher Schriftsteller und Diplomat
- Ciseri, Antonio (1821–1891), schweizerisch-italienischer Maler
- Cisi, Emanuele (* 1964), italienischer Jazz-Saxophonist
- Ćišić, Milojko (1920–1986), jugoslawischer Elektroingenieur
- Cisik, Alexander (* 1965), deutscher Psychologe, Hochschullehrer und Unternehmensberater
- Cisinski, Denis-Charles (* 1976), Mathematiker
- Ciskowski, Vivien (* 2000), deutsche Schauspielerin
- Cîşlari, Constantin (* 1998), deutscher LeichtathletConstantin Cîşlari (* 1998)

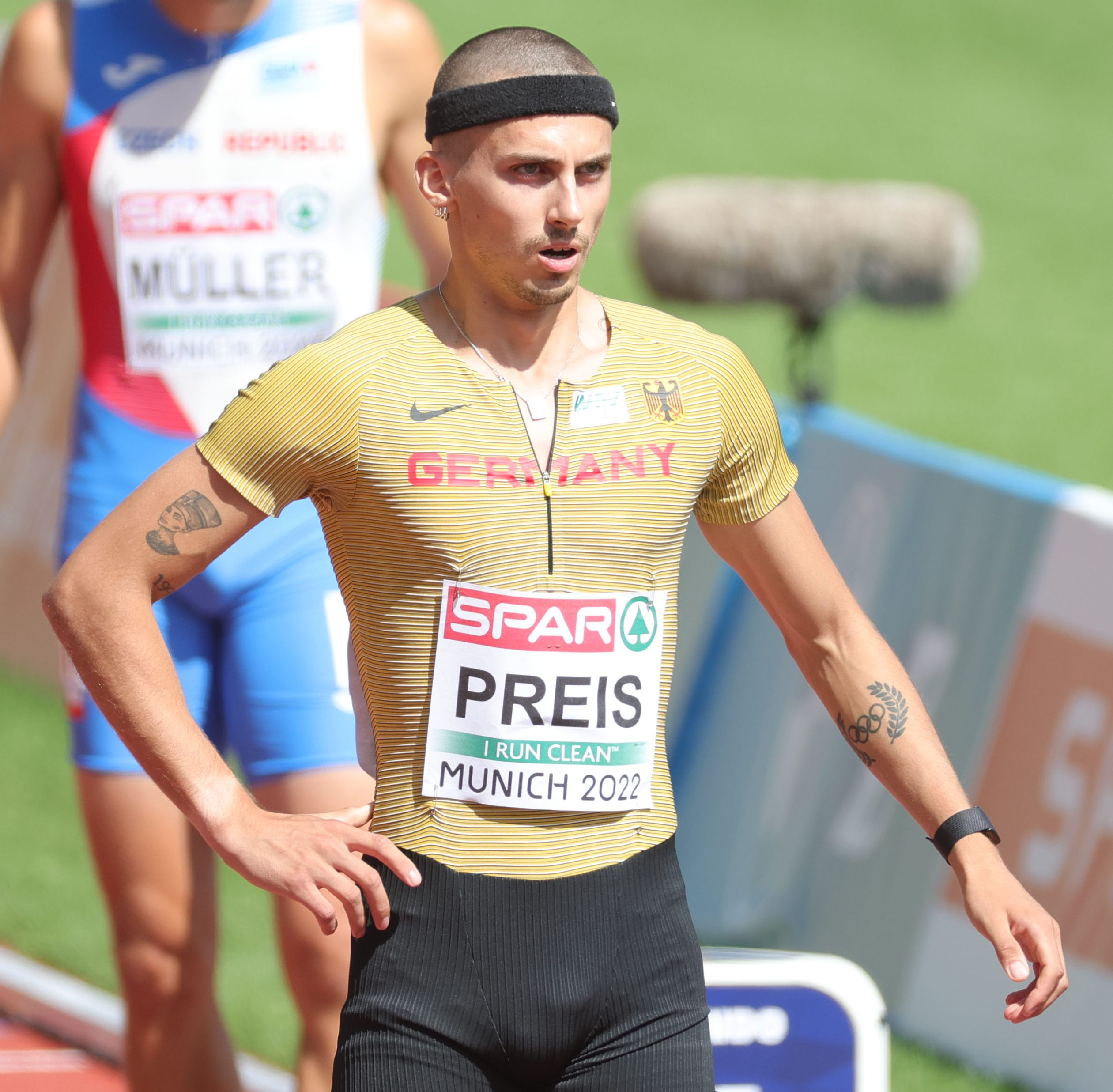
Constantin Cîşlari (* 1998)

- Císler, Jiří (1928–2004), tschechischer Schauspieler, Bühnenautor, Regisseur, Musiker und Komponist
- Cisło, Maciej (1947–2023), polnischer Schriftsteller, Lyriker und Übersetzer
- Cisło, Mieczysław (* 1945), polnischer römisch-katholischer Geistlicher, emeritierter Weihbischof in Lublin
- Cisma, Domingo (* 1982), spanischer Fußballspieler
- Cisnere, Leonor de († 1568), spanische evangelische Märtyrerin
- Cisneros Betancourt, Salvador (1828–1914), kubanischer Politiker und Revolutionär
- Cisneros Durán, Vicente Rodrigo (1934–2017), ecuadorianischer Geistlicher, römisch-katholischer Erzbischof von Cuenca
- Cisneros Martínez, Emiliano Antonio (* 1945), spanischer Ordensgeistlicher, römisch-katholischer Bischof von Chachapoyas
- Cisneros Sánchez, Manuel (1904–1971), peruanischer Anwalt und Politiker
- Cisneros, Alejandra (* 1995), mexikanische Tennisspielerin
- Cisneros, Antonio Zapata y (1550–1635), spanischer Geistlicher, sogenannter Kronkardinal
- Cisneros, Baltasar de († 1829), spanischer Admiral und Vizekönig von Río de la Plata
- Cisneros, Carlos (* 1993), mexikanischer Fußballspieler
- Cisneros, Eduardo (* 1953), mexikanischer Fußballspieler
- Cisneros, Ernesto (* 1940), mexikanischer Fußballspieler
- Cisneros, Gil (* 1971), US-amerikanischer Politiker
- Cisneros, Gustavo (1945–2023), venezolanischer Unternehmer in der Medien- und Getränkeindustrie
- Cisneros, Henry (* 1947), US-amerikanischer Politiker und Manager
- Cisneros, Ignacio Hidalgo (1896–1966), spanischer Flugpionier, Kolonialoffizier, Militärattaché, Chef der Luftstreitkräfte, Schriftsteller und Kommunist
- Cisneros, José Rafael (1915–1995), venezolanischer Gitarrist, Komponist und Musikpädagoge
- Cisneros, Juan Carlos (* 1977), argentinischer Fußballspieler
- Cisneros, Marc A. (* 1939), US-amerikanischer Offizier, Generalleutnant der US-Army
- Cisneros, Mario (* 1961), mexikanischer Fußballspieler
- Cisneros, Octavio (* 1945), US-amerikanischer römisch-katholischer Geistlicher und Weihbischof in Brooklyn
- Cisneros, Omar (* 1989), kubanischer Hürdenläufer und Sprinter
- Cisneros, Patty (* 1977), US-amerikanische Rollstuhlbasketballspielerin
- Cisneros, Rigoberto (* 1953), mexikanischer Fußballspieler
- Cisneros, Ronaldo (* 1997), mexikanischer Fußballspieler
- Cisneros, Salvador († 1964), mexikanischer Fußballspieler
- Cisneros, Sandra (* 1954), US-amerikanische Autorin
- Cisnerus, Johannes († 1620), deutscher Schulmeister und reformierter Pfarrer
- Cisnerus, Nikolaus (1529–1583), deutscher Humanist und Jurist
- Cisotti, Umberto (1882–1946), italienischer Mathematiker und Physiker
- Čišovský, Marián (1979–2020), slowakischer Fußballspieler
- Cisowski, Andrzej (1962–2020), polnischer Maler und Grafiker
- Cisowski, Thadée (1927–2005), französischer Fußballspieler polnischer Herkunft
- Ciss, Pathé (* 1994), senegalesischer Fußballspieler
- Ciss, Saliou (* 1989), senegalesischer Fußballspieler
- Cissa, König von Sussex
- Cissa, Unterkönig in Wessex
- Cissarz, Arnold (1900–1973), deutscher Mineraloge, Lagerstättenkundler und Hochschullehrer
- Cissarz, Johann Vincenz (1873–1942), deutscher Künstler
- Cissé, Aïssatou (* 1971), senegalesische Schriftstellerin und Aktivistin
- Cissé, Aliou (* 1976), senegalesischer Fußballspieler
- Cissé, Amadou Boubacar (* 1948), nigrischer Politiker, Tiefbauingenieur und Bankmanager
- Cissé, Arthur (* 1996), ivorischer Sprinter
- Cisse, Babou A. M. (1943–2015), gambischer Versicherungsmanager und Sportfunktionär
- Cissé, Boubacar (1909–1989), nigrischer Manager und Politiker
- Cissé, Boubou (* 1974), malischer Ökonom und Politiker
- Cissé, Cheick Sallah (* 1993), ivorischer Taekwondoin
- Cissé, Djaoui (* 2004), französisch-malischer Fußballspieler
- Cissé, Djibril (* 1981), französischer FußballspielerDjibril Cissé (* 1981)

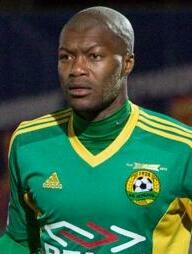
Djibril Cissé (* 1981)

- Cissé, Édouard (* 1978), französischer Fußballspieler
- Cissé, Ibrahima (* 1994), guineischer Fußballspieler
- Cissé, Ibrahima (* 2001), malischer FußballspielerIbrahima Cissé (* 2001)

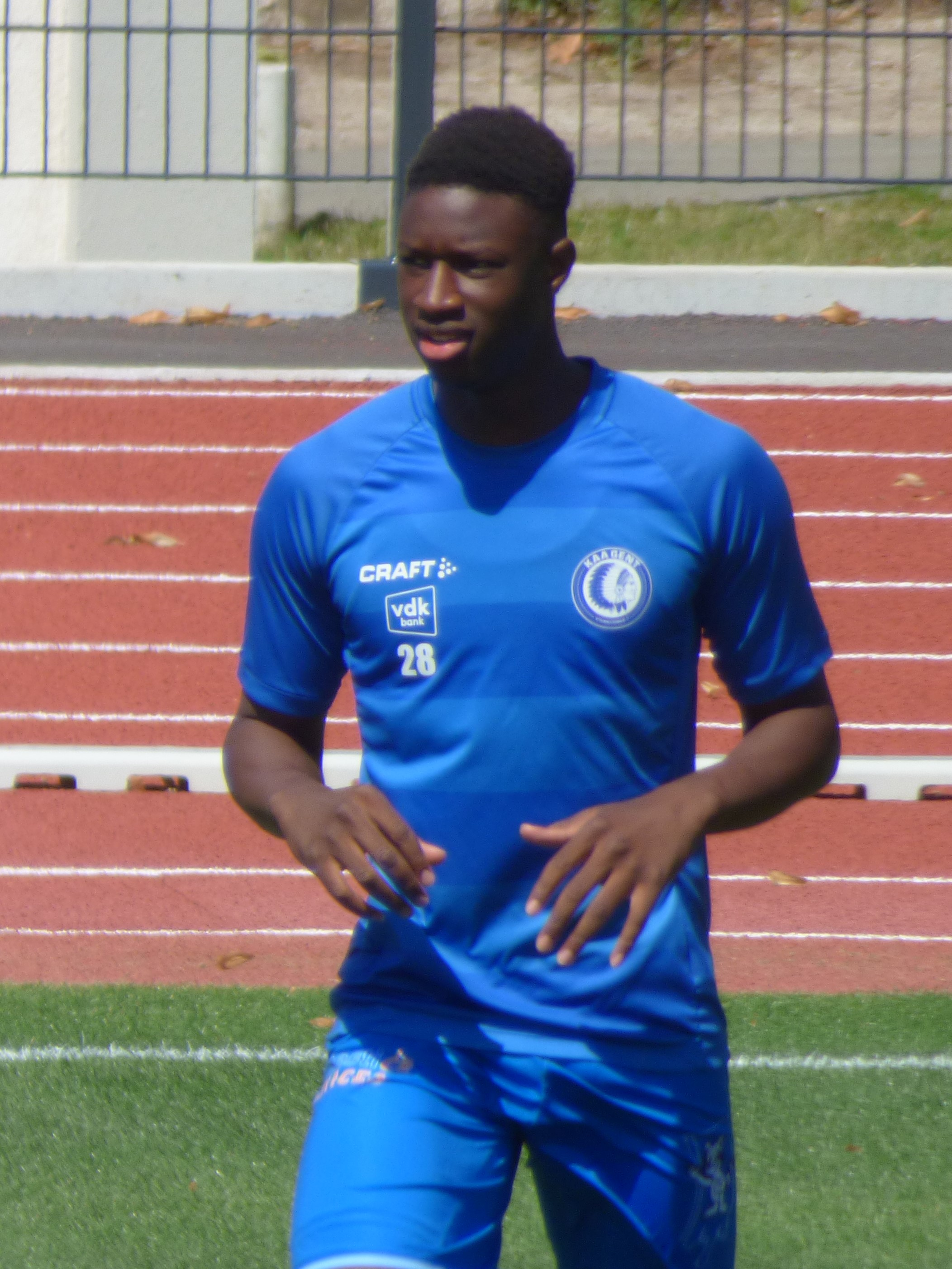
Ibrahima Cissé (* 2001)

- Cissé, Jean-Baptiste Maria (1932–1996), malischer römisch-katholischer Geistlicher, Bischof von Sikasso
- Cissé, Jeanne Martin (1926–2017), guineische Politikerin und Doyenne der guineischen Frauenpolitik
- Cissé, Kalifa (* 1984), malischer Fußballspieler
- Cissé, Karamoko (* 1988), guineischer Fußballspieler
- Cissé, Kaya Magan, König vom Stamm der Soninke und Begründer der Cissé-Tounkara-Dynastie
- Cissé, Lamine (* 1971), senegalesischer Fußballspieler
- Cissé, Madjiguène (1951–2023), senegalesische Frauenaktivistin
- Cissé, Mariama (* 1962), nigrische Richterin
- Cissé, Modou Kéba (* 2005), senegalesischer Fußballspieler
- Cissé, Momo (* 2002), guineisch-französischer Fußballspieler
- Cissé, Moussa (* 2003), französisch-malischer Fußballspieler
- Cisse, Namory (* 2003), österreichischer Fußballspieler
- Cissé, Pape Abou (* 1995), senegalesischer Fußballspieler
- Cissé, Papiss Demba (* 1985), senegalesischer FußballspielerPapiss Demba Cissé (* 1985)

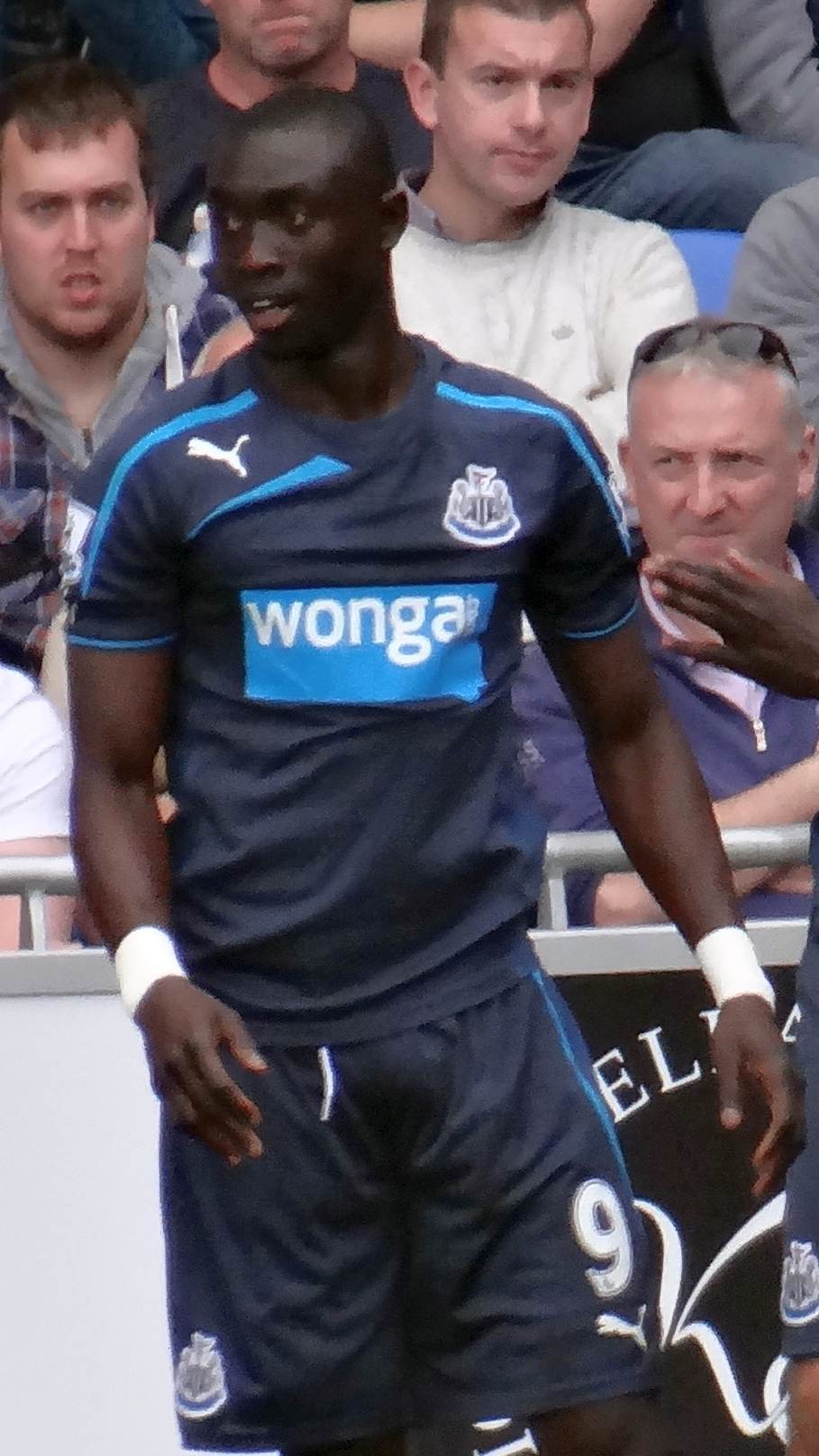
Papiss Demba Cissé (* 1985)

- Cissé, Robert (* 1968), malischer römisch-katholischer Geistlicher und Erzbischof von Bamako
- Cissé, Salif (* 1994), deutscher Fußballspieler
- Cissé, Sekou (* 1985), ivorischer Fußballspieler
- Cissé, Souleymane (1940–2025), malischer Filmemacher
- Cissé, Souleymane (* 2002), französisch-senegalesischer Fußballspieler
- Cissé, Soumaïla (1949–2020), malischer Politiker
- Cissé, Tanja (* 1980), liechtensteinische Politikerin
- Cissé, Yoann (* 2004), französisch-ivorischer Fußballspieler
- Cissewski, Mariusz (* 1969), deutsch-polnischer Eishockeytorwart
- Cissokho, Aly (* 1987), französischer Fußballspieler
- Cissokho, Moussa (* 1983), senegalesischer Musiker (Gesang, Kora, Tama)
- Cissokho, Solo (1963–2019), senegalesischer Jazz- und Mbalaxmusiker
- Cissokho, Souleymane (* 1991), französischer Boxer
- Cissokho, Till (* 2000), französischer Fußballspieler
- Cissoko, Hawa (* 1997), französische Fußballspielerin
- Cissoko, Sidy (* 2004), französischer Basketballspieler
- Cistac, Gilles (1961–2015), französisch-mosambikanischer Verfassungsrechtler
- Cistana, Andrea (* 1997), italienischer Fußballspieler
- Cistaro, Anthony (* 1963), US-amerikanischer Schauspieler
- Cistelecan, Alexandru (* 1951), rumänischer Literaturkritiker
- Cisternas, Carlos (* 1985), chilenischer Fußballspieler
- Cisternas, Guillermo (1891–1941), chilenischer Fußballspieler
- Cisternas, Horacio (1931–1999), chilenischer Fußballspieler
- Cisternas, Jonathan (* 1980), chilenischer Fußballspieler
- Cisternas, María Soledad (* 1959), chilenische Juristin und UN-Sondergesandte
- Cisterne, Hélier (* 1981), französischer Filmregisseur und Drehbuchautor
- Čistiakova, Regina (* 1961), litauische Langstreckenläuferin
- Cistone, Joseph Robert (1949–2018), US-amerikanischer Geistlicher, römisch-katholischer Bischof von Saginaw
- Cistulli, Carson (* 1979), US-amerikanischer Dichter, Autor und Herausgeber
- Cisyk, Kvitka (1953–1998), amerikanische Koloratursopranistin
- Ciszek, Konrad (* 2007), polnischer Fußballspieler
- Ciszewski, Carola (* 1968), deutsche Handballspielerin

### Cit
- Cita, Maria Bianca (1924–2024), italienische Geologin, Paläontologin und Hochschullehrerin
- Çıtak, Hakan (* 1999), türkischer Fußballspieler
- Çitaku, Ramadan (1914–1990), albanischer Politiker
- Çitaku, Vlora (* 1980), kosovarische Politikerin und Diplomatin
- Citavičius, Jaroslavas (1907–1972), litauischer Fußballspieler
- Citino, Robert M. (* 1958), US-amerikanischer Historiker
- Citiolo, Cosimo (* 1981), deutsch-italienischer Sänger, Unterhaltungskünstler und AutorCosimo Citiolo (* 1981)

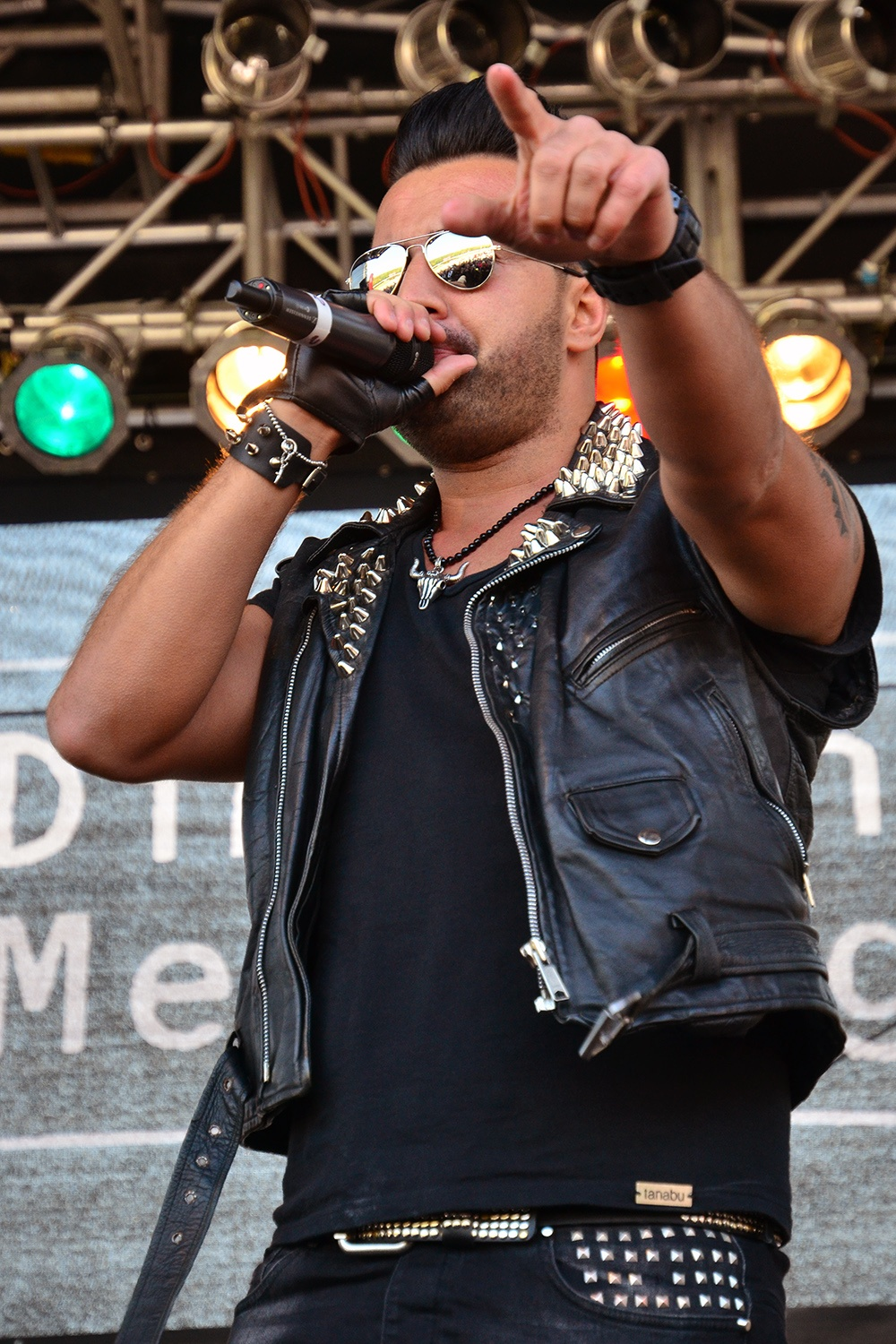
Cosimo Citiolo (* 1981)

- Citizen Cope (* 1968), US-amerikanischer Songwriter, Produzent und Sänger
- Citko, Marek (* 1974), polnischer Fußballspieler
- Citny, Kiddy (* 1957), deutscher Musiker und bildender Künstler sowie Autodidakt
- Cito, Claus (1882–1965), luxemburgischer Bildhauer
- Citolini, Alessandro, italienischer Dichter, Romanist, Grammatiker und Lexikograf
- Citora Afonso, Osório (* 1972), mosambikanischer römisch-katholischer Ordensgeistlicher, Bischof von Quelimane
- Citran, Roberto (* 1955), italienischer Schauspieler
- Citrin, Deborah E., US-amerikanische Strahlentherapeutin und Onkologin
- Citrine, Walter, 1. Baron Citrine (1887–1983), britischer Gewerkschafter und Politiker
- Citrini-Beaulieu, Mélissa (* 1995), kanadische Wasserspringerin
- Citroën, André (1878–1935), französischer AutomobilkonstrukteurAndré Citroën (1878–1935)

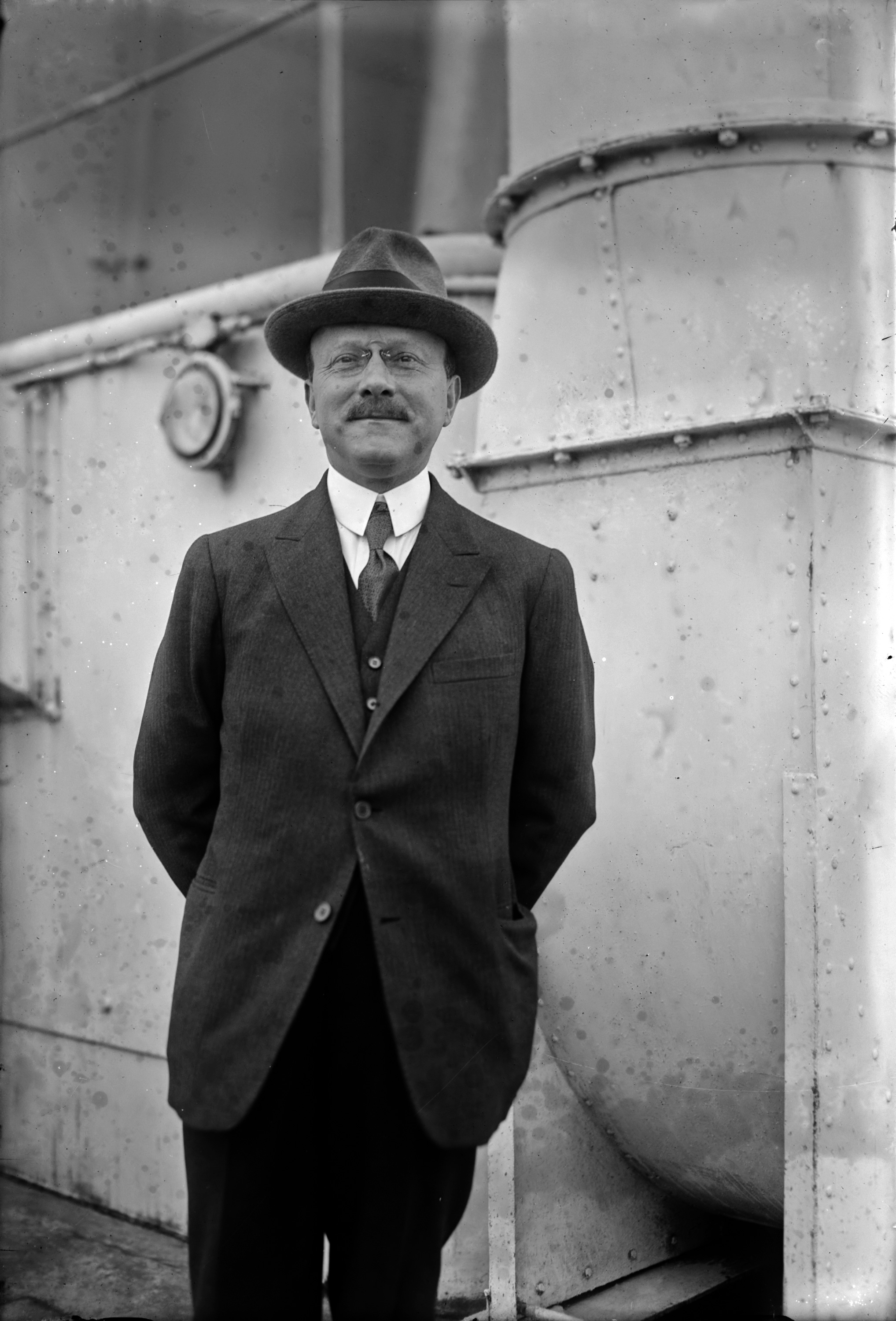
André Citroën (1878–1935)

- Citroen, Paul (1896–1983), niederländischer Kunstmaler, Zeichner und Fotograf
- Citroen, Soesja (* 1948), niederländische Jazz-Sängerin und Komponistin und Autorin
- Citron, Anselm (1923–2014), deutscher Physiker und Hochschullehrer
- Citron, Curt (1878–1957), Reichsgerichtsrat
- Citron, Klaus-Jürgen (1929–2007), deutscher Diplomat
- Citron, Marcia (* 1945), amerikanische Musikwissenschaftlerin
- Citron, Minna (1896–1991), US-amerikanische Malerin und Grafikerin
- Citron, Neil, kanadischer Gitarrist, Tontechniker und Musikproduzent
- Citron, Pierre (1919–2010), französischer Musikologe, Romanist und Literaturwissenschaftler
- Citron, Sonia (* 2003), US-amerikanische Basketballspielerin
- Citron, Suzanne (1922–2018), französische Historikerin
- Citron, William M. (1896–1976), US-amerikanischer Politiker
- Citron-Piorkowski, Renate (* 1949), deutsche Juristin und ehemalige Richterin
- Citrónová, Helena (1922–2007), tschechoslowakische jüdische KZ-Überlebende
- Cittadini Cesi, Gian Gaspare (1907–1984), italienischer Diplomat
- Cittadini, Angelus Maria († 1629), italienischer Geistlicher
- Cittadini, Celso (1553–1627), italienischer Dichter, Philologe und Romanist
- Citterio, Anselmo (1927–2006), italienischer Radrennfahrer
- Citterio, Antonio (* 1950), italienischer Architekt
- Citterio, Bernardo (1908–2002), italienischer Geistlicher und Weihbischof im Erzbistum Mailand
- Citterio, Guido (1931–2025), italienischer Eisschnellläufer
- Cittert, Pieter Hendrik van (1889–1959), niederländischer Physiker und Wissenschaftshistoriker
- Citti, Christine (* 1962), französische Schauspielerin
- Citti, Franco (1935–2016), italienischer SchauspielerFranco Citti (1935–2016)

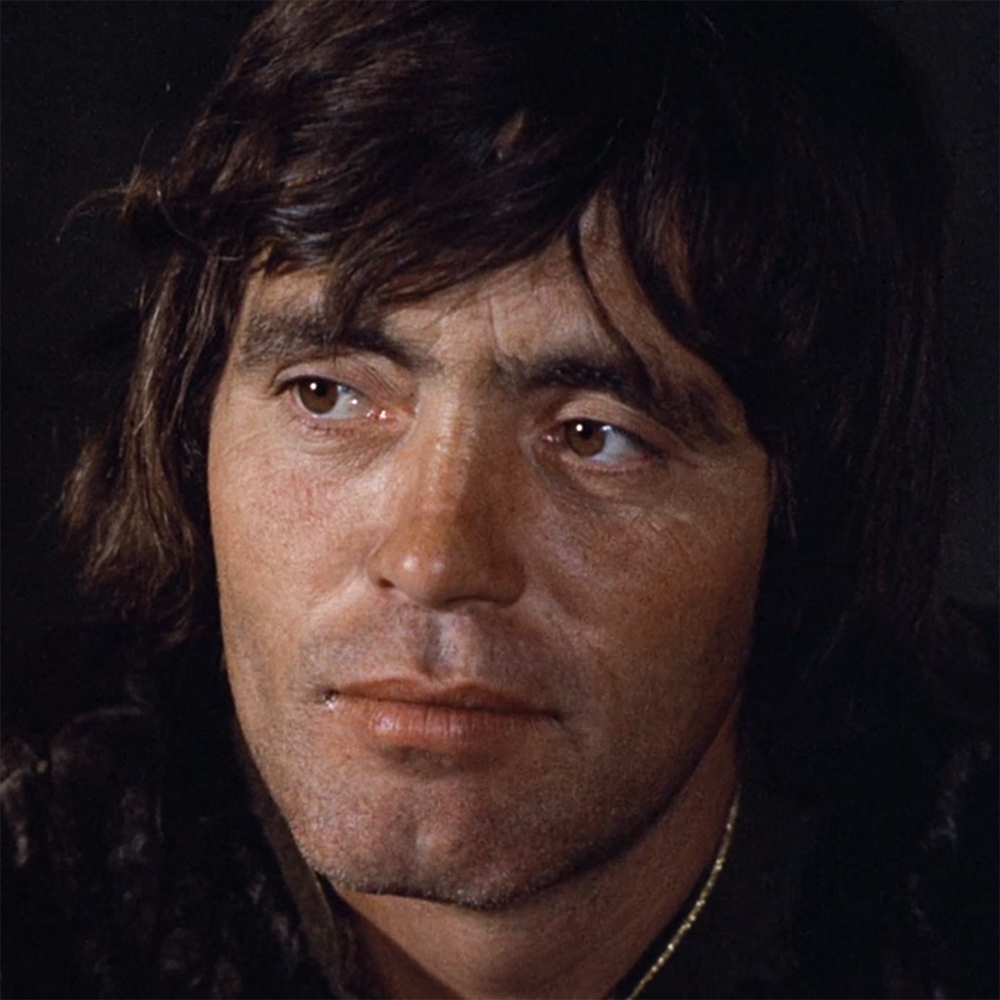
Franco Citti (1935–2016)

- Citti, Sergio (1933–2005), italienischer Filmregisseur, Drehbuchautor und Schauspieler
- Citton, Cristiano (* 1974), italienischer Radrennfahrer
- Cîțu, Florin (* 1972), rumänischer Politiker
- City and Colour (* 1980), kanadisches Musikprojekt

### Ciu
- Ciubotărașu, Ștefan (1910–1970), rumänischer Schauspieler
- Ciubuc, Ion (1943–2018), moldauischer Politiker und Regierungschef der Republik Moldau
- Ciucă, Alessia Beatrice (* 2001), rumänische Tennisspielerin
- Ciucă, Daniel (* 1966), rumänischer Fußballspieler, -trainer, Spielervermittler und Gastronom
- Ciucă, Nicolae (* 1967), rumänischer General und Politiker
- Ciucanu-Robu, Doina (* 1967), rumänische Ruderin
- Ciucarelli, Daniela, argentinische Handballspielerin
- Čiučelis, Algirdas (1938–2008), litauischer Mathematiker und Politiker von Vilnius, ehemaliger Bürgermeister und stellvertretender Bürgermeister
- Ciucu, George (1927–1990), rumänischer Politiker (PCR) und Diplomat, Mathematiker und Hochschullehrer
- Ciucu, Ion (1927–2002), rumänischer Politiker (PCR) und Diplomat
- Ciudad Benitez, Leon (* 2002), deutscher Handballspieler
- Ciuffini, Sabatino (1920–2003), italienischer Drehbuchautor
- Ciuffo, Axel (* 1988), argentinischer Biathlet
- Ciufoli, Domenico (1898–1975), italienischer Politiker (PCI)
- Ciufrilă, Raluca (* 1997), rumänische Tennisspielerin
- Ciuha, Jože (1924–2015), slowenischer Maler, Illustrator und Graphiker
- Ciuhandu, Gheorghe (* 1947), rumänischer Politiker
- Ciuhrii, Ceslav (* 1973), moldauischer Biotechnologe und Geschäftsmann
- Čiukšys, Osvaldas (* 1966), litauischer Diplomat und Politiker
- Čiukšytė, Dagnė (* 1977), litauische Schachspielerin
- Ciulei, Liviu (1923–2011), rumänischer Schauspieler, Theaterregisseur, Filmregisseur, Bühnenbildner und Theaterleiter
- Čiulevičius, Jonas (* 1934), litauischer Politiker
- Ciulli, Roberto (* 1934), italienischer TheaterregisseurRoberto Ciulli (* 1934)

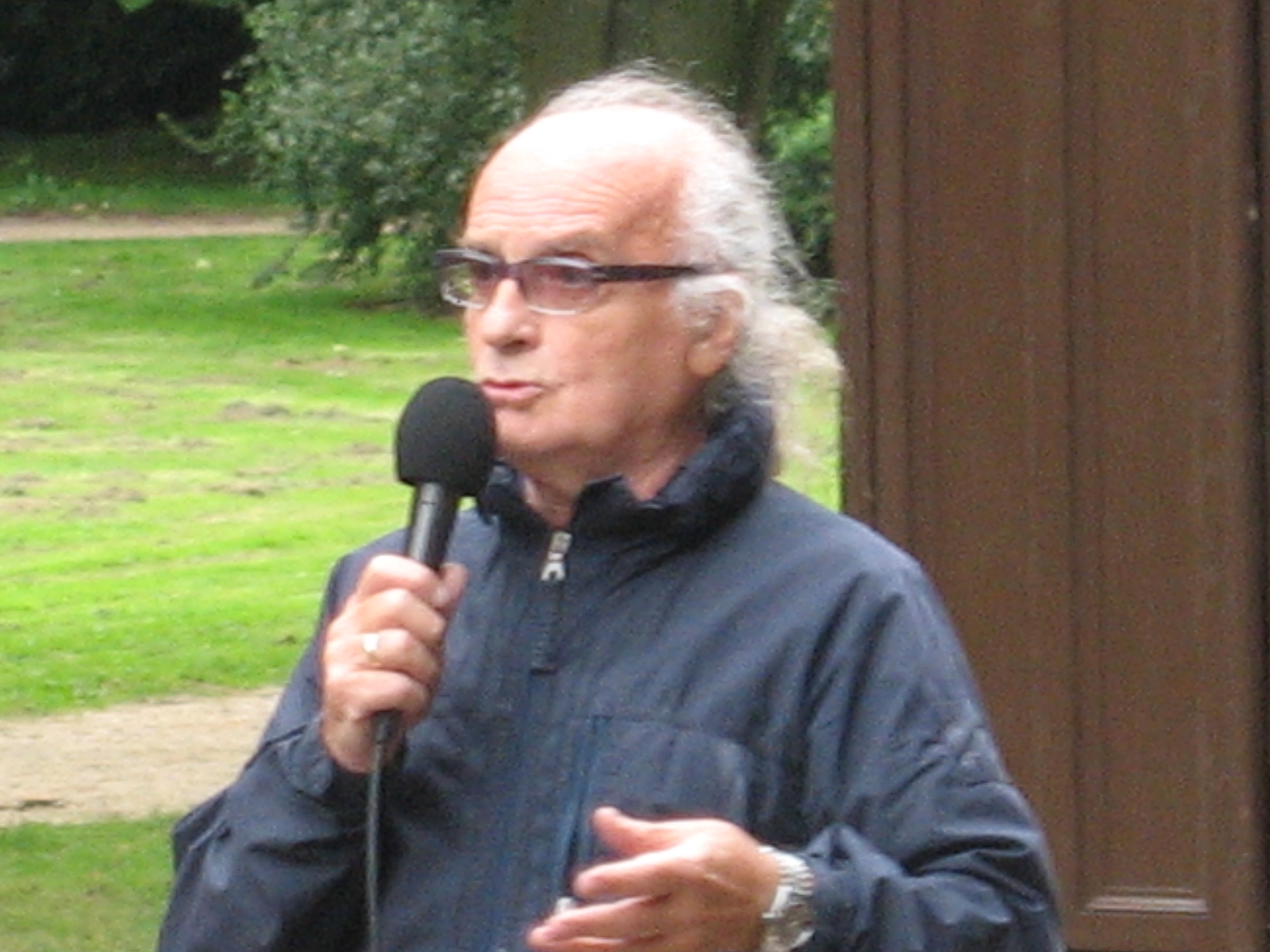
Roberto Ciulli (* 1934)

- Čiupaila, Regimantas (* 1956), litauischer Politiker
- Ciupe, Raul (* 1983), rumänischer Fußballspieler
- Ciupek, Stefan (* 1976), deutscher Kameramann und Colorist
- Ciupercă, Nicolae (1882–1950), rumänischer General
- Ciupke, Paul (* 1953), deutscher Erwachsenenbildner und Bildungshistoriker
- Ciuppa, Francesco (* 1875), italienischer Automobilrennfahrer
- Ciura, Bartosz (* 1992), polnischer Eishockeyspieler
- Ciuraneta Aymí, Francesc-Xavier (1940–2020), spanischer Geistlicher, römisch-katholischer Bischof von Lleida
- Ciurina, Valentina (* 1978), moldauische Biathletin
- Čiurlionis, Mikalojus Konstantinas (1875–1911), litauischer Komponist und MalerMikalojus Konstantinas Čiurlionis (1875–1911)

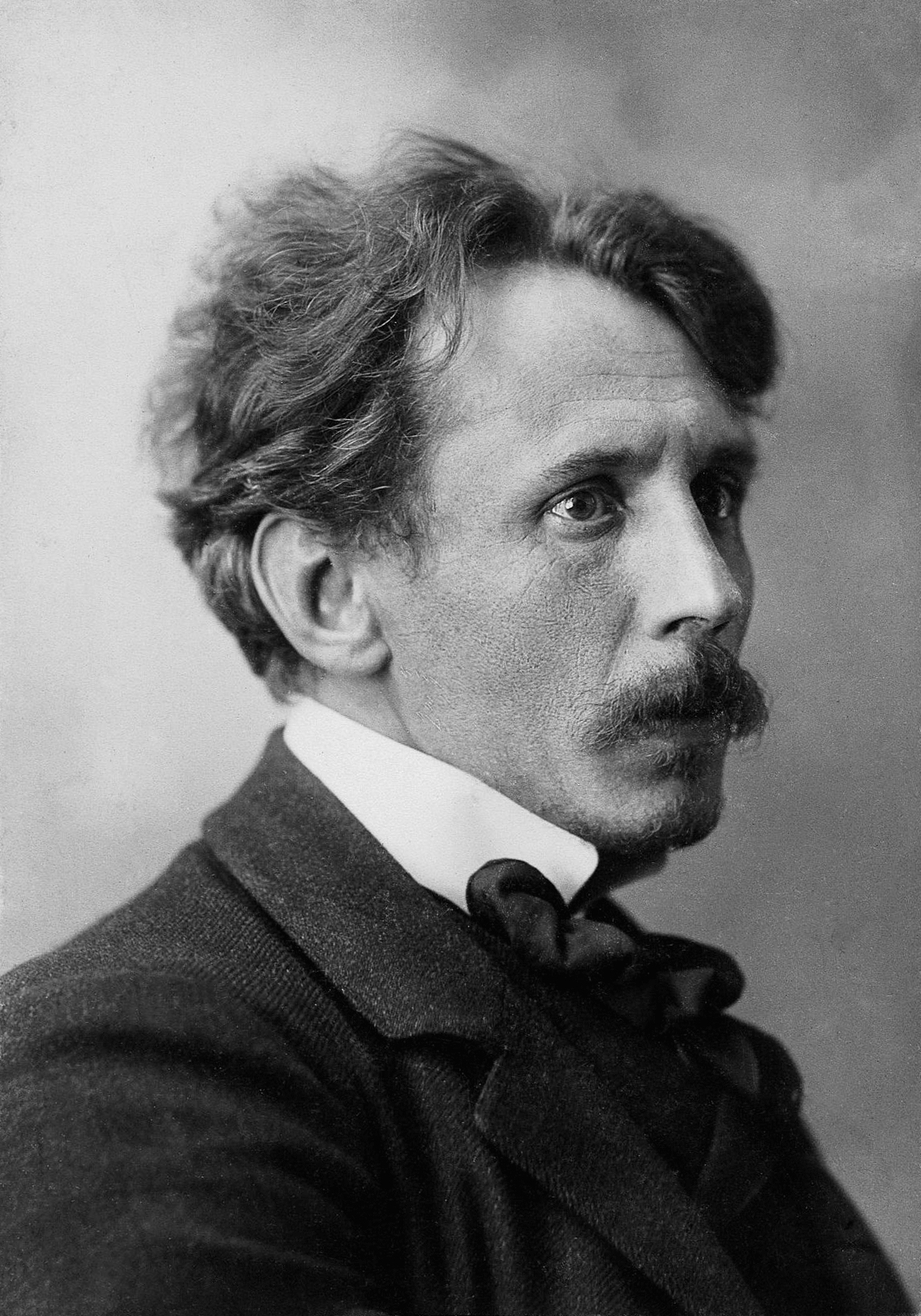
Mikalojus Konstantinas Čiurlionis (1875–1911)

- Ciurunga, Andrei (1920–2004), rumänischer Schriftsteller
- Ciuti, Gabriele, italienischer Autorennfahrer
- Ciutureanu, Alexandru (1951–2013), rumänischer Bildhauer

### Civ
- Čiva, Almedin (* 1972), bosnisch-herzegowinischer Fußballspieler
- Civale, Cristina (* 1960), argentinische Journalistin und Schriftstellerin
- Civangil, Esin (* 1982), türkische Schauspielerin
- Civardi, Ernesto (1906–1989), italienischer Geistlicher, Kurienkardinal der römisch-katholischen Kirche
- Civati, Giuseppe (* 1975), italienischer Autor und Politiker
- Cive, Jasminka (* 1981), österreichische Mixed-Martial-Arts-Kämpferin
- Civeja, Tim (* 2002), deutsch-albanischer Fußballspieler
- Civelek, Aykut (* 1994), deutschtürkischer Fußballspieler
- Civelek, Feyza (* 1995), türkische Schauspielerin
- Civelek, Ramazan (* 1996), türkischer Fußballspieler
- Civella, Anthony (1930–2006), US-amerikanischer Mobster
- Civella, Nicholas (1912–1983), US-amerikanischer Mobster
- Civelli, Renato (* 1983), argentinischer Fußballspieler
- Civello, Chiara (* 1975), italienische Jazzmusikerin (Gesang, Piano) und Singer-Songwriterin
- Civera, David (* 1979), spanischer Popsänger
- Civerchia, Francesca (* 1977), san-marinesische Politikerin
- Civerchio, Vincenzo, italienischer Maler
- Civeton, Christophe (* 1796), französischer Zeichner, Kupferstecher und Lithograph
- Civeyrac, Jean-Paul (* 1964), französischer Filmregisseur
- Civiale, Jean (1792–1867), französischer Mediziner und Chirurg
- Civic, Ivan (* 1979), italienischer Performancekünstler
- Civica, Massimiliano (* 1974), italienischer Theaterregisseur
- Civico-Maler, attisch-schwarzfiguriger Vasenmaler
- Civiello, Vanessa (* 1991), deutsche Hörfunk- und Fernsehmoderatorin
- Civil i Castellví, Ildefons (1889–1936), katalanischer Kirchenmusiker und Benediktinermönch aus dem Kloster Montserrat
- Civil, Alan (1929–1989), britischer Hornist und Musiklehrer
- Civil, Danis (* 1988), französischer Breakdancer
- Civil, François (* 1990), französischer SchauspielerFrançois Civil (* 1990)

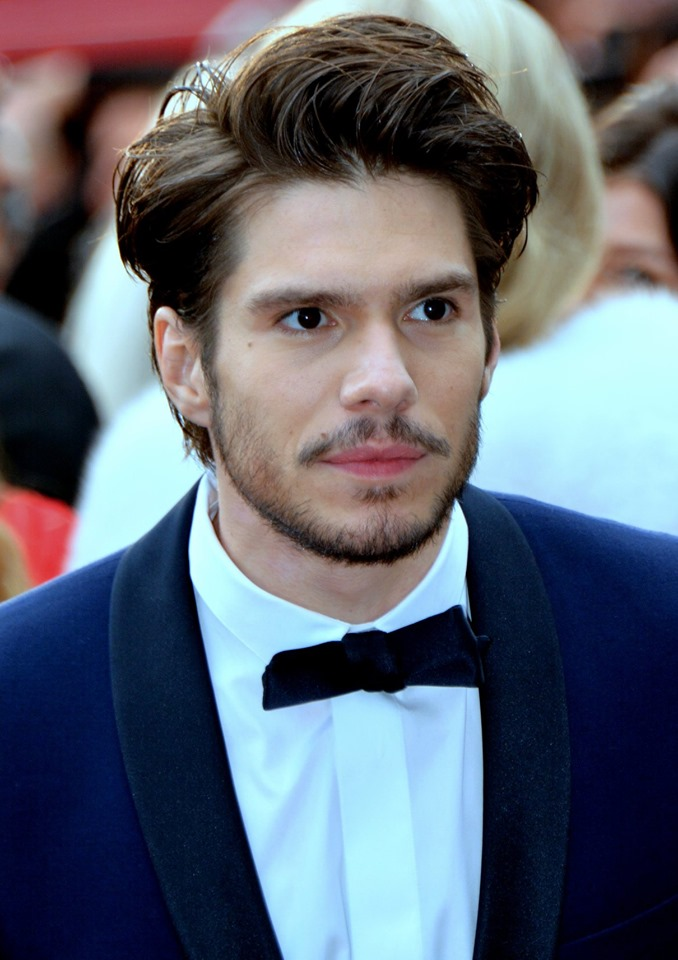
François Civil (* 1990)

- Civil, Orhangazi (* 1992), türkischer Biathlet
- Civiletti, Benedetto (1845–1899), italienischer Bildhauer des Realismus
- Civiletti, Benjamin R. (1935–2022), US-amerikanischer Jurist und Politiker
- Čivilis, Elijus (* 1981), litauischer Politiker, Vizeminister und stellvertretender Wirtschaftsminister
- Civilis, Iulius (* 25), Führer eines germanischen Aufstandes gegen Rom
- Civinini, Guelfo (1873–1954), italienischer Dichter, Dramatiker, Journalist und Archäologe
- Civirani, Osvaldo (1917–2008), italienischer Filmregisseur, Kameramann, Drehbuchautor
- Civita, Ramiro (* 1966), argentinischer Kameramann
- Civita, Victor (1907–1990), US-amerikanischer Geschäftsmann, Journalist und naturalisierter Brasilianer
- Civitali, Matteo (1436–1501), italienischer Bildhauer und Maler der Renaissance
- Civitareale, Enzo, italienischer Filmschaffender und Musiker
- Civitareale, Felice (* 1956), luxemburgischer Jazz- und Unterhaltungsmusiker (Trompete)
- Civitate, Xavier (* 1991), uruguayischer Fußballspieler
- Civo (* 1997), deutscher Rapper
- Civran, Girolamo († 1550), venezianischer Übersetzer
- Civry, Elisabeth Wilhelmine von (1826–1880), uneheliche Tochter des Braunschweiger Herzogs Karl II. und einer englischen Lady
- Civry, Frédéric de (1861–1893), französischer Radrennfahrer

### Cix
- Cixi (1835–1908), chinesische Nebenfrau des Mandschu-Kaisers Xianfeng und KaiserinmutterCixi (1835–1908)

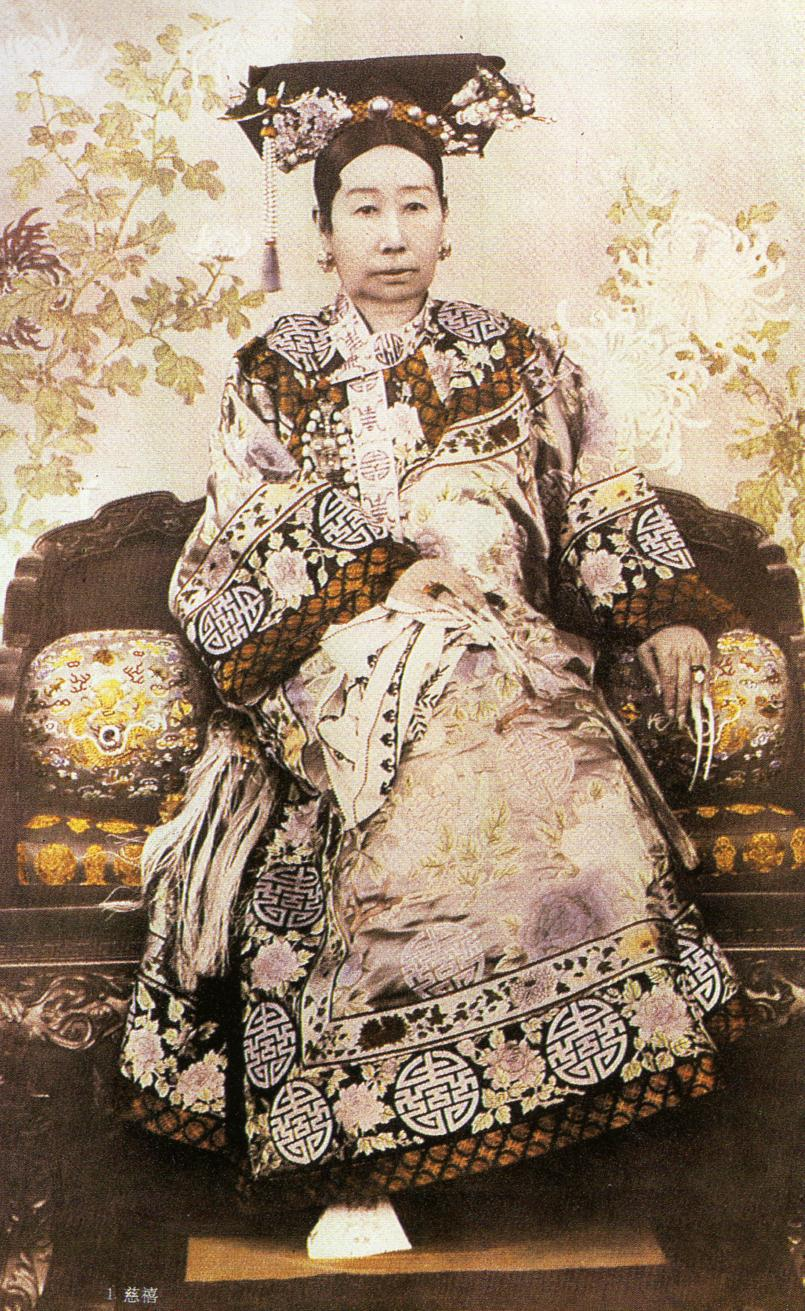
Cixi (1835–1908)

- Cixous, Hélène (* 1937), französische Schriftstellerin

### Ciz
- Ciz, Diego (* 1981), uruguayischer Fußballspieler
- Číž, Miroslav (1954–2022), slowakischer Politiker (SMER), MdEP
- Čižas, Ugnius (* 1995), litauischer Eishockeyspieler
- Cizaurre Berdonces, Jesús María (* 1952), spanischer Ordensgeistlicher, römisch-katholischer Bischof von Bragança do Pará
- Cizek, Alexandru (* 1942), rumänischer Mittellateinischer Philologe
- Čížek, Antonín (1865–1897), tschechischer Politiker
- Čižek, Franz (1865–1946), österreichischer Maler, Designer und Kunsterzieher
- Čížek, Jan (* 1975), tschechischer Händler von Objekten der Stilrichtungen Industriedesign und Vintage
- Čížek, Martin (* 1974), tschechischer Fußballspieler
- Čížek, Tomáš (* 1978), tschechischer Fußballspieler
- Çizer, Muzaffer (1907–1961), türkischer Fußballspieler
- Cizeron, Guillaume (* 1994), französischer EiskunstläuferGuillaume Cizeron (* 1994)

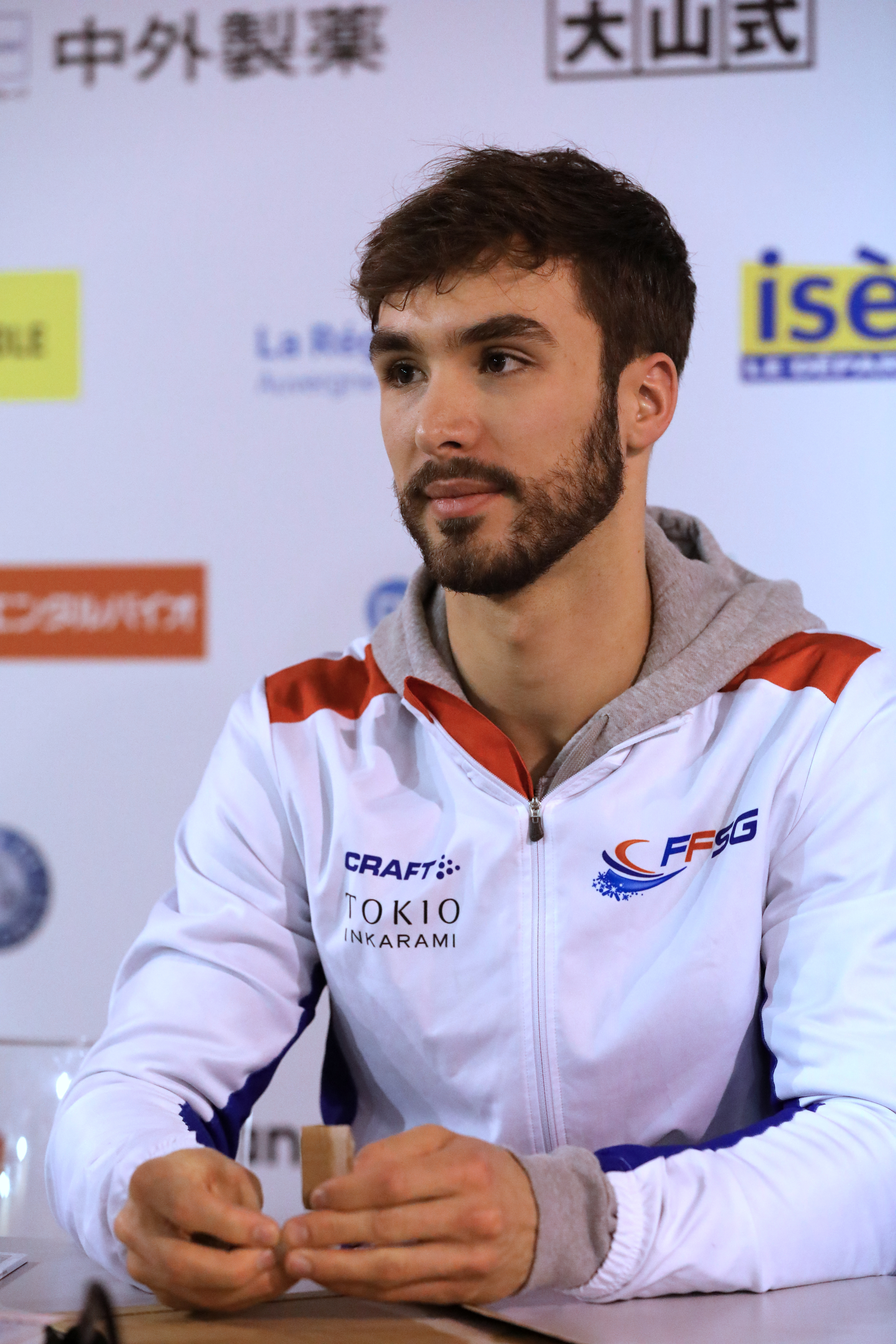
Guillaume Cizeron (* 1994)

- Cizgin, Pelin (* 1986), österreichische Radsportlerin
- Cizikas, Casey (* 1991), kanadischer Eishockeyspieler
- Čižman, Tomaž (* 1965), slowenischer Skirennläufer
- Cizmek, Rolf (1936–2013), Schweizer Jazzbassist
- Çizmeli Öğün, Zeynep (* 1969), türkische Klassische Archäologin und Numismatikerin
- Čižnárová, Jana (* 1993), slowakische Badmintonspielerin